# 姬路城
姬路城（日语：／ Himeji-jō）是一座位於日本兵庫縣姬路市的城堡，為該市主體象徵。由於其白色的外牆，也被稱為白鷺城（／）。
作為日本最具象徵意義，且保留度最為完整的城堡，姬路城是日本政府指定的國寶及國家特別史跡，也是日本首批世界文化遗产之一。為日本100名城之一。由於其保存度相當完好（城內的天守為日本的十二座現存天守之一），也被稱為「日本第一名城」。許多時代劇和電影也在這裡進行拍攝，或以姬路城作為江戶城的象徵。

## 歷史

### 安土桃山時代、江戶時代
對於建造姬路城的築城者有兩種說法，一是根據元龜年間的《赤松家傳袖之記》寫道的赤松則村，另一是天正4年（1576年）的《播磨府中めぐり》內容中提到的赤松貞範。但此兩書料在近代都有做內容修改，再加上赤松氏幾乎在姬路附近未持有領域，因此無法實證赤松氏為築城者的說法。《播州諸城交替連綿之記》中指出赤松貞範為最初的姬路城城主，貞範在該城居住四年後於貞和5年（1349年）移入庄山城，交由同族的小寺頼季守衛姬路城，接著小寺氏的景治、景重、職治接續其位。職治在嘉吉之亂後在城山城陣亡，此人物雖真實存在，但作為姬路城城主則無確切的史料可證明。
隨著應仁之亂的發生，漸漸握有勢力的赤松政則從山名宗全中奪回領國，並隸屬於細川勝元陣營。應仁元年（1467年），政則修建姬路城作為居城使用，但在文明元年（1469年），享有播磨、備前、美作三國守護的政則建造置塩城，將居城搬遷至該城，姬路城則由小寺則職守衛。新版《姬路市史》內文寫道黑田重隆、職隆父子經過主君小寺則職的許可，建築姬路城作為置塩城的出城，築城時期在天文24年（1555年）至永祿4年（1561年）之間。永祿7年（1564年），重隆過世後由職隆繼承領域，同10年（1567年）職隆選擇隱居，黑田孝高繼位。
天正5年（1577年）10月，羽柴秀吉奉織田信長命令，從京都出發前往播磨，黑田職隆、孝高父子迎接秀吉入城，提供本丸作為本營。同7年（1579年），攻陷英賀城後，秀吉因孝高的提議，將據點從三木城移至姬路城，職隆、孝高父子則移到國府山城（妻鹿城）。在但馬、因幡侵略之際，秀吉於天正8年（1580年）4月到翌年3月進行建築姬路城的工程，命淺野長政負責繩張，普請奉行由長政和孝高擔任，來自志摩的磯部正次郎直光擔任大工棟樑。根據現今天守底下發現的秀吉時代天守遺跡，可知當時為外觀三重、內部四階的望樓型天守。城域為現在的本丸、二之丸、備前丸、上山里曲輪和東之帶櫓。
天正8年（1580年），羽柴秀吉於中國征伐中將姬路作為據點，翌年在姬路城築起三重四階的天守閣，另外也開始著手城下町的建設。同10年（1582年），水攻備中高松城時發生本能寺之變，秀吉於是馬上跟毛利氏談和並回到姬路，在交付木下家定作為城代後向明智光秀陣營前去。打敗光秀的秀吉之後數次回到姬路，但於同11年（1583年）11月搬遷至大阪城，留下羽柴秀長擔任城主之位。秀長在位期間僅僅2年即移至大和郡山城，由木下家定接任城主。關原之戰後，家定移至備中國的足守陣屋。
慶長5年（1600年）10月15日，池田輝政從三河國吉田移封到姬路，成為播磨國52萬石的大名。翌年作為幕府西邊守護的姬路藩開始築城和建設城下町，由家老伊木忠繁擔任普請奉行，磯部庄次郎直政擔任大工棟樑，動員人數達到2430萬人。於同6年（1601年）至同10年（1605年）進行挖掘外堀和中堀，以三重堀的形式分為內曲輪、中曲輪和外曲輪，形成渦郭式的結構；同7年（1602年）11月搭建大手門前的櫻門橋，內堀推測亦在此時完成；同9年（1604年）撤除秀吉興建的三重天守，從5月開始著手建造以新天守為中心的內曲輪。同14年（1608年）以渡櫓將5重7階的大天守和乾、東、西小天守連接的連立式天守竣工。
慶長18年（1613年），輝政去世，由其子池田利隆領42萬石入城。元和2年（1616年），利隆逝世後其子池田光政因年少為由轉封至32萬石的鳥取藩，姬路城由伊勢國桑名藩的本多忠政入主，隔年構築西之丸和在三之丸的御本城、武藏野御殿、向屋敷，並將居館由備前丸移至三之丸。

### 近代
明治15年（1882年），備前丸因失火被燬。同43年（1910年），進行「明治大修理」。大正8年（1919年），陸軍省修理西之丸。
昭和3年（1928年），指定為歷史遺跡。由文部省管理（實際管理者為姬路市）。同6年（1931年），天守閣被指定為「國寶」。隨後渡櫓等亦被指定為國寶。同9年（1934年），「昭和大修理」開始，但因太平洋戰爭修理中斷。同20年（1945年），7月3日姬路大空襲。在姬路本城遺址的中學校舍雖被燒毀，但城的本體卻奇跡般地免於火災。同25年（1950年），重啟之前中斷的昭和大修理。
平成5年（1993年），與法隆寺地區的佛教古跡一同被聯合國教科文組織列为世界文化遺產。同21年（2009年），繼昭和大維修後，開始執行名為「國寶姬路城大天守保存修理工事」的「平成大修理」。

## 構造

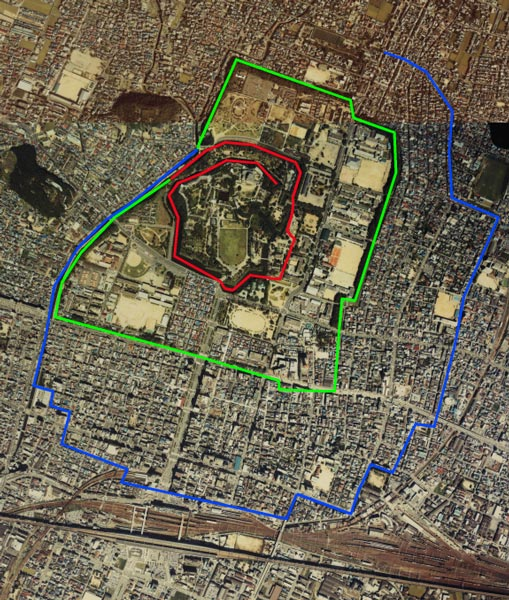
姬路城曲輪配置。紅線內為內曲輪，綠線內為中曲輪，藍線內為外曲輪。

內曲輪包括本丸、二之丸、三之丸、藩主屋敷和處理政務的機關；中曲輪為武家屋敷；外曲輪主要為町人町，沿著外堀的是侍屋敷和足輕、中間、小者的組屋敷。在外曲輪的町稱為內町，而在外曲輪周圍的町稱為外町。中曲輪以內為內山下，以外為外山下，外町分為神谷（神屋）、野里、船場（川西）。

### 內曲輪

#### 本丸

##### 天守曲輪
大天守
位於天守丸的大天守，其外觀為5重（層），內部為地下1階、地上6階。以下為各階的結構及用途：
- 地下1階北面和西面設有窗戶，東面、南面和西側一部份被天守台石垣圍繞。在東北隅和西南隅設有廁所，另外設有廚房流理台。

- 1階南側為宴客大廳，北側分為三個房間，均設有武具庫。西側和北側分別設有與「ニ之渡櫓」和「ヘ之渡櫓」的門。石落設置在除了西北隅之外的三方隅和東側的出格子。

- 2階的房間配置與1階大致相同。南側的出格子設有石落，北邊走廊牆壁上有可以擺設武具的武具掛。

- 3階有1間宴客大廳，另外設有樓梯平台，與其他階相比樓高較高。在南北側設有石打棚，其作用為監視或射擊，是個能使士兵方便應戰的平台。

- 4階有1間宴客大廳，南北面各有破風之間，其正面有一小窗戶，兩側牆壁上設有武具掛。四側皆有石打棚，在石打棚底下設有稱作內室的倉庫。

- 5階面積與4階一樣，在四隅設有倉庫。南北面裝有千鳥破風窗戶，與4階一樣設有武具掛。東西面的唐破風窗戶，該兩側亦設有武具掛。

- 6階為天守的最高階，有一書院風的大廳。

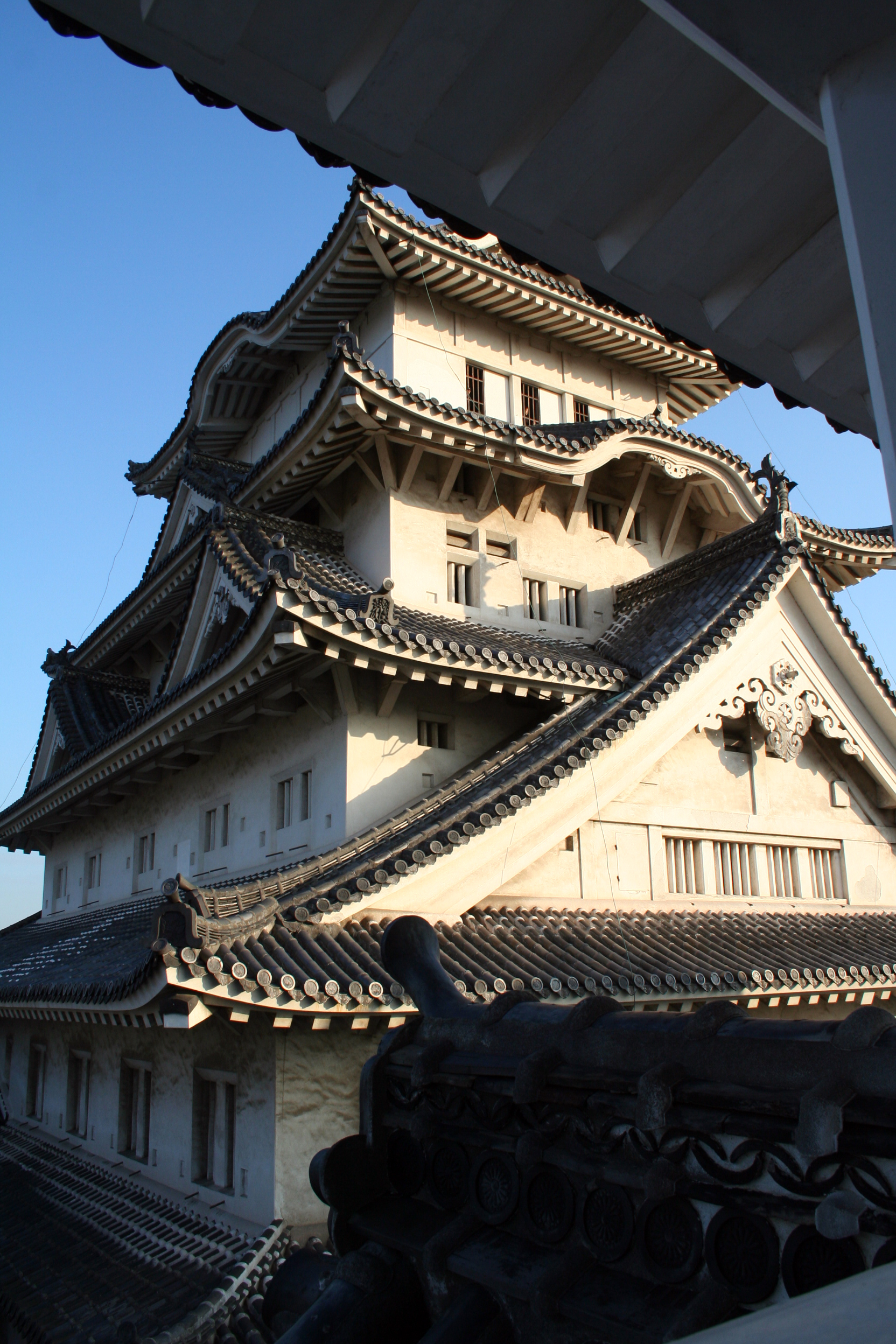
由乾小天守朝向大天守。大天守西面（右）和北面（左）
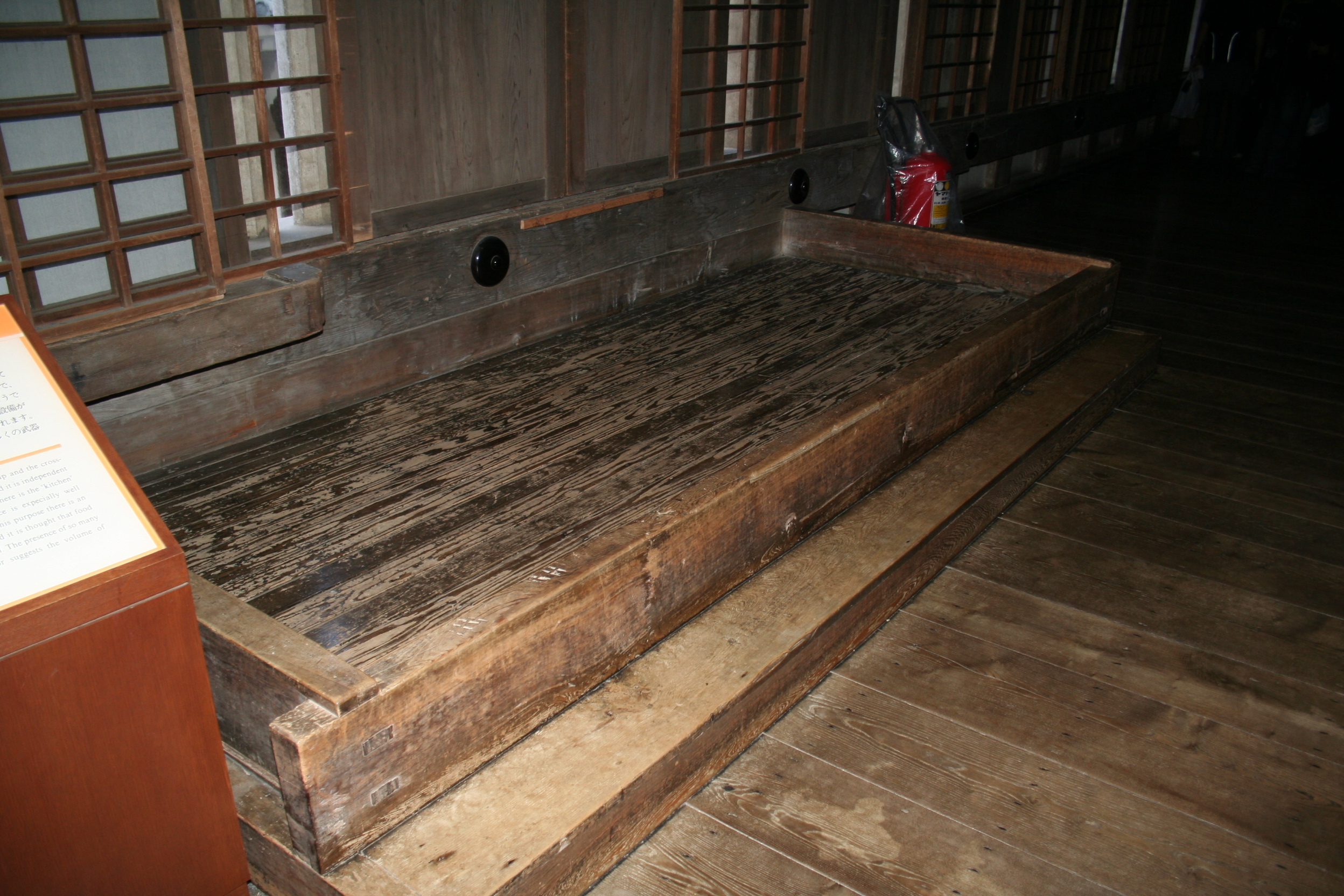
地下1階的廚房流理台
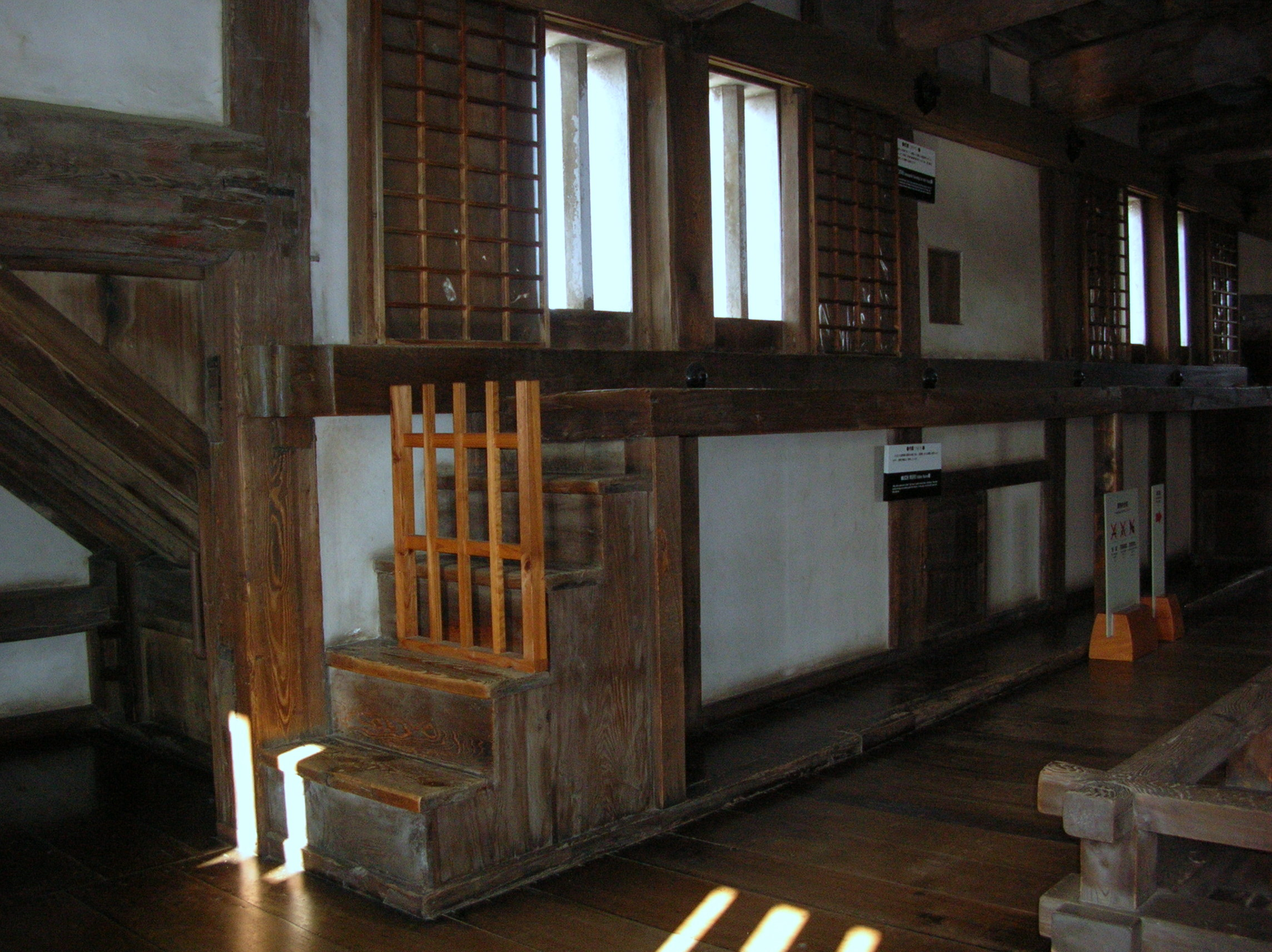
石打棚
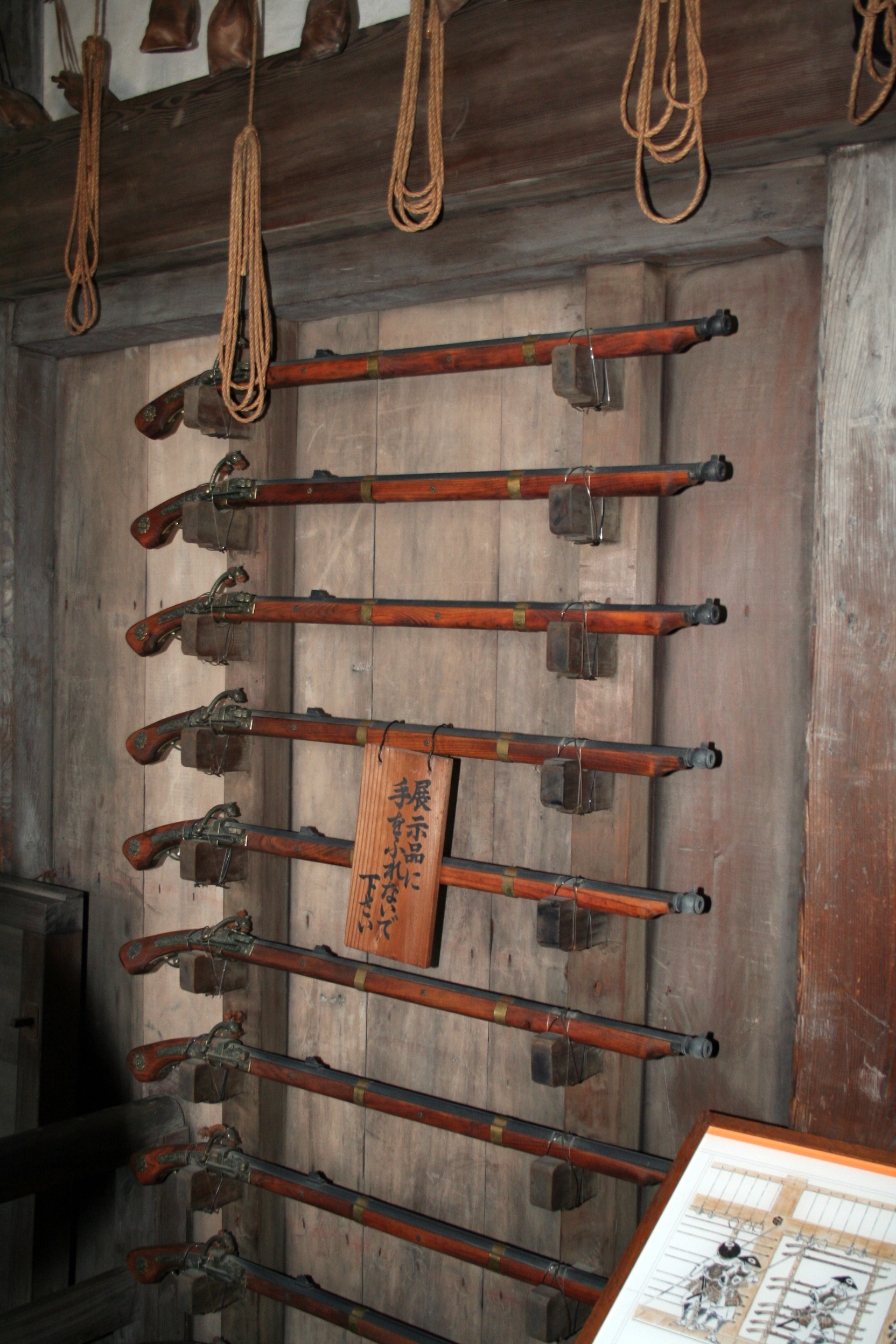
武具掛
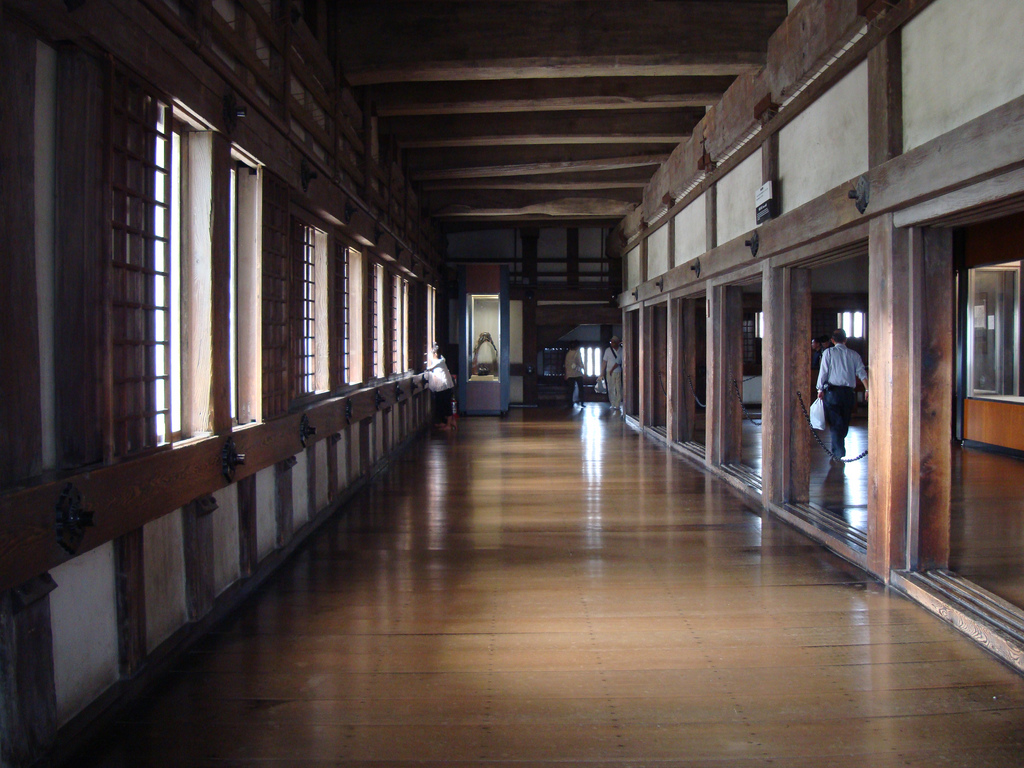
内廊

西小天守、ニ之渡櫓
西小天守位在天守曲輪西南方，構造為外觀三重望樓型設計，內部為地下1階、地上4階。在地下1階設有「水之六門」，1階設有通往「ハ之渡櫓」和「ニ之渡櫓」的通道，望樓部南面設有火燈窗。ニ之渡櫓的下方為「水之五門」，該渡櫓為2重2階，第一階設有石落，第二階則是和西小天守、大天守相連。
乾小天守、ハ之渡櫓
乾小天守位在天守曲輪西北方，構造與西小天守相同。在望樓部南面和西面設有與西小天守一樣樣式的火燈窗。「ハ之渡櫓」是設計地下1階、地上2階，與西小天守、乾小天守相連的渡櫓，地下1階有唯一能進入天守曲輪內的入口。乾小天守的1階沒有樓梯通往2階，需從「ハ之渡櫓」的2階進入。
東小天守、イ之渡櫓、ロ之渡櫓
東小天守位在天守曲輪東北方，構造為外觀三重層塔型設計，內部為地下1階、地上3階。在最上階裝有以漆喰塗飾的格子窗，該天守的1階亦沒有樓梯能到2階，而是由「イ之渡櫓」的2階進入。「イ之渡櫓」和「ロ之渡櫓」皆設計地下1階、地上2階，地下1階作為儲藏鹽使用。「ロ之渡櫓」為現存最大規模的渡櫓，1階北面設有唐破風風格的出格子和石落。

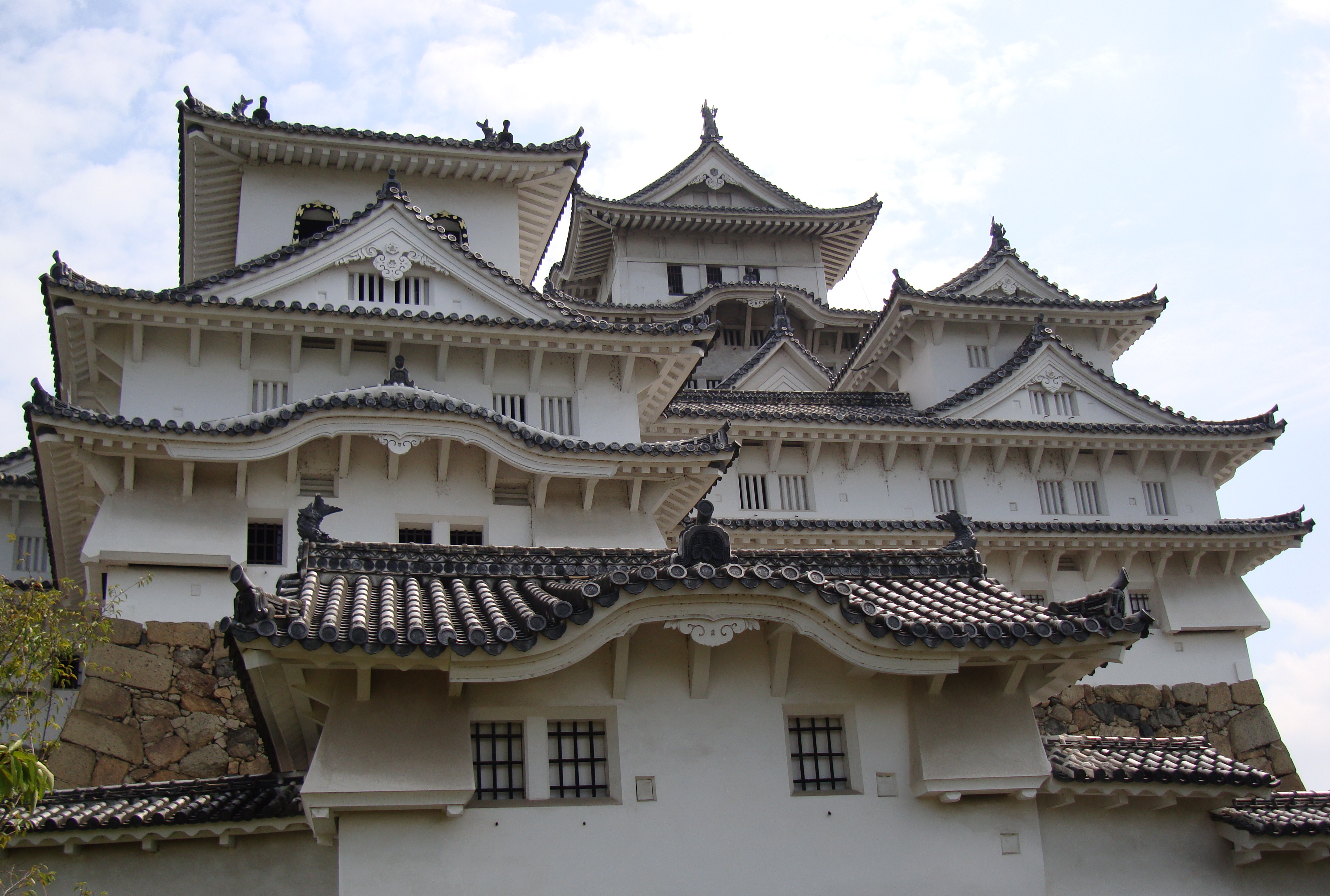
前方為「ニ之櫓」，後方為連立天守的西面（由左至右分別是乾小天守、大天守、西小天守）
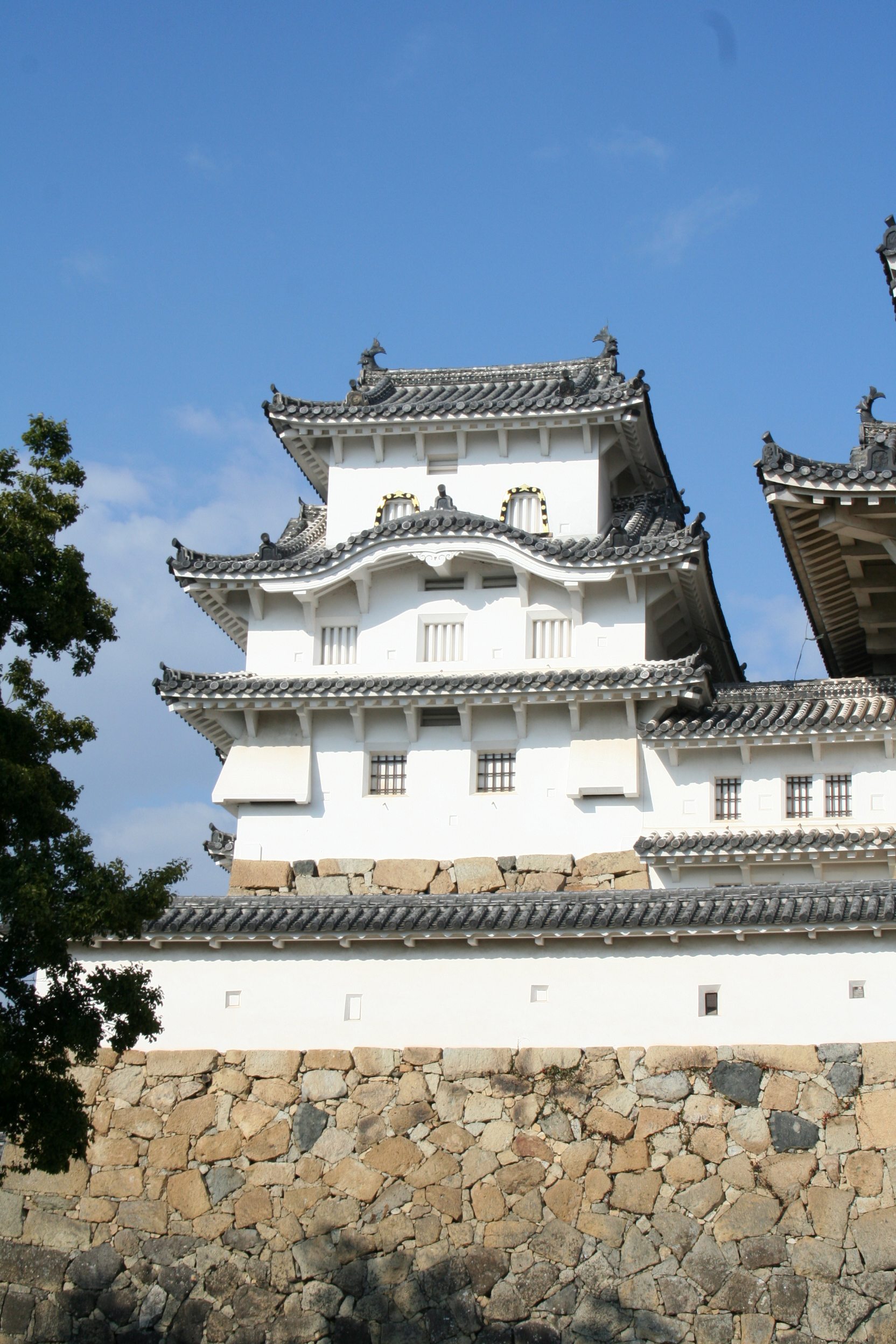
西小天守南面，右為ニ之渡櫓
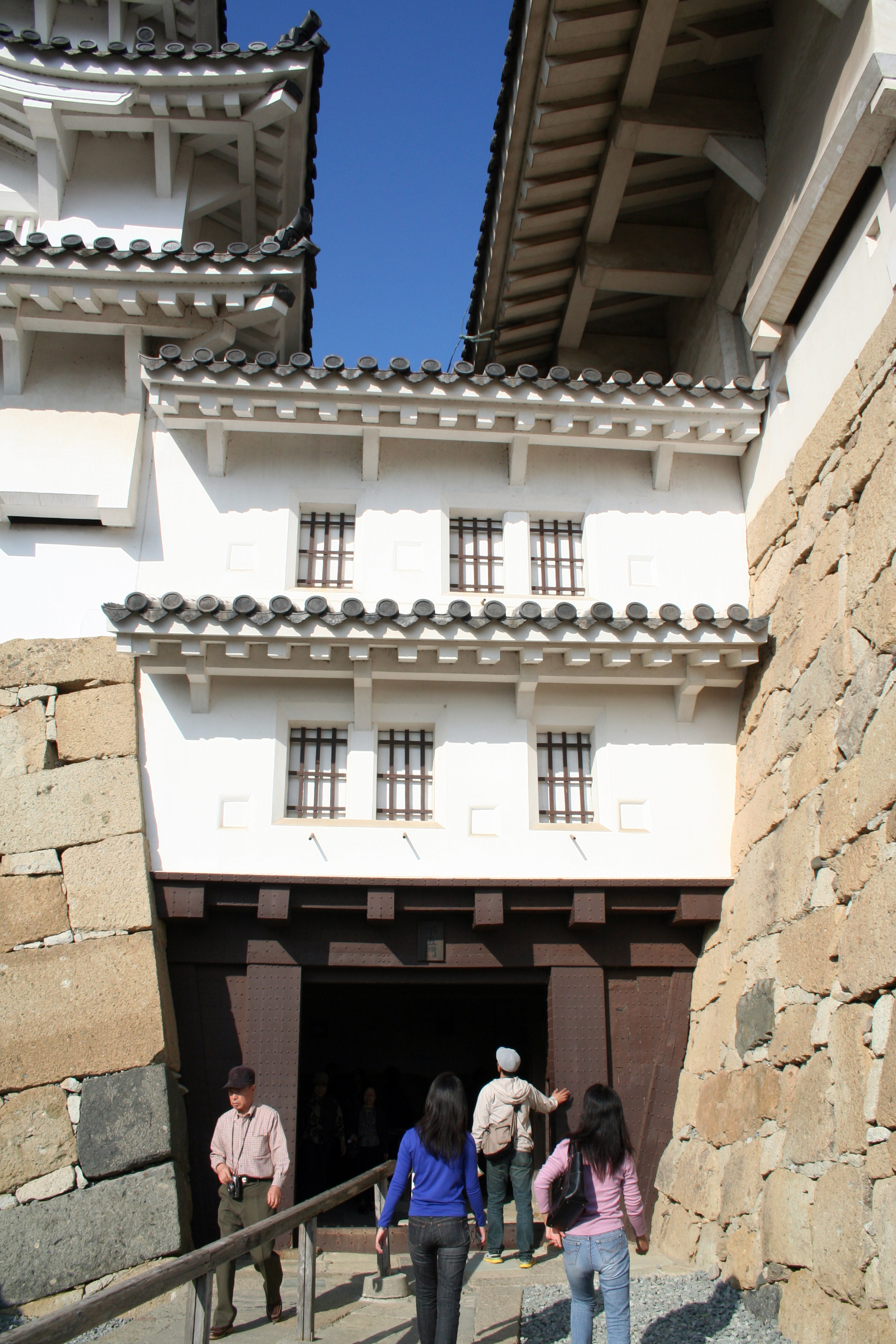
ニ之渡櫓和水之五門
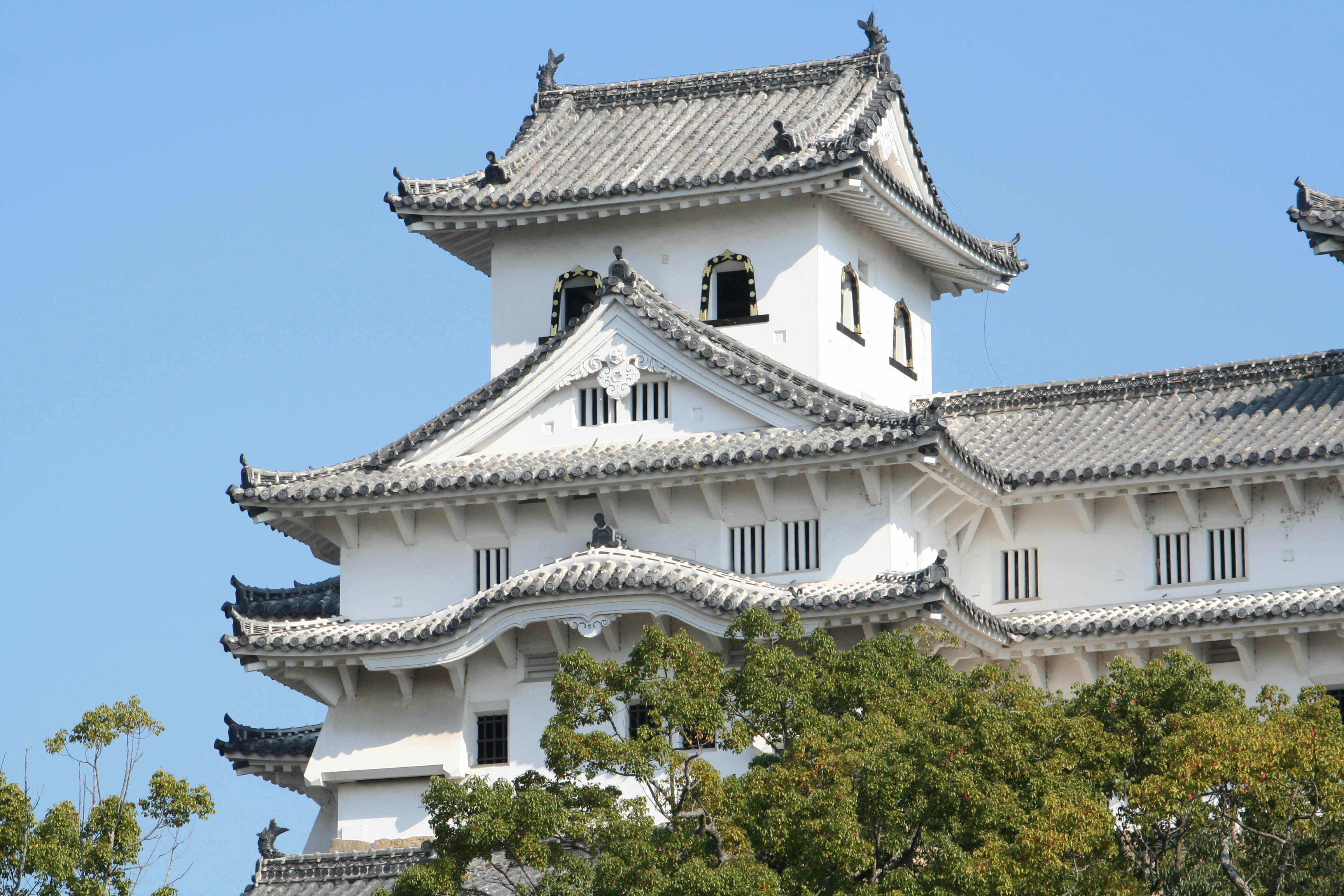
乾小天守西面，右為ハ之渡櫓
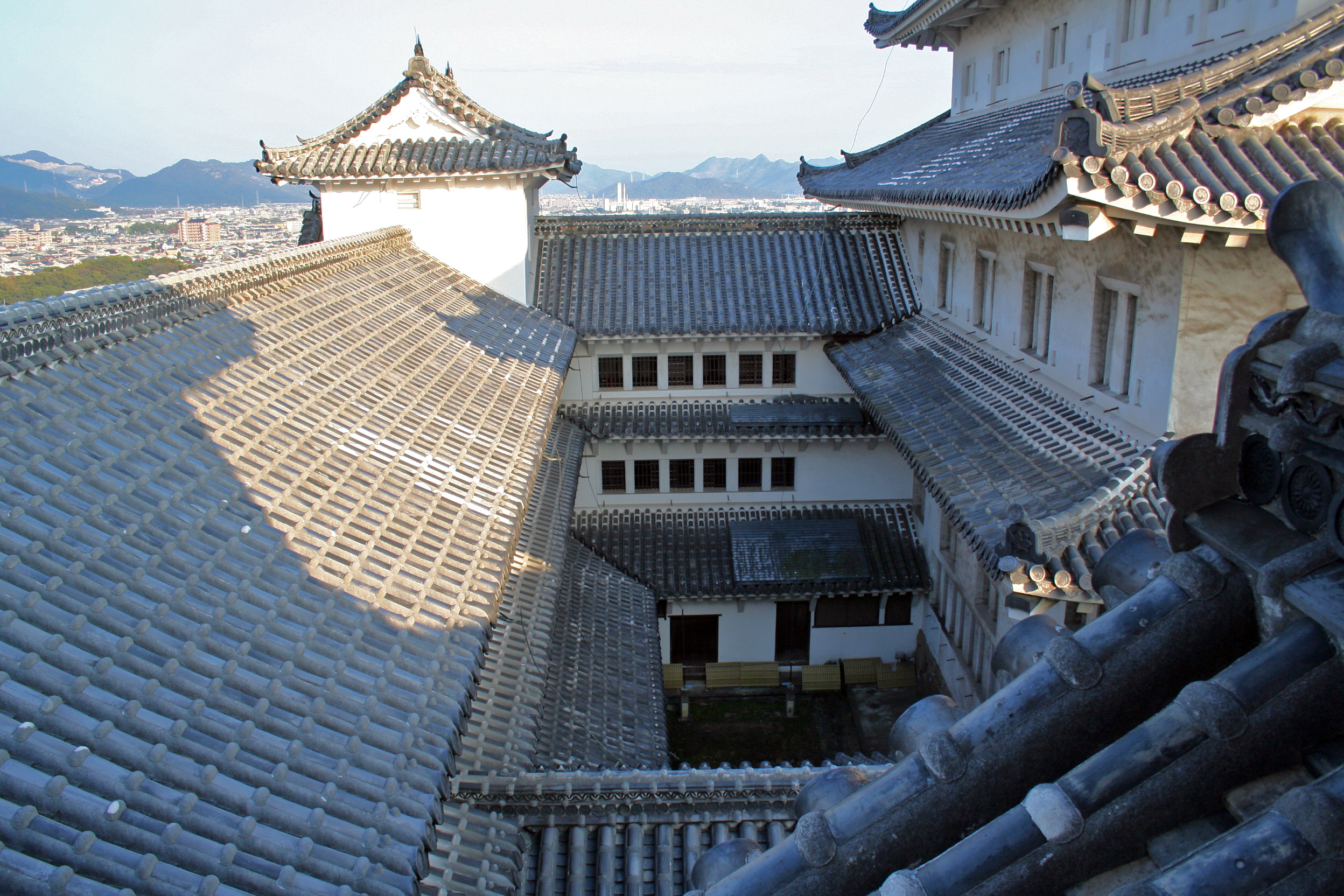
左前方為東小天守，正前方為イ之渡櫓
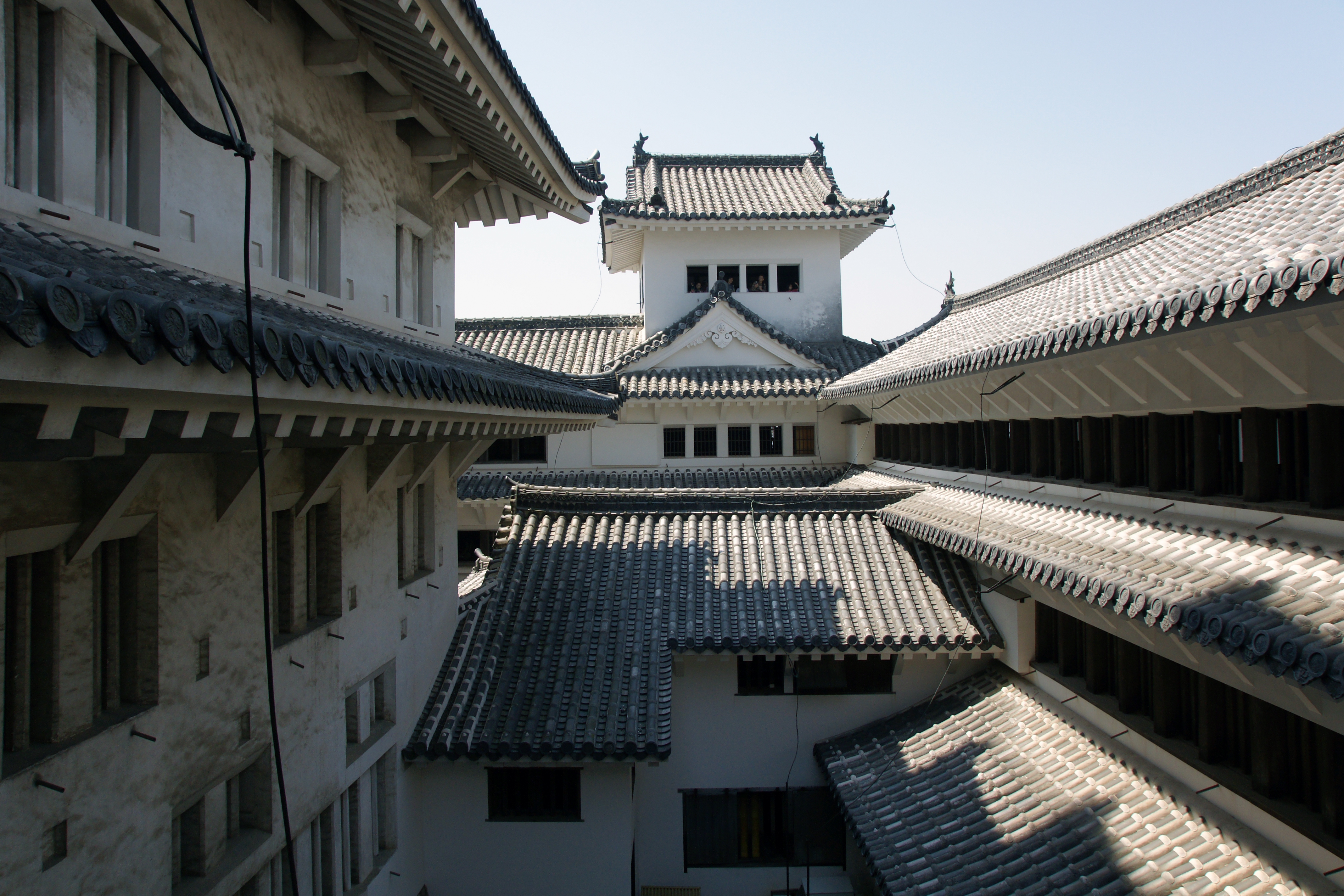
左為大天守，正前方為乾小天守，右為ロ之渡櫓

##### 備前丸
池田時期的御殿推測位於此處。在圍繞曲輪的南側石垣上建有多門櫓，內部設有局和對面所，而因為該曲輪較狹隘，多門櫓亦作為御殿的一部份。另外與天守台石垣東側相連的折迴櫓，因為內部設計為座敷，也可能是御殿的一部份。之後御殿搬至三之丸，雖然保留多門櫓和廚房，但在明治時期因士兵在使用廚房時引起火災，導致備前丸大多數建築物被燒毀。備前門本來是個櫓門，後來2樓因明治火災燒毀，現今所看到的2樓櫓部是在「昭和大修理」復興之建物。

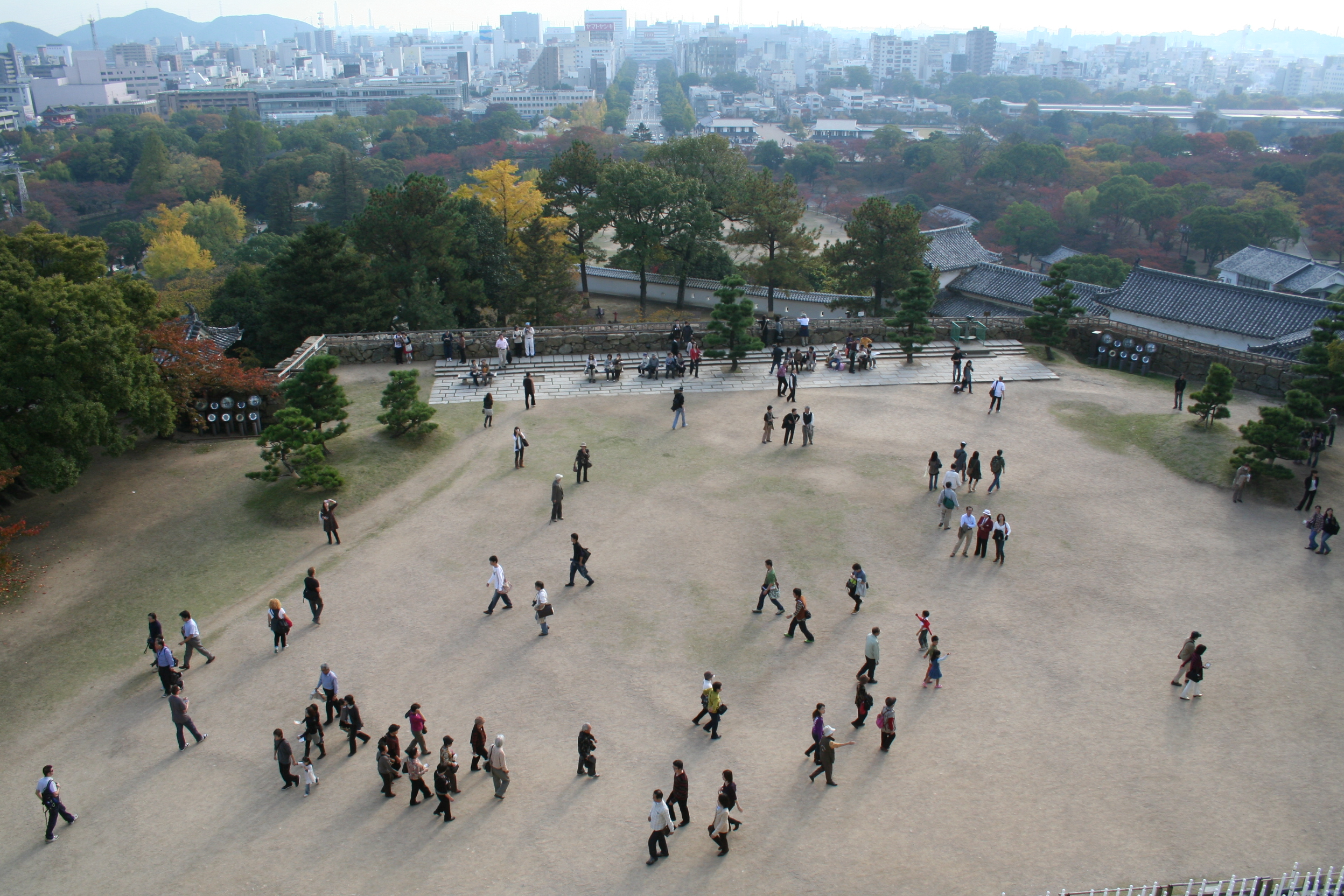
備前丸
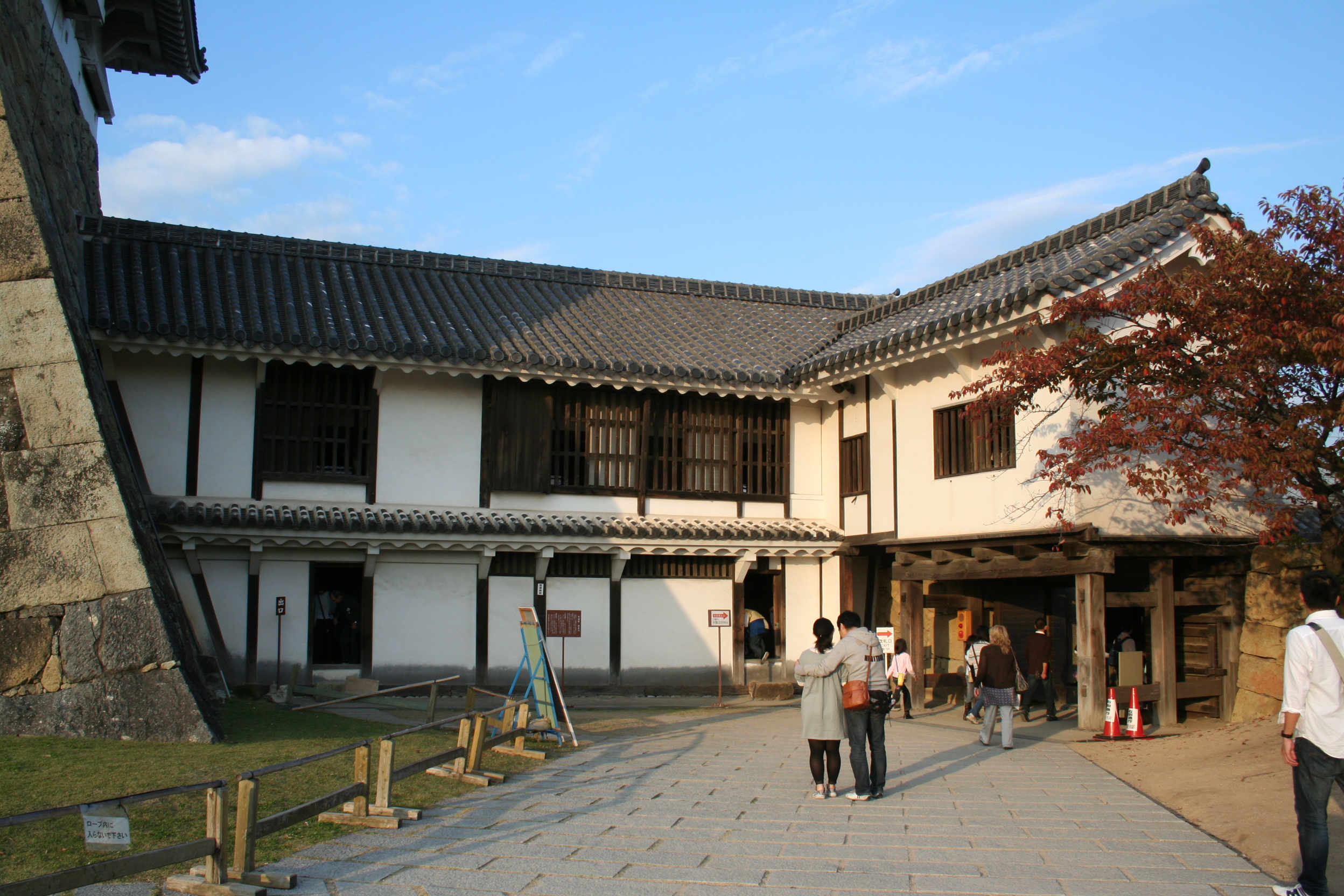
折廻櫓
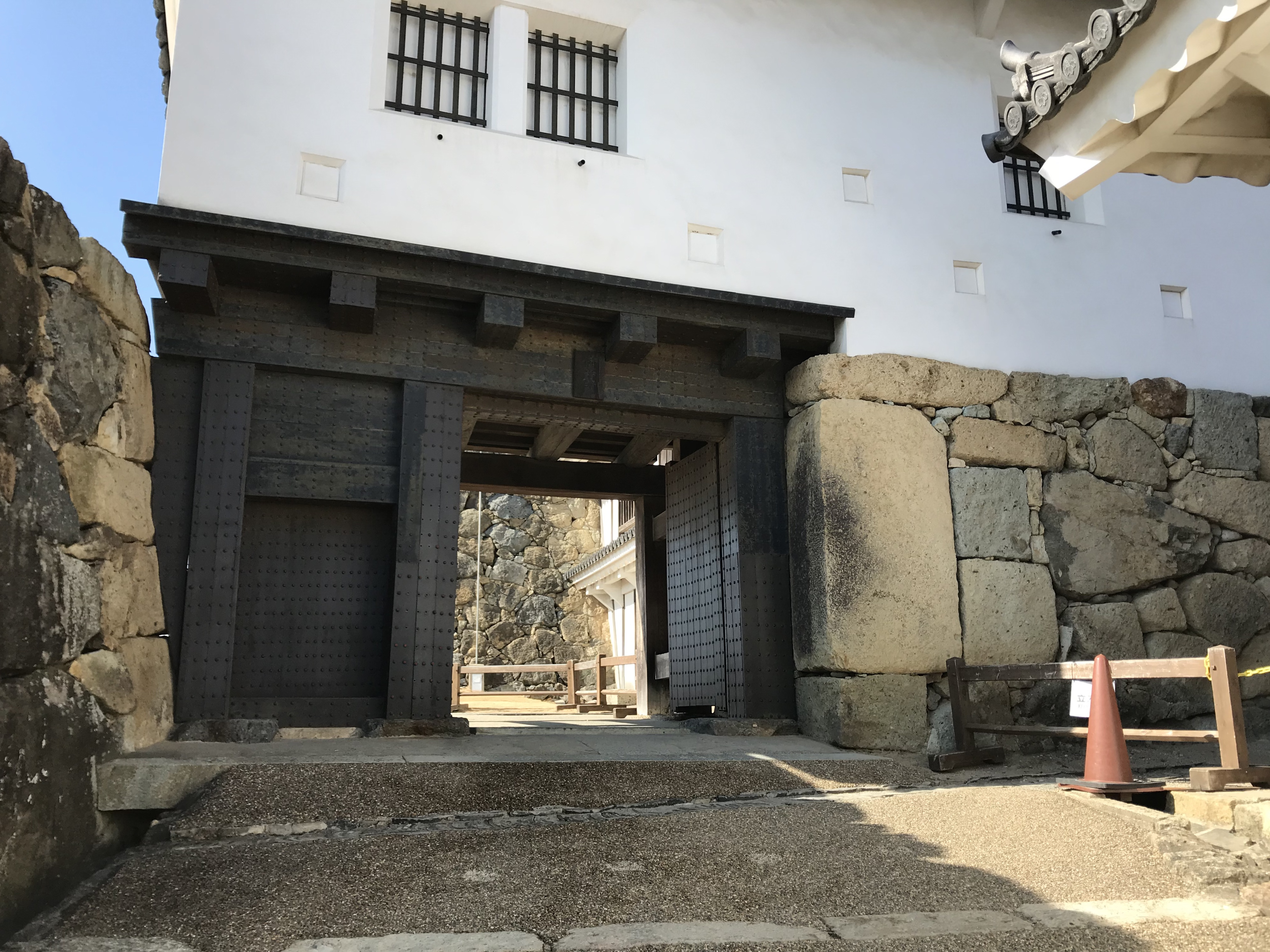
備前門

##### 北腰曲輪
在天守閣北側為陡坡，在陡坡之上建築約10公尺的石垣，並以石垣為底建起由西至東的櫓台。該區稱為「北腰曲輪」，經過本丸入口「ほ之門」即能抵達。以二層建物「ホ之櫓」為中心，周圍構成「イ」「ロ」「ハ」「ニ」「ヘ」等渡櫓，這些渡櫓皆作為儲藏食糧使用以面對籠城戰。「ロ之渡櫓」內設有水井，「水之一門」至「水之六門」以水井為據點，連接成通至天守的水道。該曲輪有兩點巧妙的配置，第一點是在「ほ之門」和「水之一門」之間設置名為油壁的築地牆，並在「ほ之門」往天守的路線上分成兩路，可使敵軍通過「ほ之門」後未注意到「水之一門」，而往另一條路徑前進。另一點則是在「水之一門」到「水之三門」的路線設計成下坡，使敵兵誤解成此路徑不是通往天守的路線。

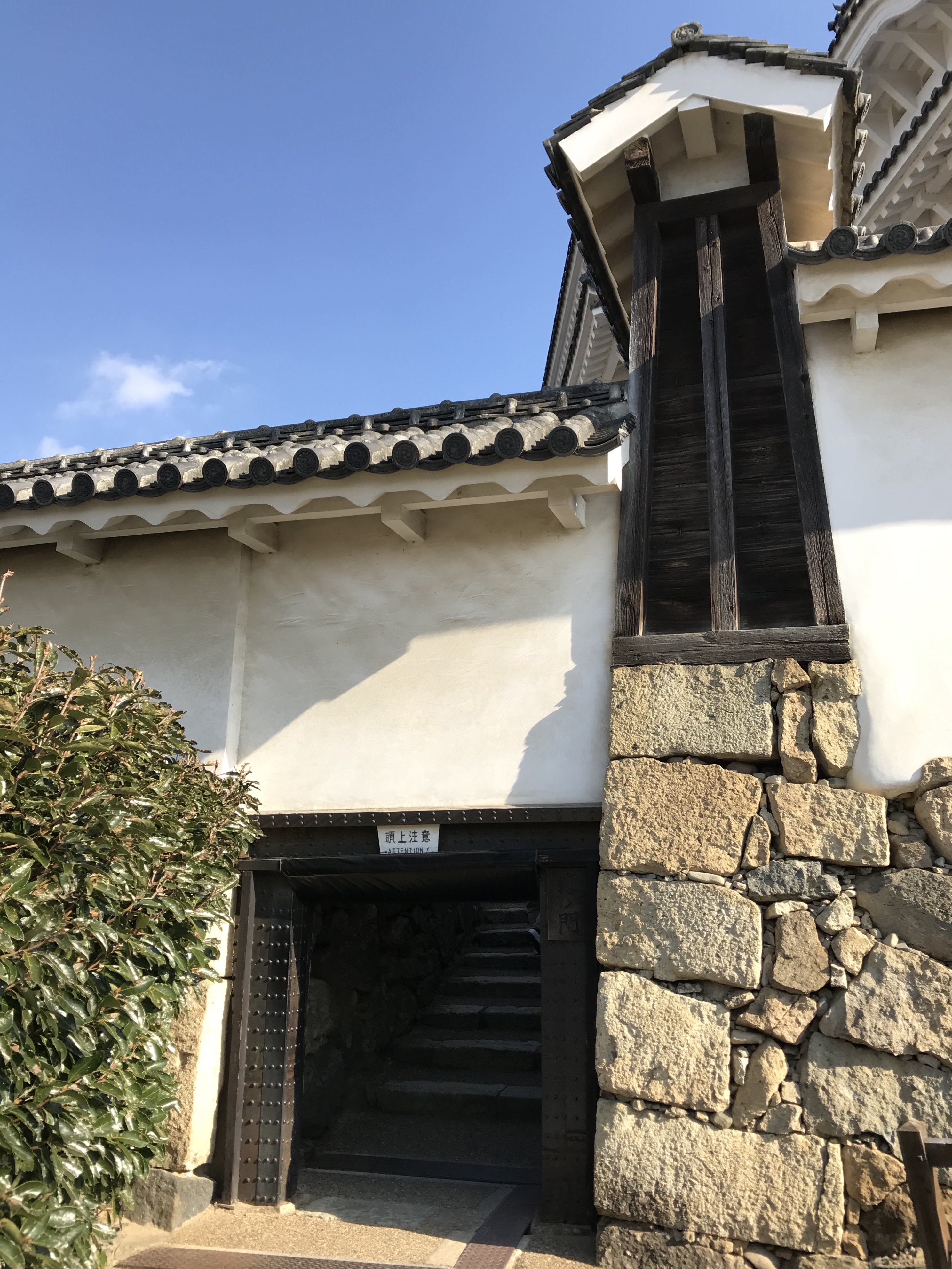
ほ之門
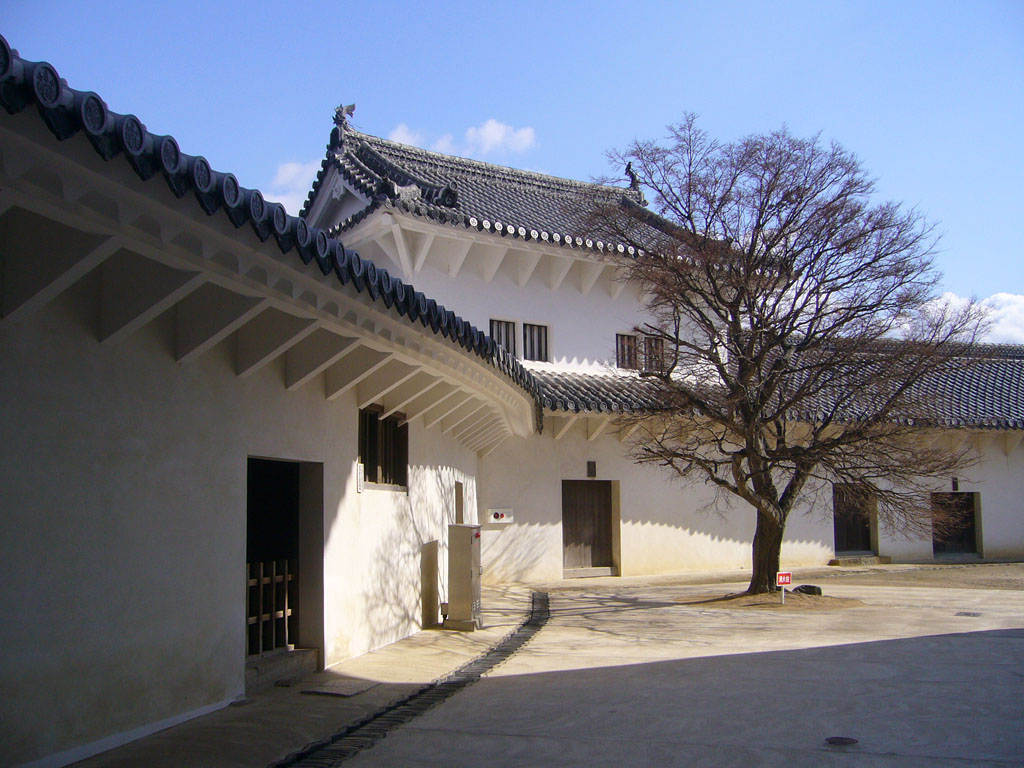
ホ之櫓
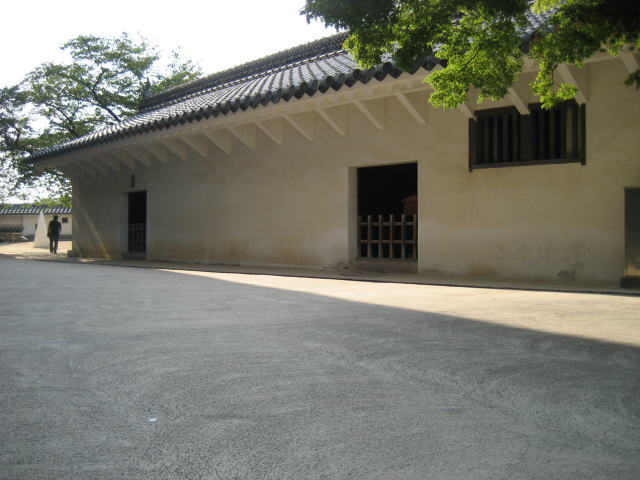
腰曲輪之「ハの渡櫓」（與連立天守之「ハの渡櫓」為不同建物）
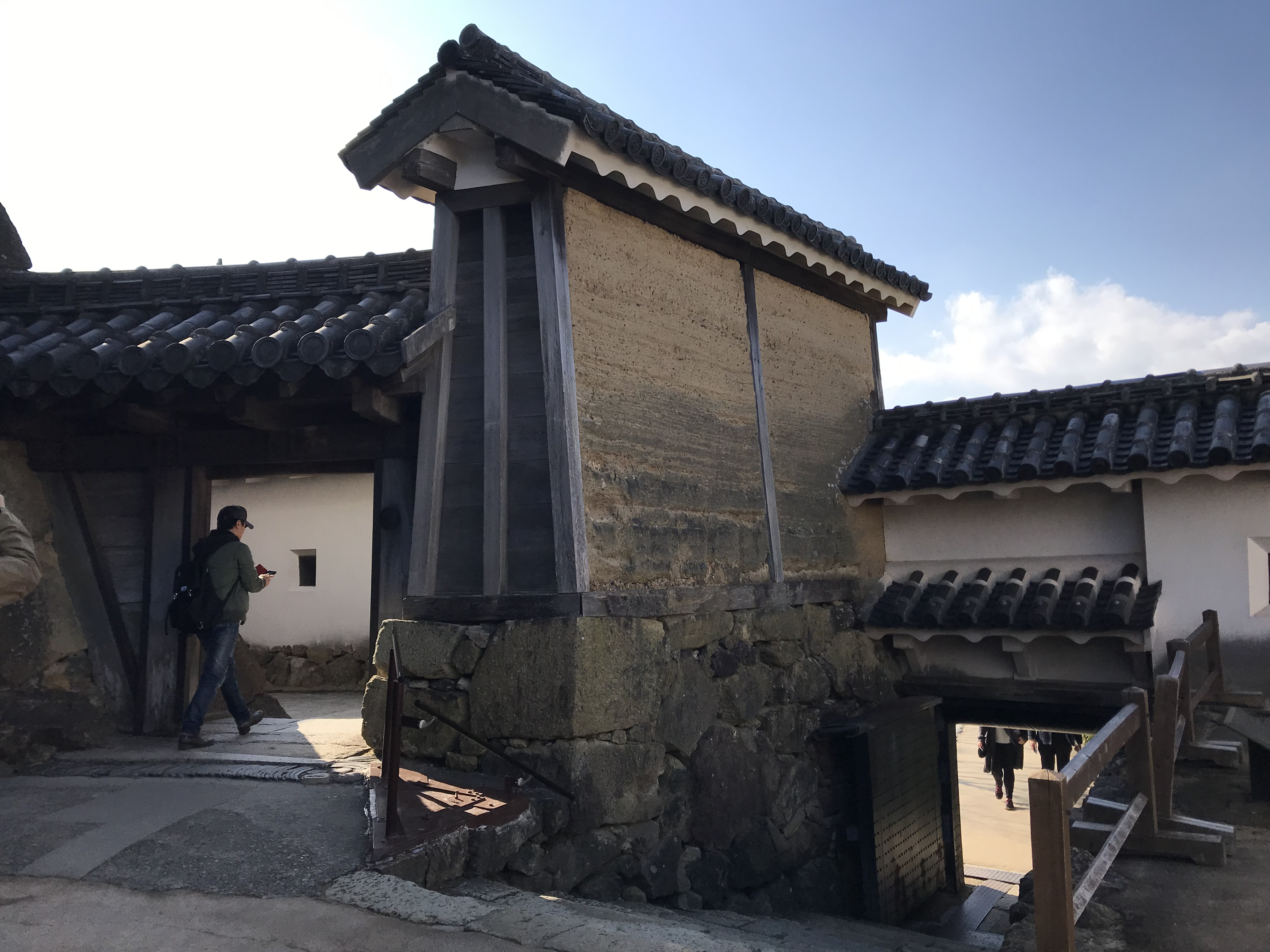
左側為水之一門，右側為ほ之門，中間以油壁分隔
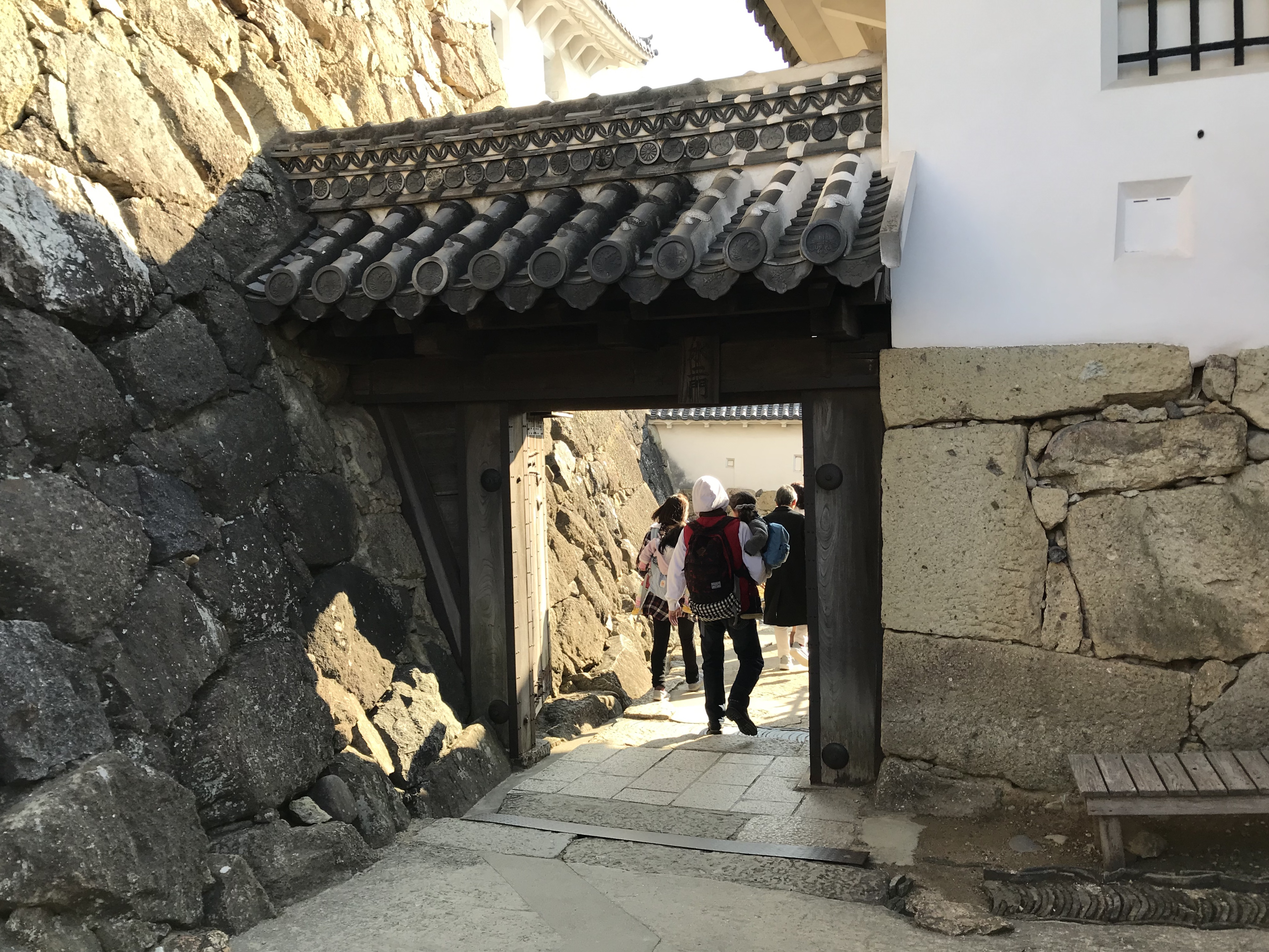
水之二門
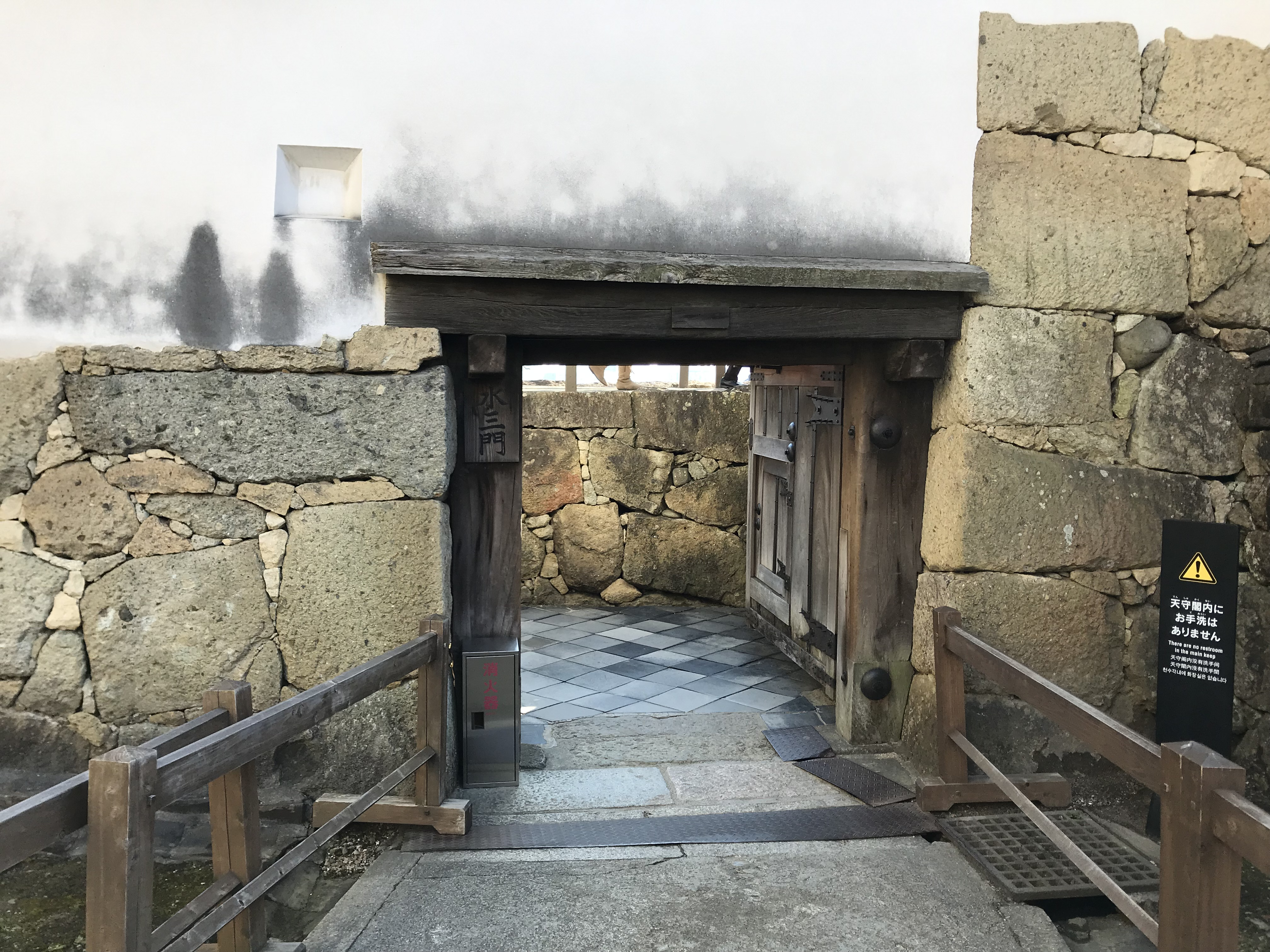
水之三門

#### 二之丸
菱之門
「菱之門」為現存的門中最大的櫓門，也是唯一殘存柱、長押、舟肘木等的建築。該門因在兩根主柱上方的冠木上刻有菱紋為名。第一層在東西側各有設置一個房間，西側設有潛戶，與西側相比東側房間較寬闊，其南側設有格子窗。第二層的中央為以黑漆塗料和金屬製品裝飾的格子窗，兩側為華頭窗，在其東側為附有庇且使用白漆喰的出格子窗。
い之門、ろ之門、は之門、に之門
通過「菱之門」後首先會看到「い之門」，經過該門會為通往天守的上坡道和下坡道，繼續朝上坡道走的話會看到「ろ之門」，該門分為右邊坡道通往「は之門」，即天守方向，左邊則是往西之丸。
「は之門」和「に之門」皆為往天守途中的櫓門。前者為切妻屋頂，在二樓正面附有格子的武者窗；後者在正面亦附有格子的武者窗，該門以石垣為基底形成二層櫓，在第一層的唐破風屋頂上可看到刻有十字紋的鬼瓦。將十字紋看作十字架來看的話，會聯想到信奉基督教的黑田孝高，但官兵衛作為基督教徒是在離開姬路城後的事，反倒是在池田輝政時期，池田家的重臣有許多人信奉基督教，因此將十字紋與輝政做關聯比較合理。

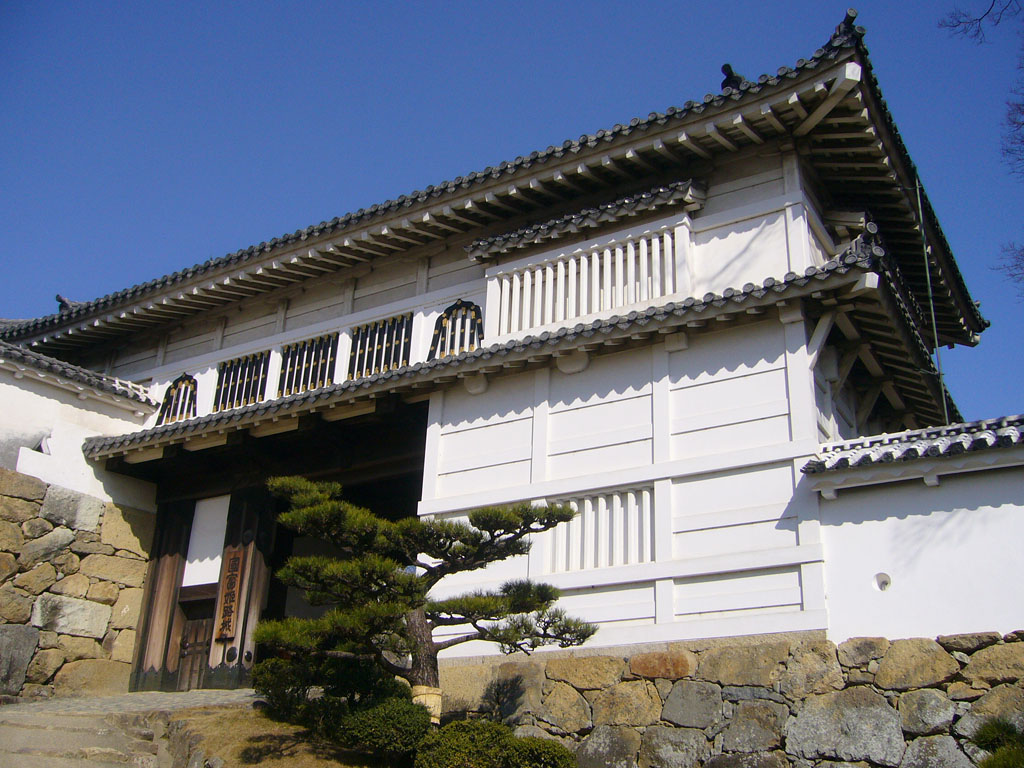
菱之門
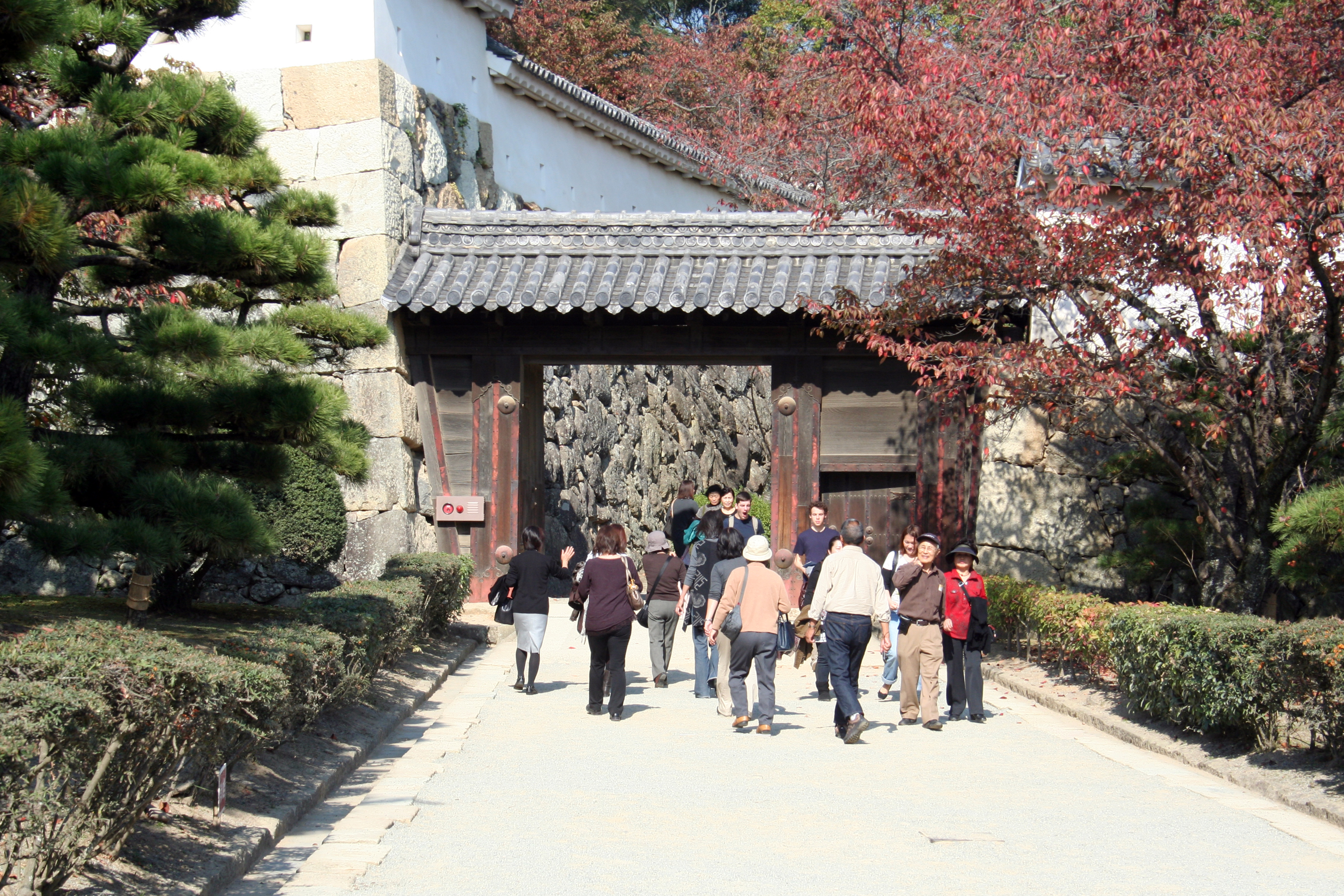
い之門
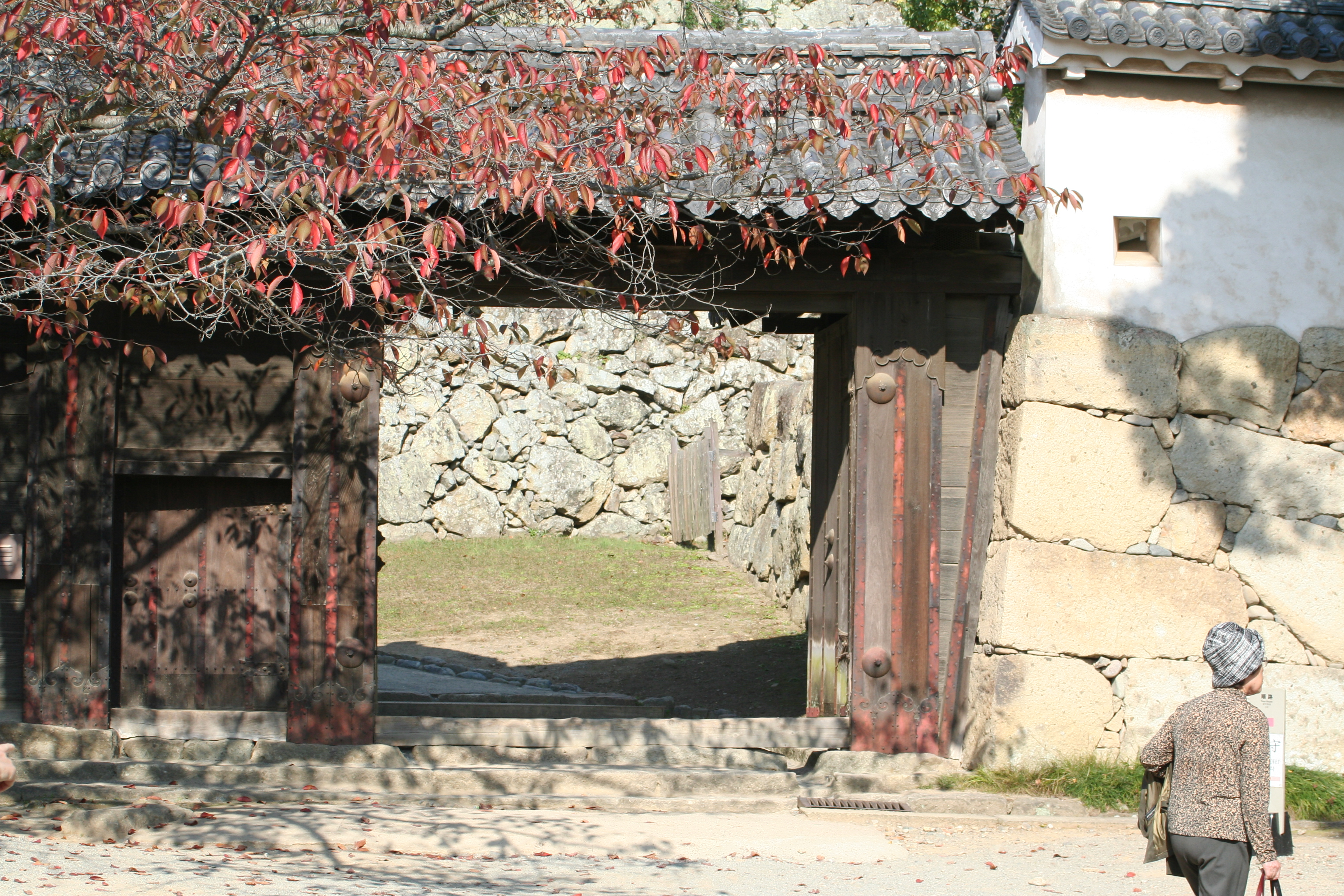
ろ之門
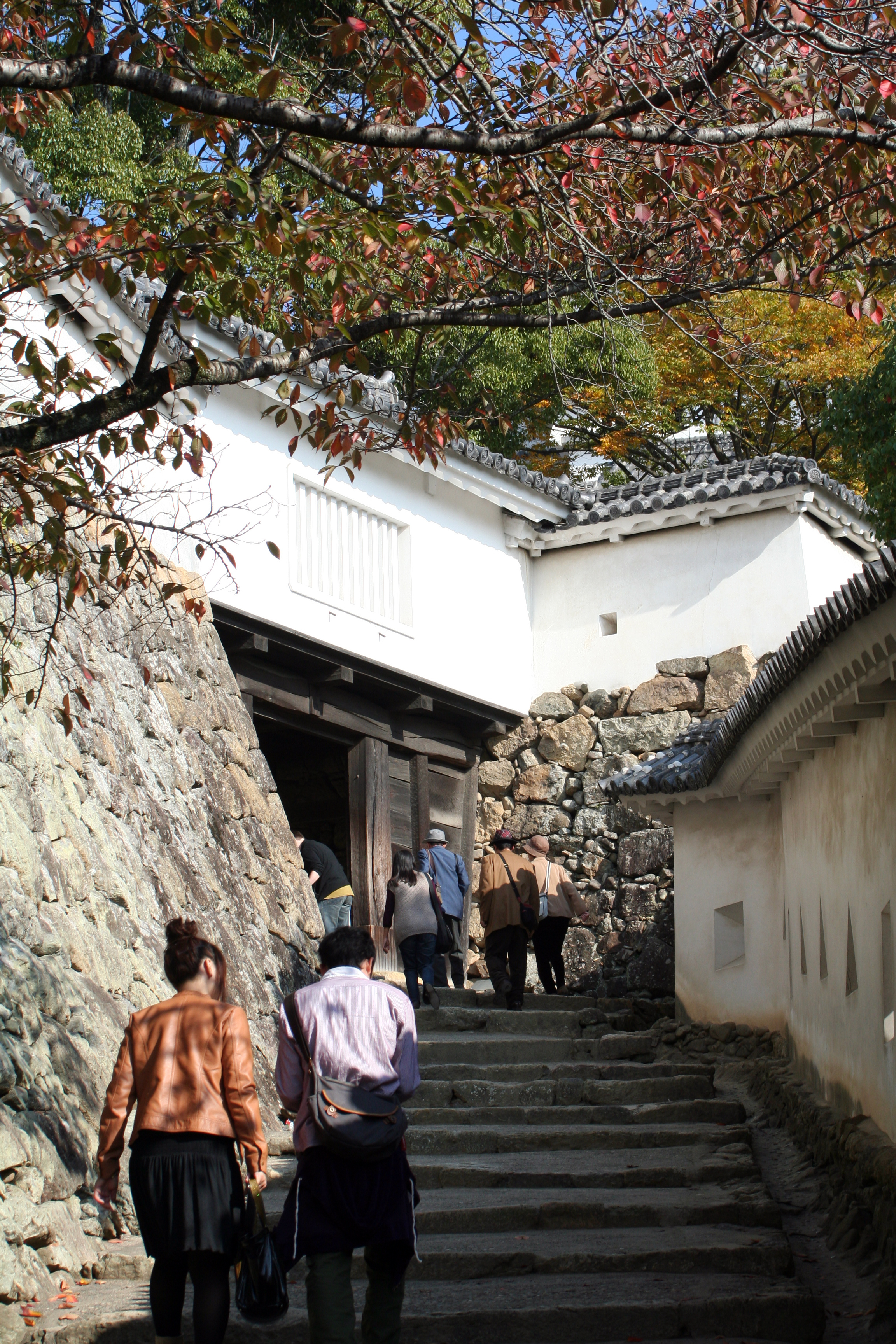
は之門
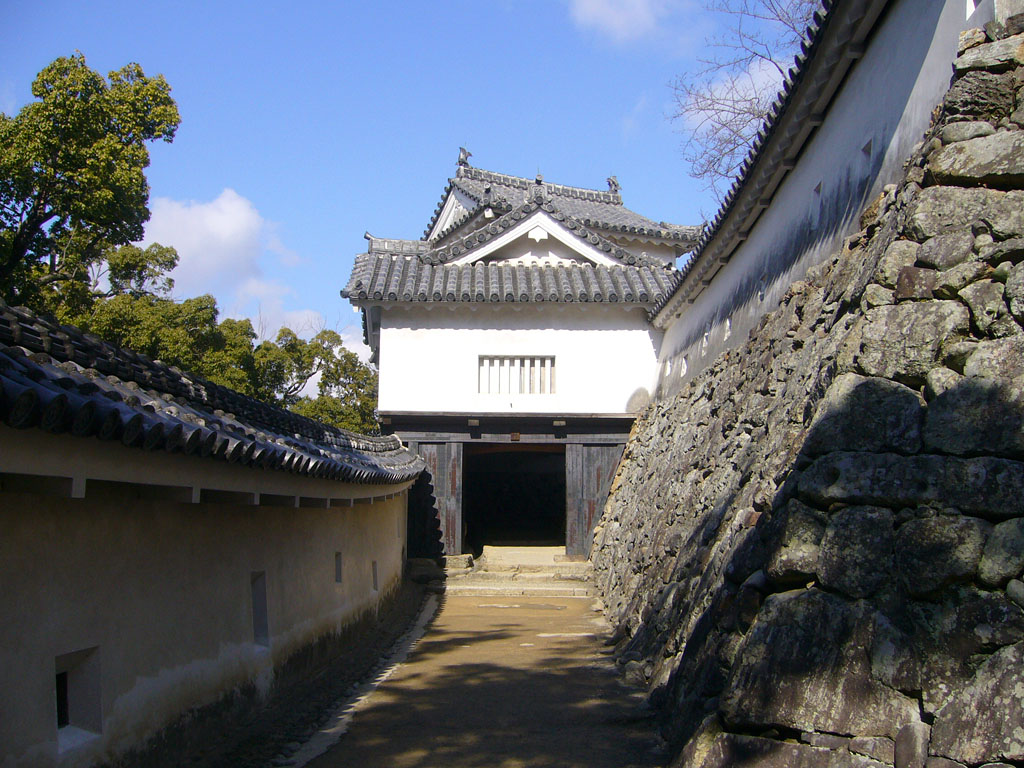
に之門
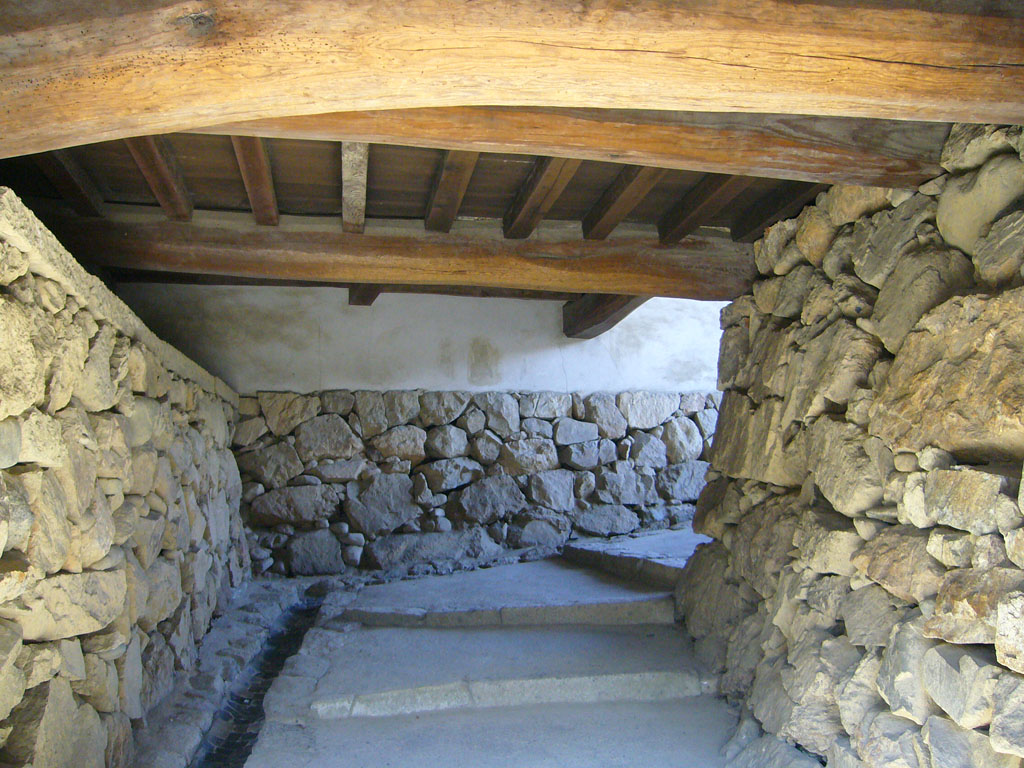
に之門（內部）
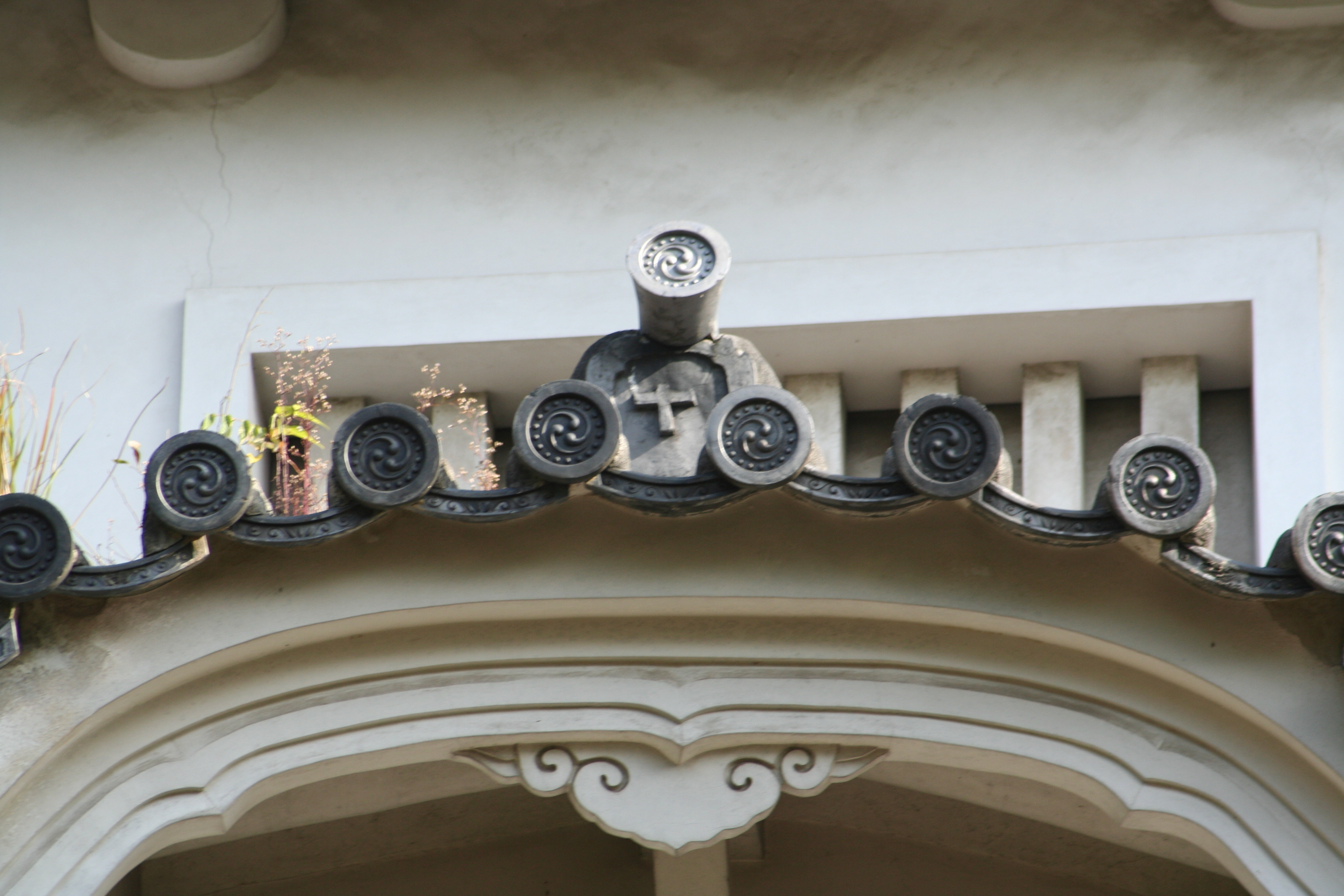
十字紋的鬼瓦

三國堀
位在「菱之門」和「い之門」之間，為正方形狀的捨堀。根據江戶時代史料，該堀作為儲水池使用。
る之門
「る之門」位於三國堀的東南方，「り之二渡櫓」西面石垣之處，之所以蓋在此位置，是因為經過「菱之門」後，眼前會看到「菱之門」，右手邊只會看到「り之二渡櫓」的石垣，「る之門」則在死角處無法看見。該門是在土牆下的石垣之間以穴門的形式建成，與城內的台地相比處於較低的位置。倘若有危機時會用砂土掩埋，使得該門無法開啟，因此也稱作埋門。由該門再經由「ぬ之門」是走向天守的捷徑，以另個角度看也可作為逃生路線。
を之門
「を之門」是經過「い之門」之後，在下坡道的第一個門。該門為高麗門形式，旁邊有設立「り之櫓」，兩建築在明治15年（1882年）因火災而燒毀。

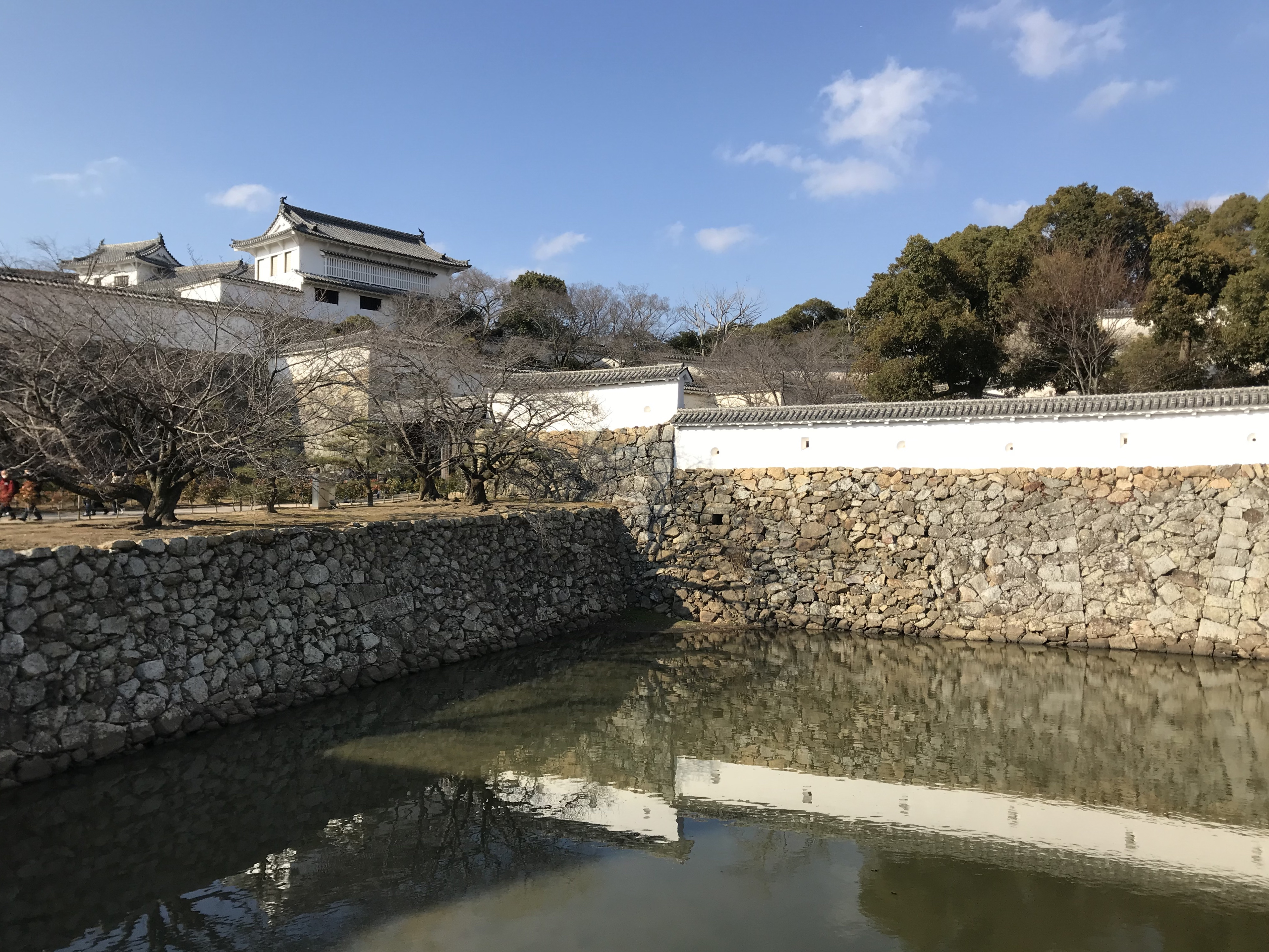
三國堀
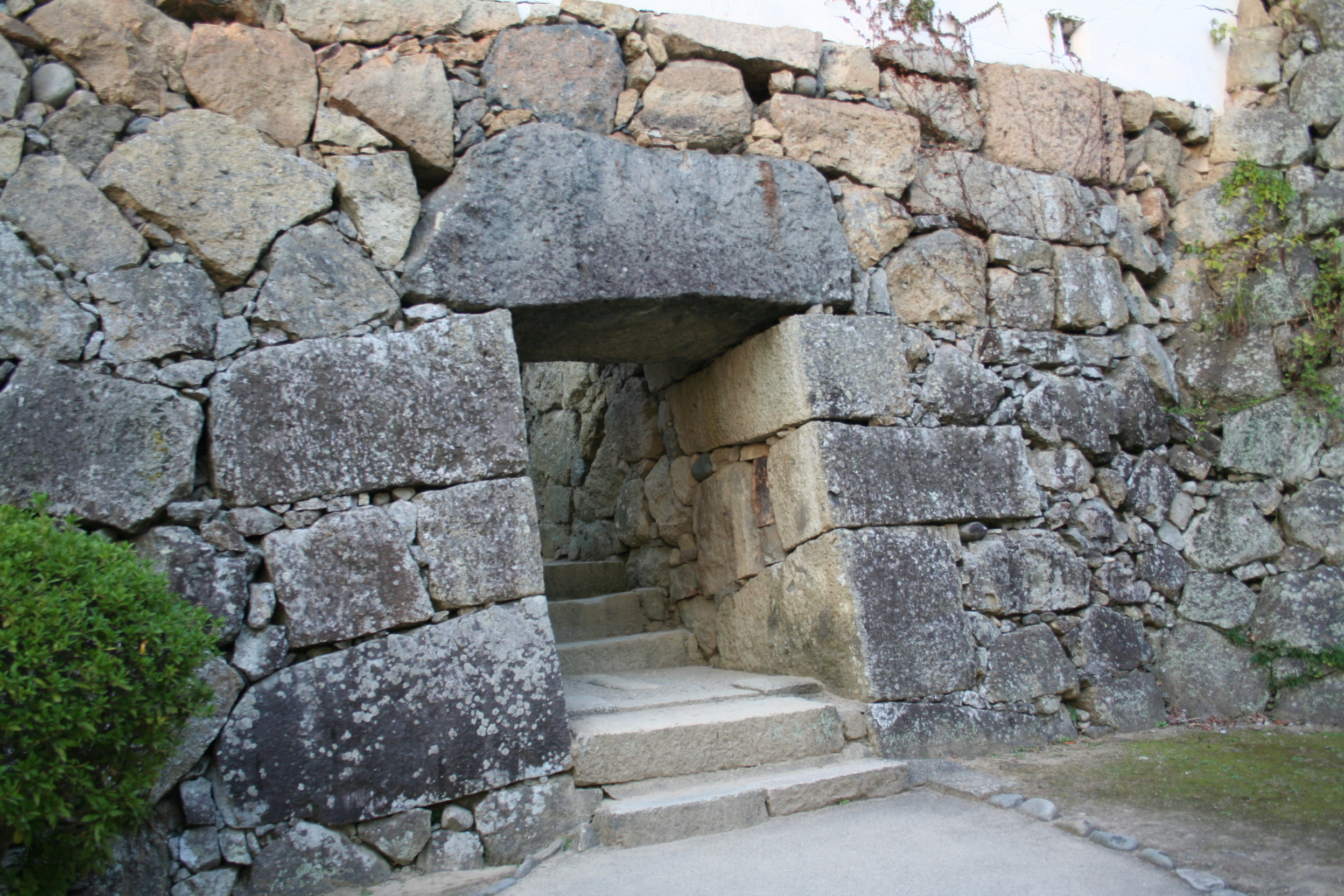
る之門
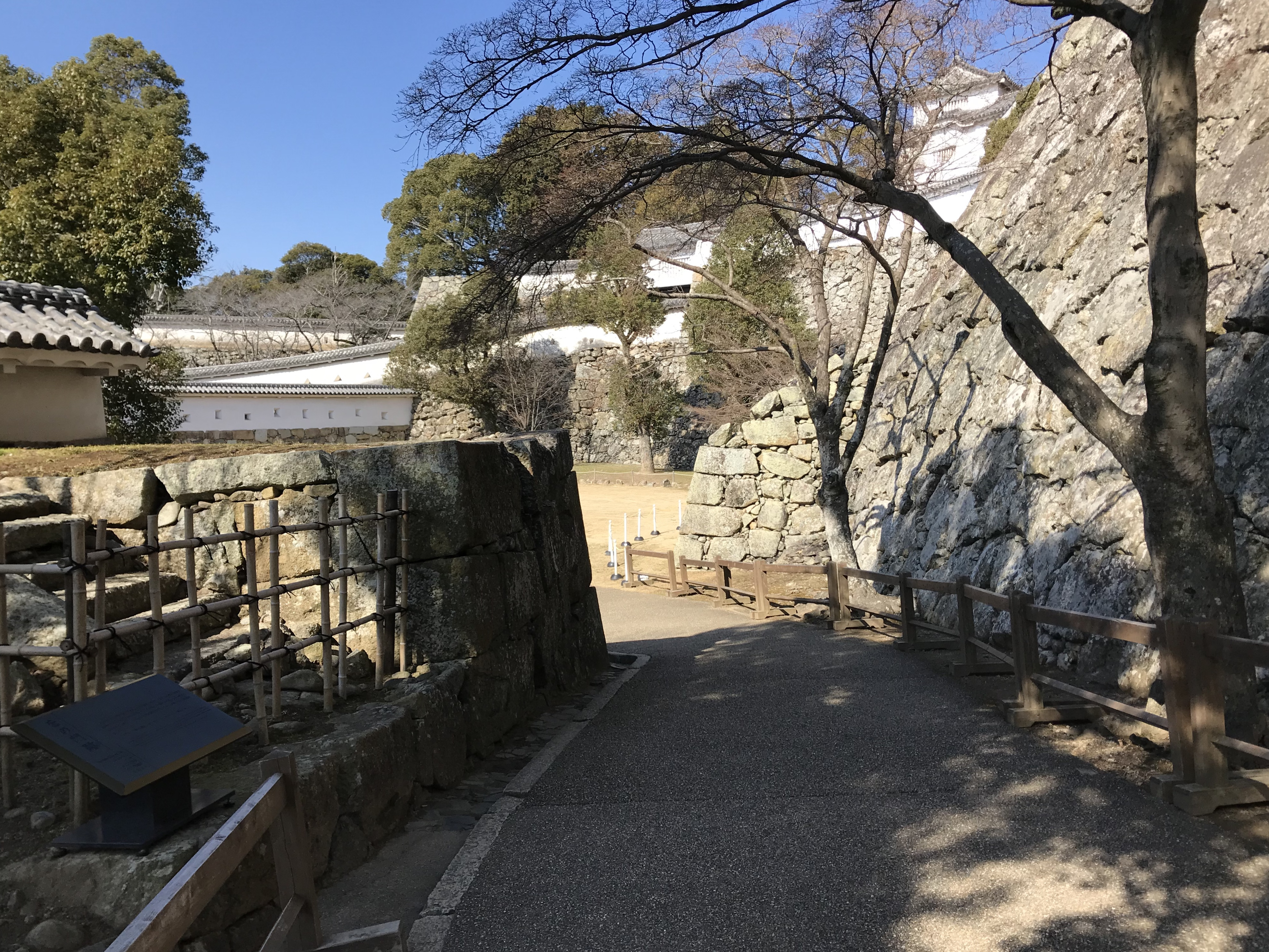
を之門

##### 上山里曲輪
在「ぬ之門」和「り之門」之間的上山里曲輪，其東側和南側的土牆上並沒有設置狹間。本來在東面的太鼓櫓南隅開始，經過南之櫓轉至西邊約110公尺之間，有設置4棟的渡櫓和隅櫓，但因年久老化在「明治大修理」拆除，後來雖然復元建物，只建築土牆，並未付有狹間。
與「ぬ之門」相接的櫓台為「リ之二渡櫓」，由南延伸的是「リ之一渡櫓」和「チ之櫓」，每個都為2樓建物。現今「リ之二渡櫓」南室展示歷代的鯱瓦。
平成28年（2016年），於上山里東側石垣周圍，也就是在三之丸和搦手之間，發現有兩處溝狀遺跡，之後推定是豎堀。再加上有發現建設土牆的痕跡，推測是將大手側和搦手側分離，目的是即使一邊被敵方佔領，也能在另一邊確保反擊的進路和退路。根據各時期的繪圖和豎堀兩側的石垣，該豎堀推測是由池田氏建造。

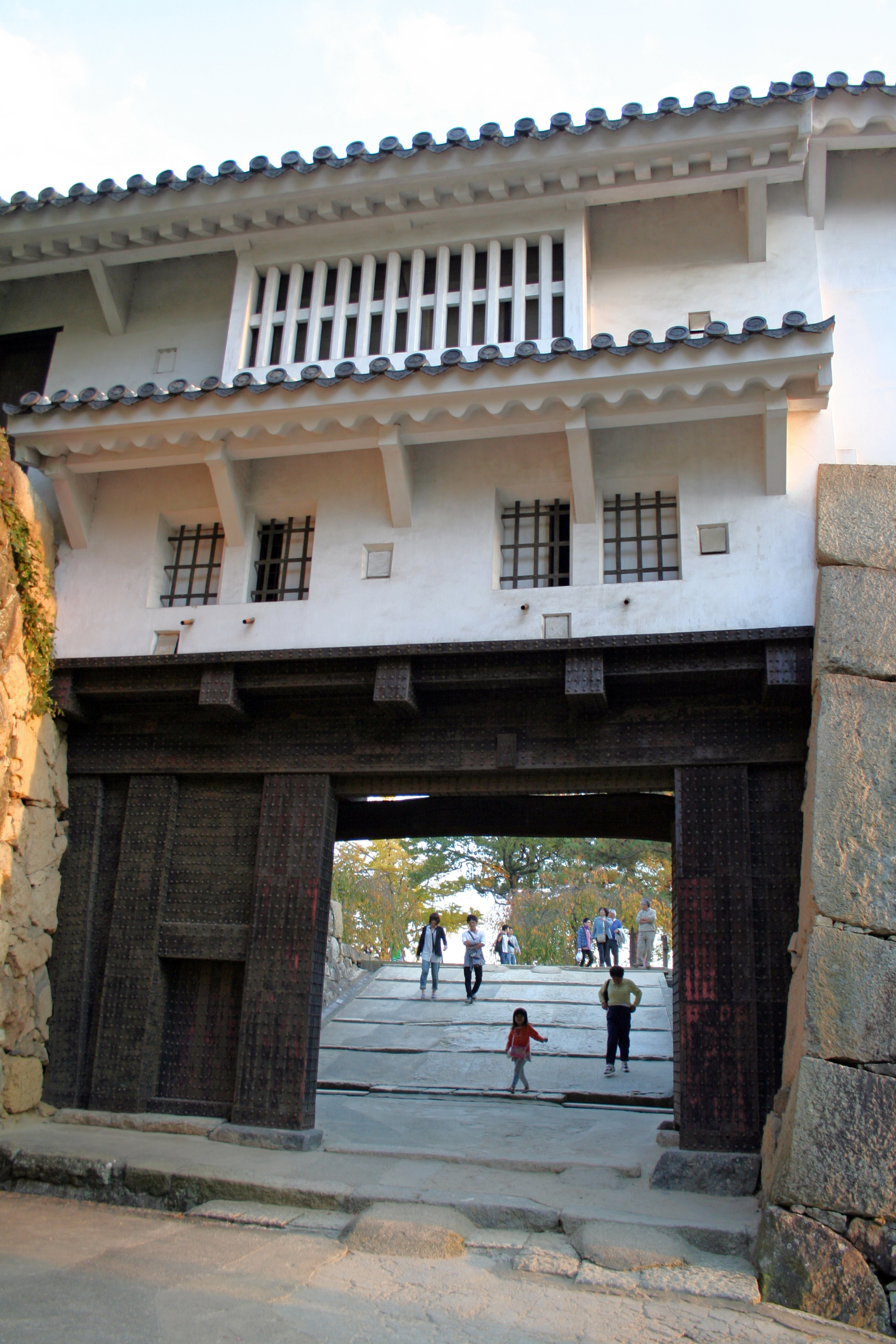
ぬ之門
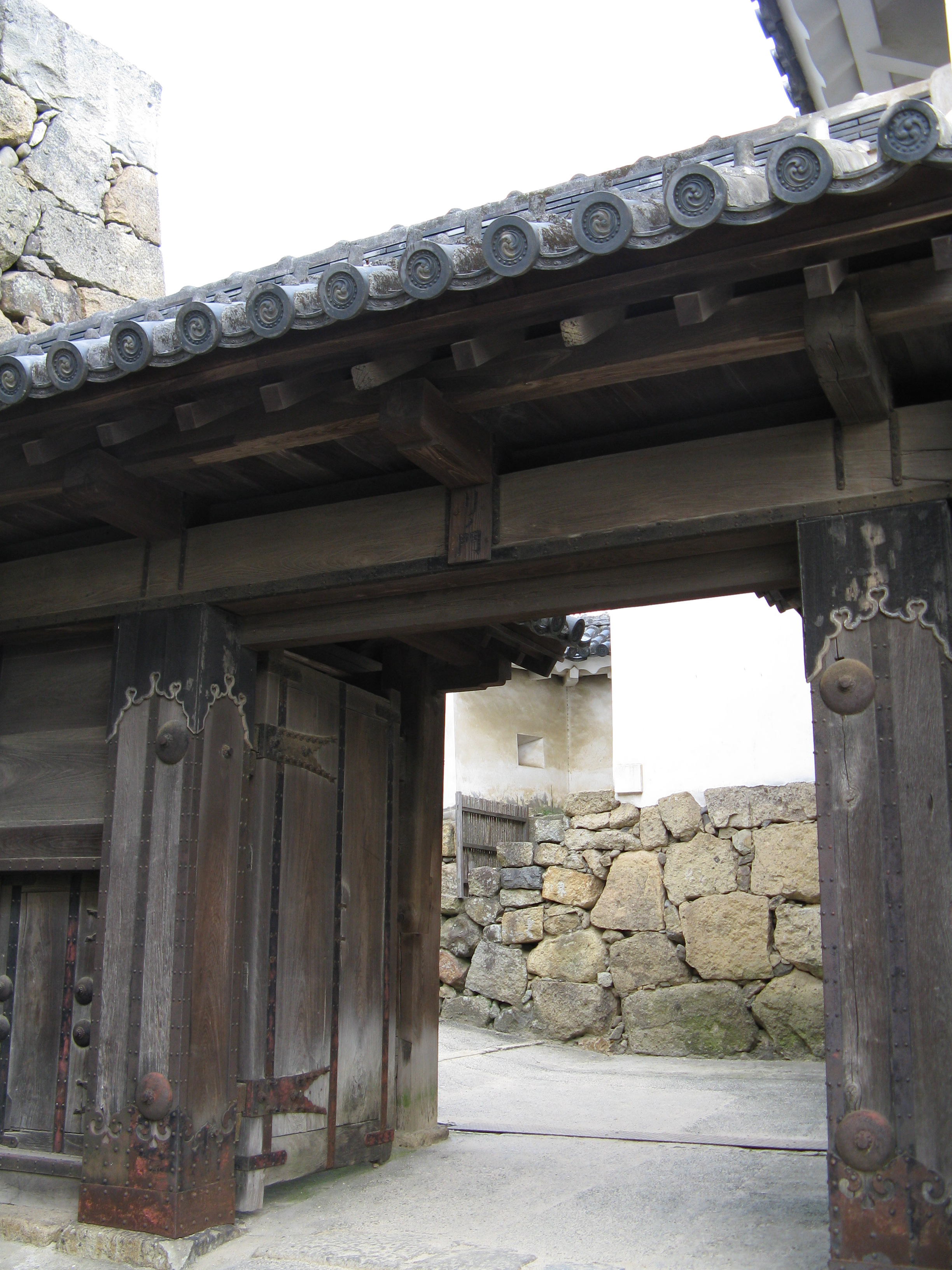
り之門
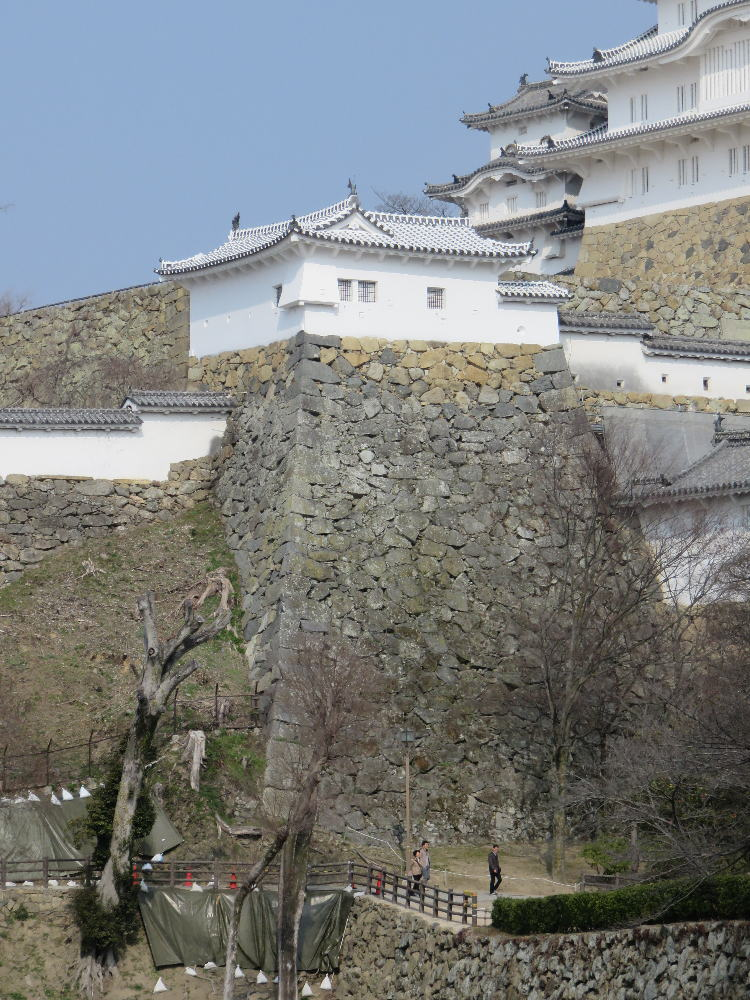
太鼓櫓和石垣
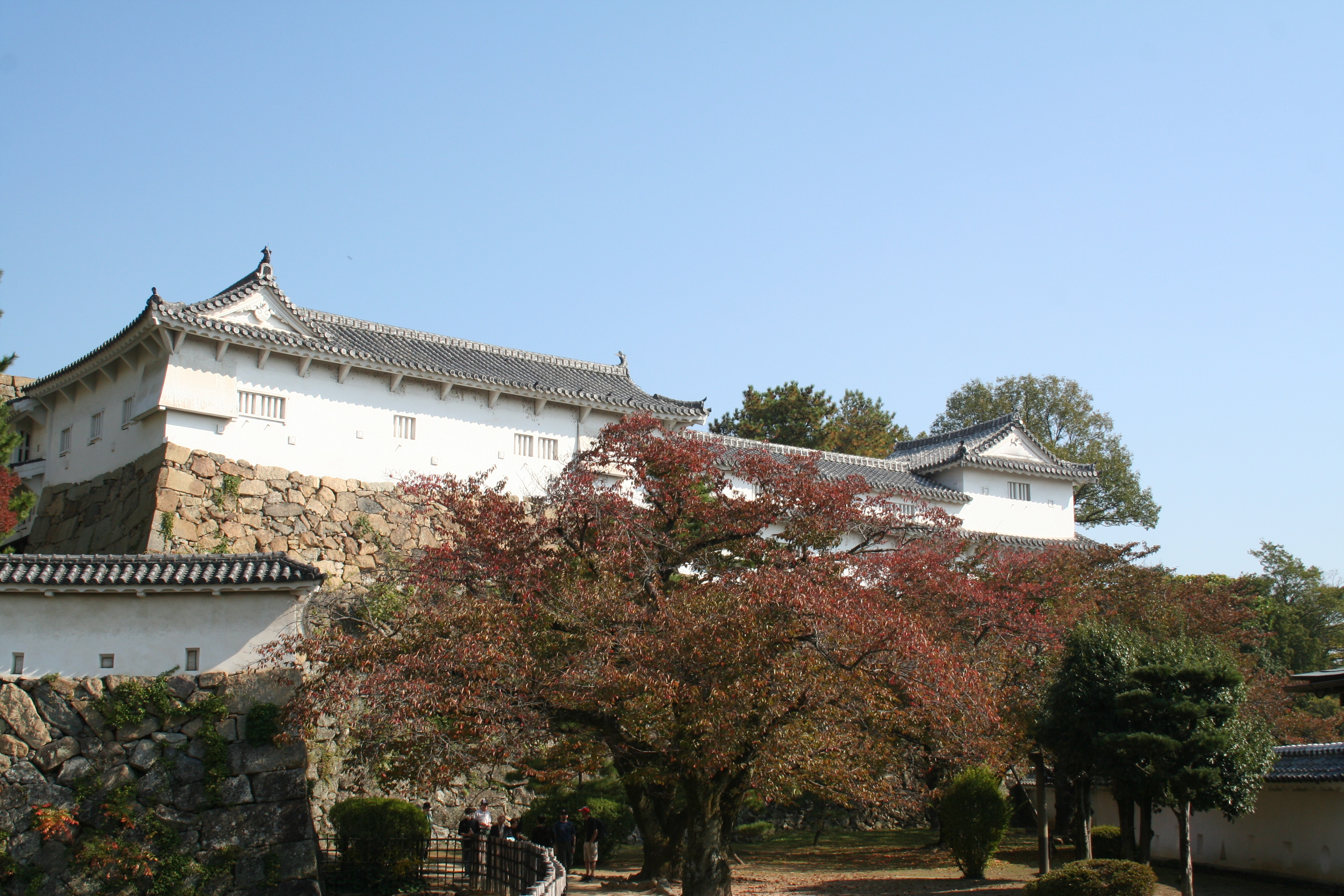
由左至右分別是リ之二渡櫓、リ之一渡櫓、チ之櫓
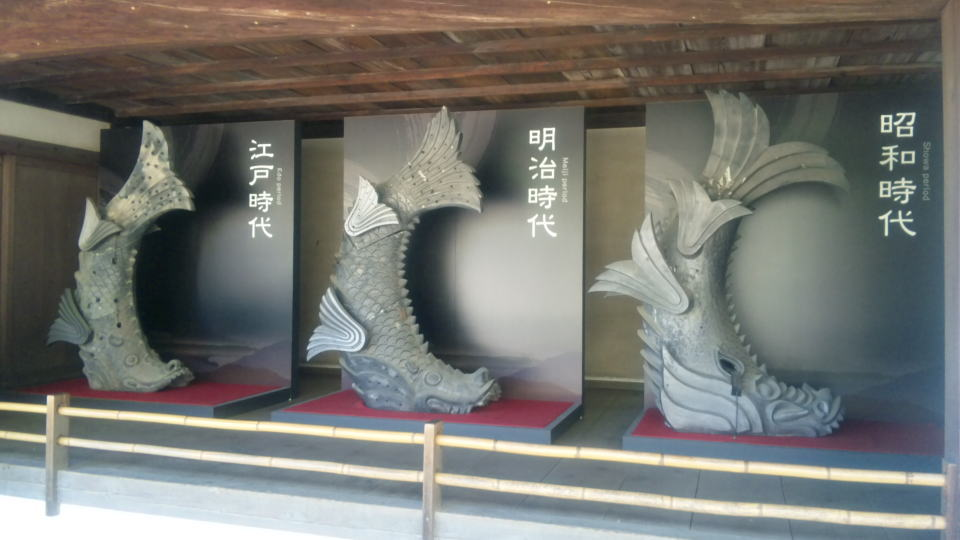
在リ之二渡櫓展示的歷代鯱瓦

##### 井戶曲輪（腹切丸）
井戶曲輪因該曲輪中央有一口井而得名。另外又名腹切丸，是因為其曲輪的南面有一稱為帶郭櫓的櫓台，從該櫓的一樓構造看的話可分為三間房間，中間的房間沒有牆壁，只看到台狀的石打棚，好似驗屍台，再加上該櫓前方有一口井可用來洗頭，因此會聯想到與切腹有關。但該場所就在天守底下，而且鄰接具有數寄屋風格的帶之櫓，可推測並非是執行切腹的場所。

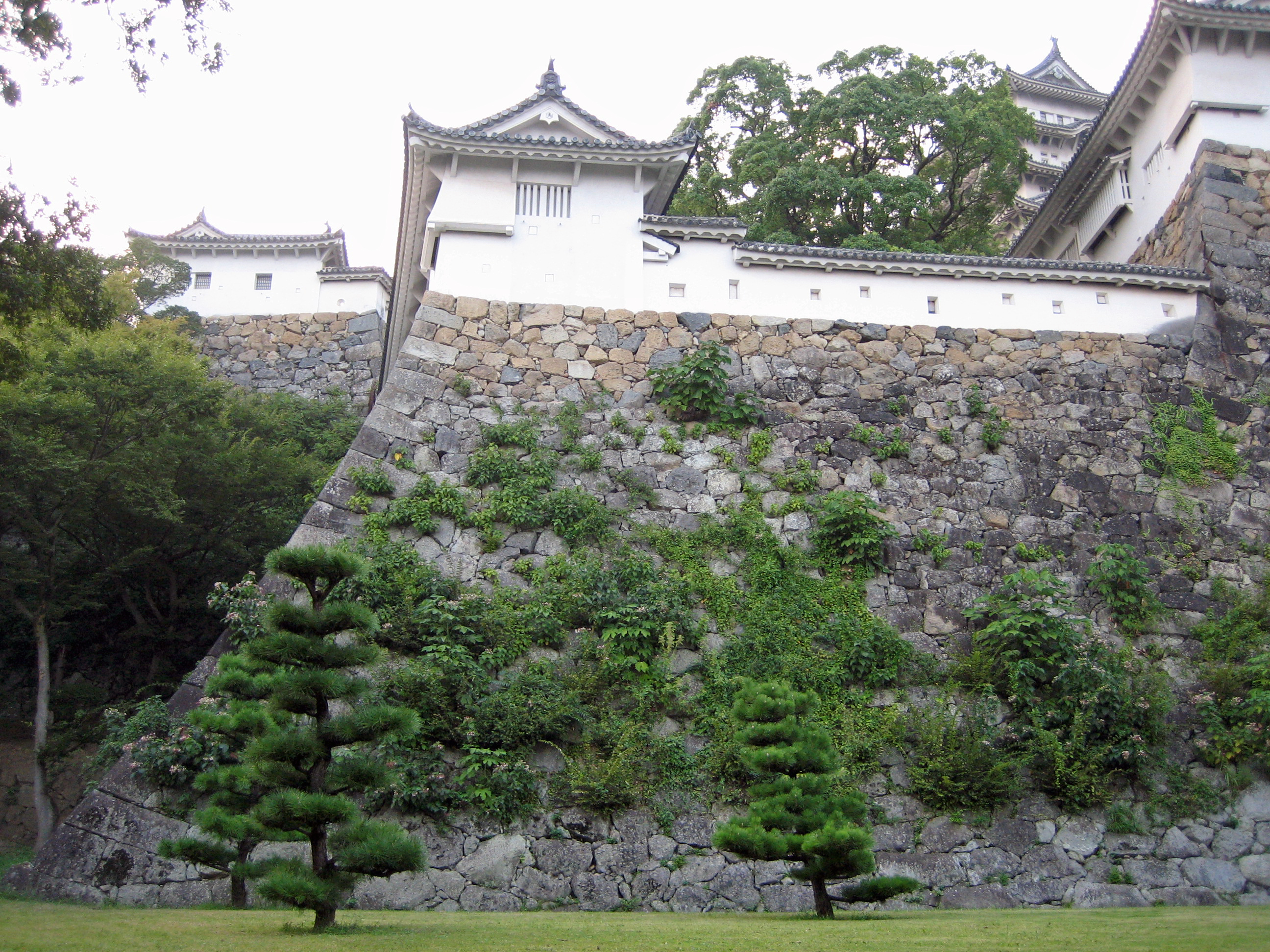
井戶曲輪。左側為帶郭櫓，右側為帶之櫓
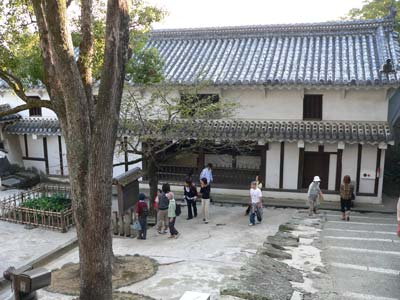
帶郭櫓

#### 西之丸

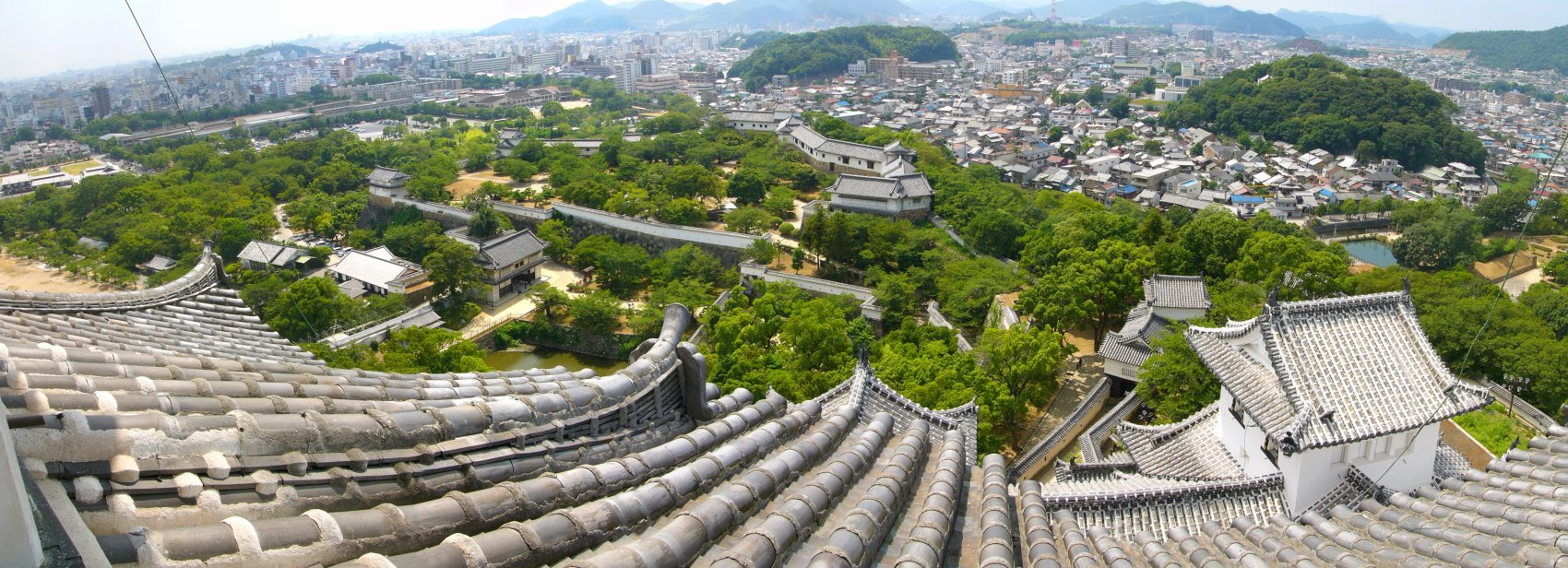
從姫路城天守看向西之丸

忠政作為15萬石的姬路城主，而又從幕府獲得10萬石作為其妻千姬的嫁妝，於是開始在三之丸新建處理政務的居館和整備高台。因池田氏時代未對三之丸做過多的防禦設施，於是忠政用石垣加高壁壘，並在東北隅新建化妝櫓，作為千姬的休息場所。接著朝向西南方建築「カ」「ヨ」「タ」「レ」等渡櫓，在兩渡櫓相接處配置「ヌ」「ル」「ヲ」「ワ」「カ」等隅櫓，與地形結合成半圓形的城壁。在「カ」和「ヨ」之渡櫓設有侍女的房間，雖內部的牆壁和柱子皆有松和草花的繪畫，充滿女性色彩的佈置，但在外側走廊仍是有設置石落和鐵炮狹間等防禦機制。
南門
通過「菱之門」左轉即能到達三之丸南門，現今僅留礎石跡。在該門跡的左手邊建有石階和武者溜，登上石階後為被土牆包圍的正方形平台，也就是武者溜，該平台具有二之丸防禦功能。
化妝櫓
以二重櫓形式建於西之丸北隅的化妝櫓，作為西之丸御殿的一部分，在二樓內部設有書院造風格的「化妝間」。
ワ之櫓、カ之櫓
兩櫓為位在西之丸南端的二重櫓，而「カ之櫓」為在姬路城少見的重箱櫓，另外發現許多構件為轉用建材，可能為移築的建物。在兩櫓之間的土牆設有石落，但該防禦機制在「昭和大修理」前卻沒有設置，之後調查發現為復元建物。

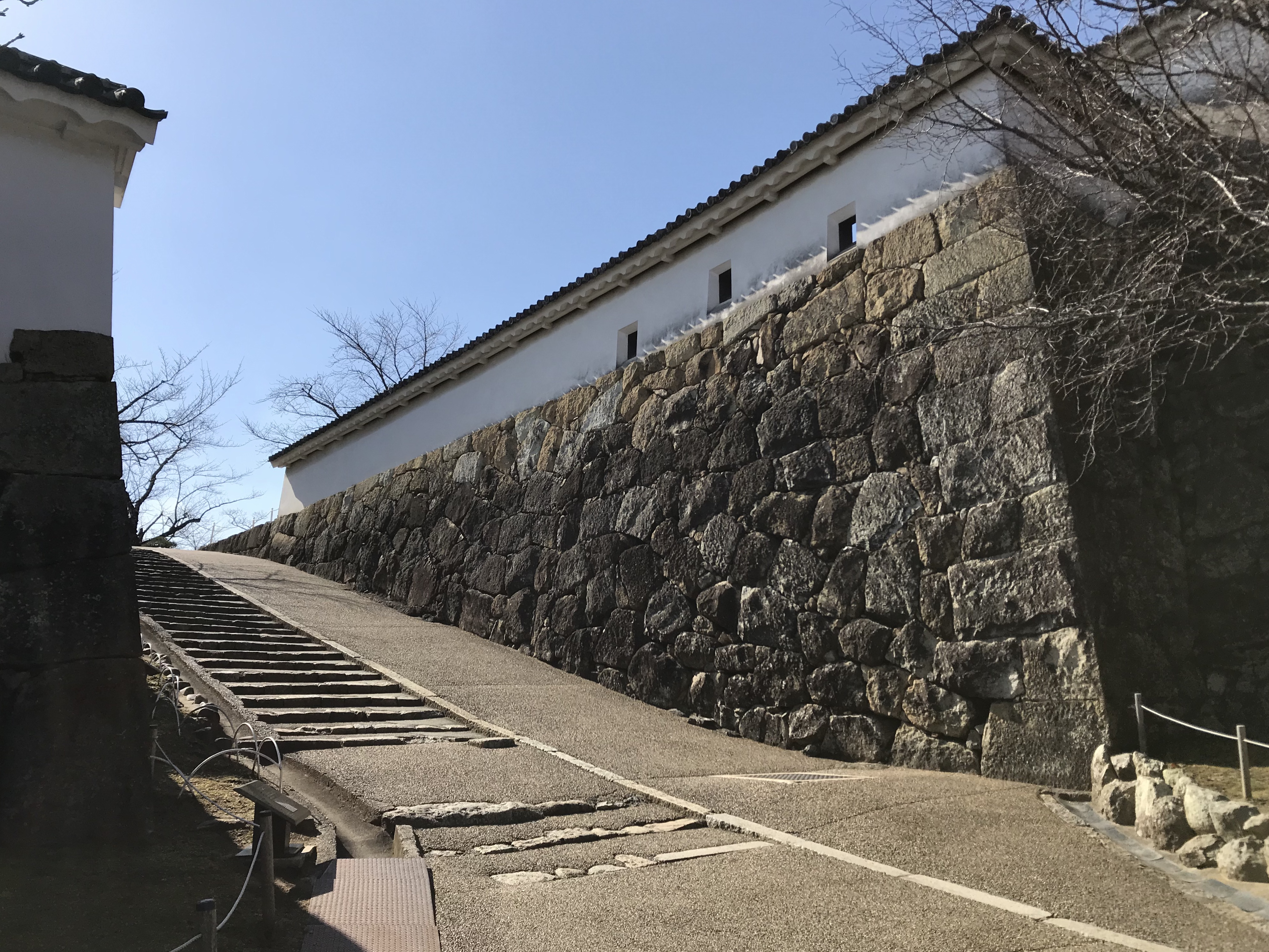
南門跡
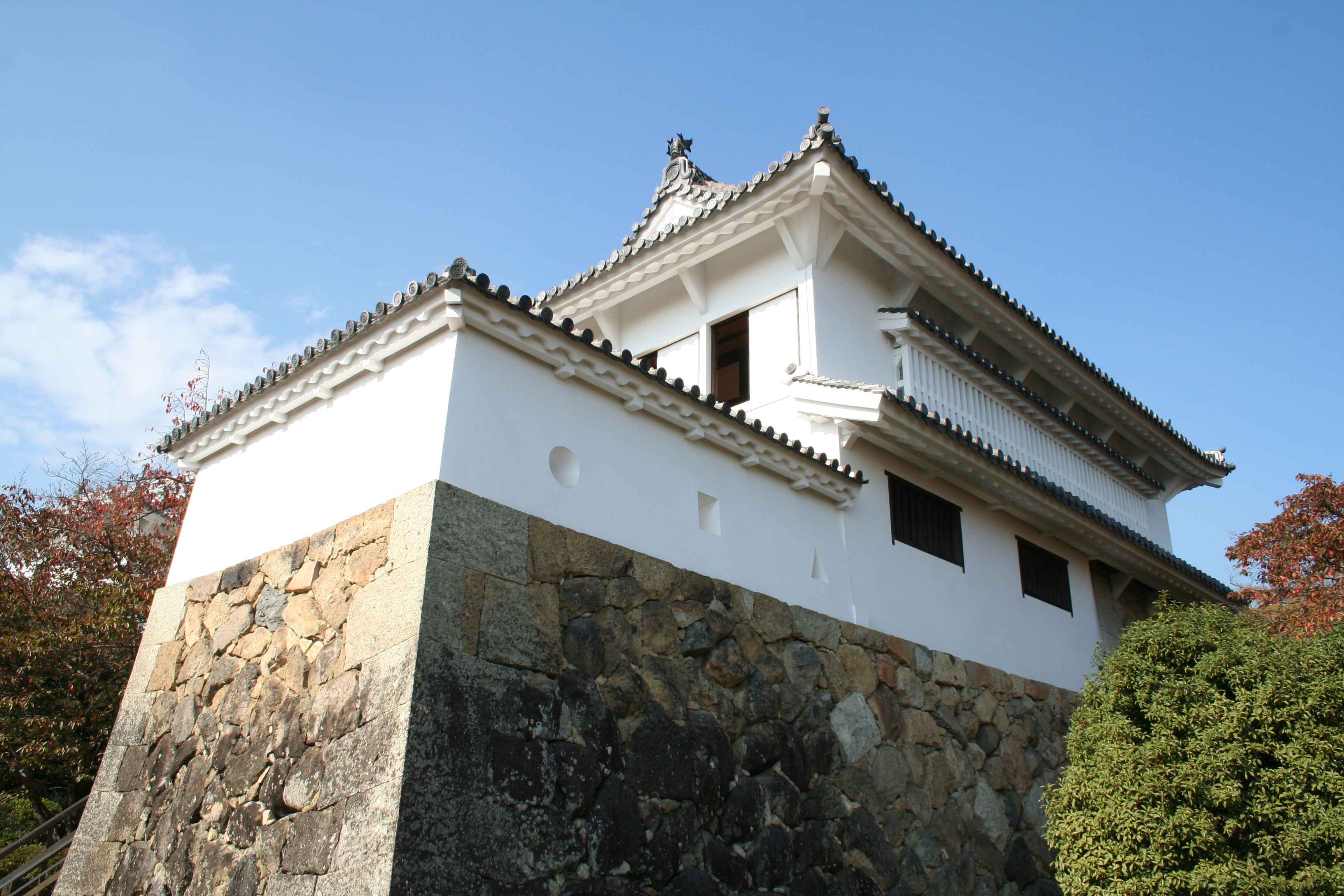
化妝櫓
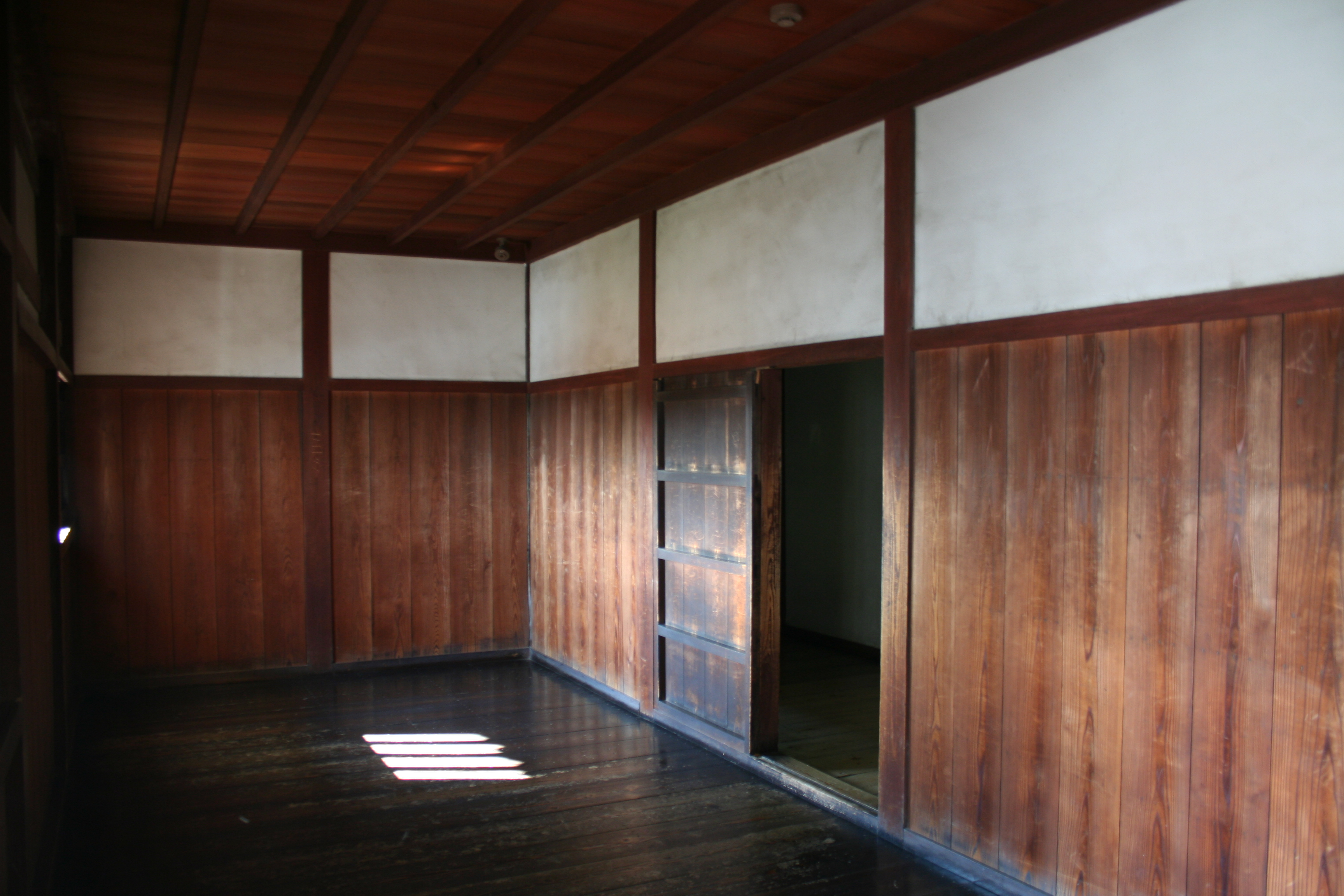
カ之渡櫓的侍女房間
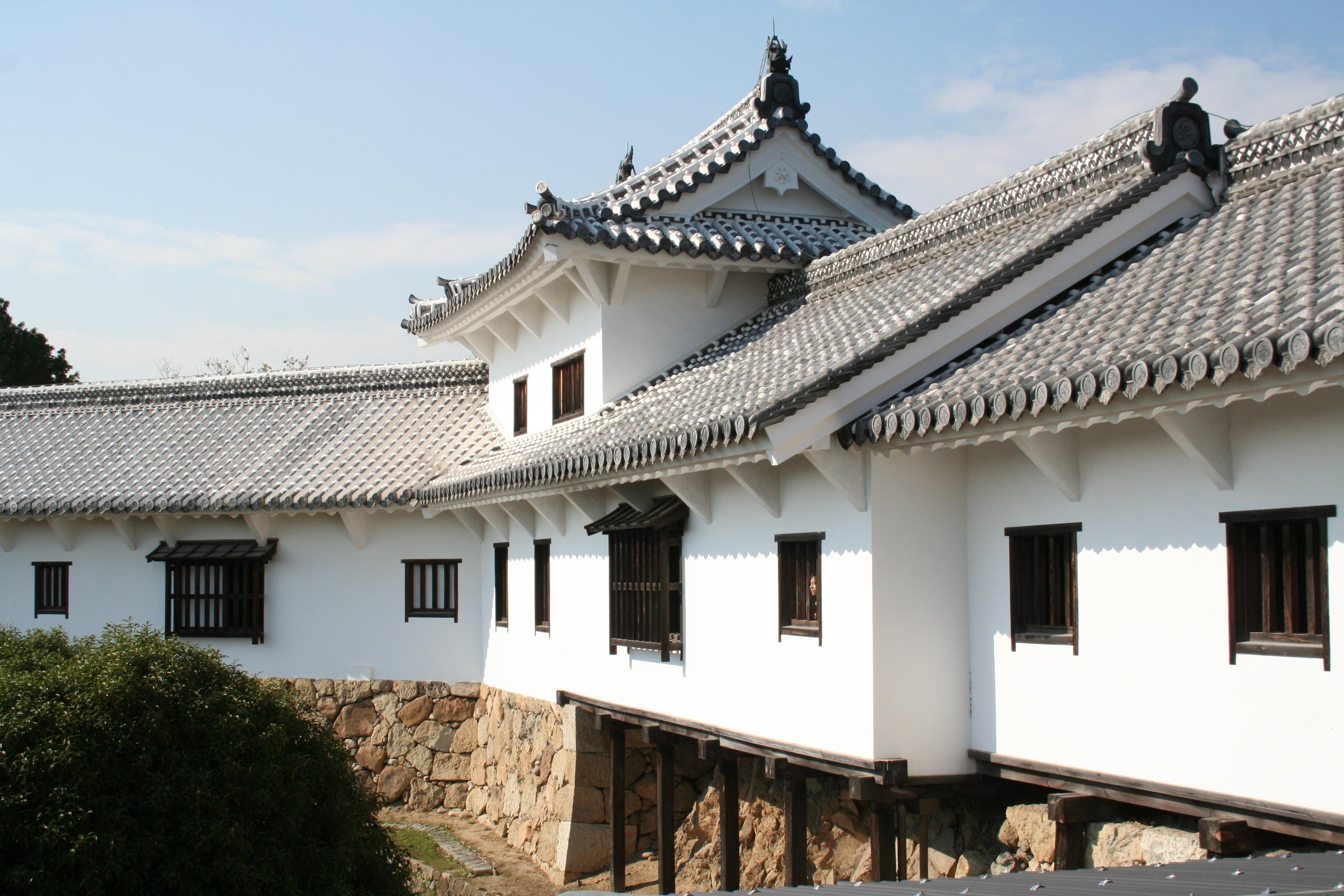
ヌ之櫓（左為ヨ之渡櫓、右為カ之渡櫓）。由西之丸北面看去
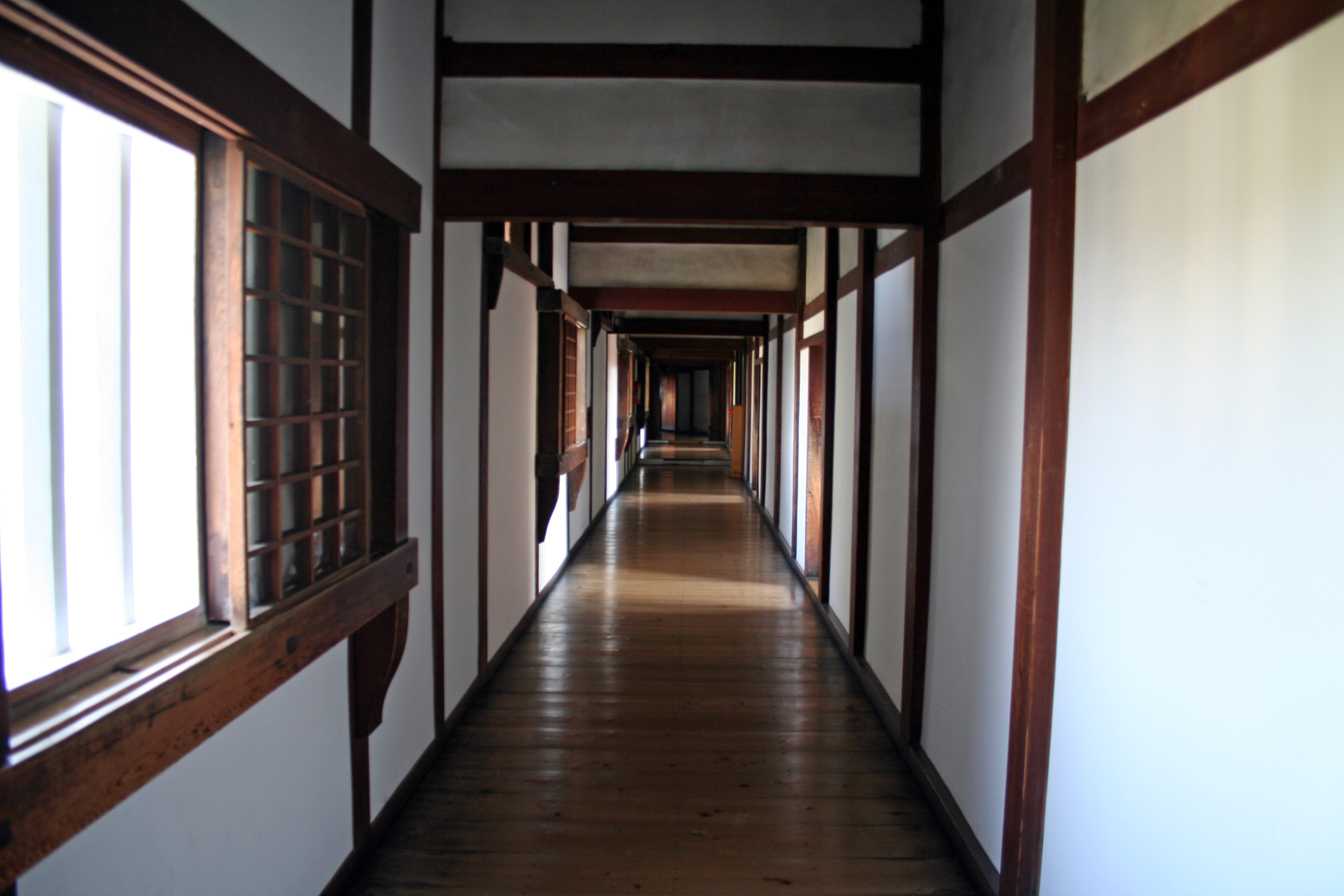
ヨ之渡櫓內部通道
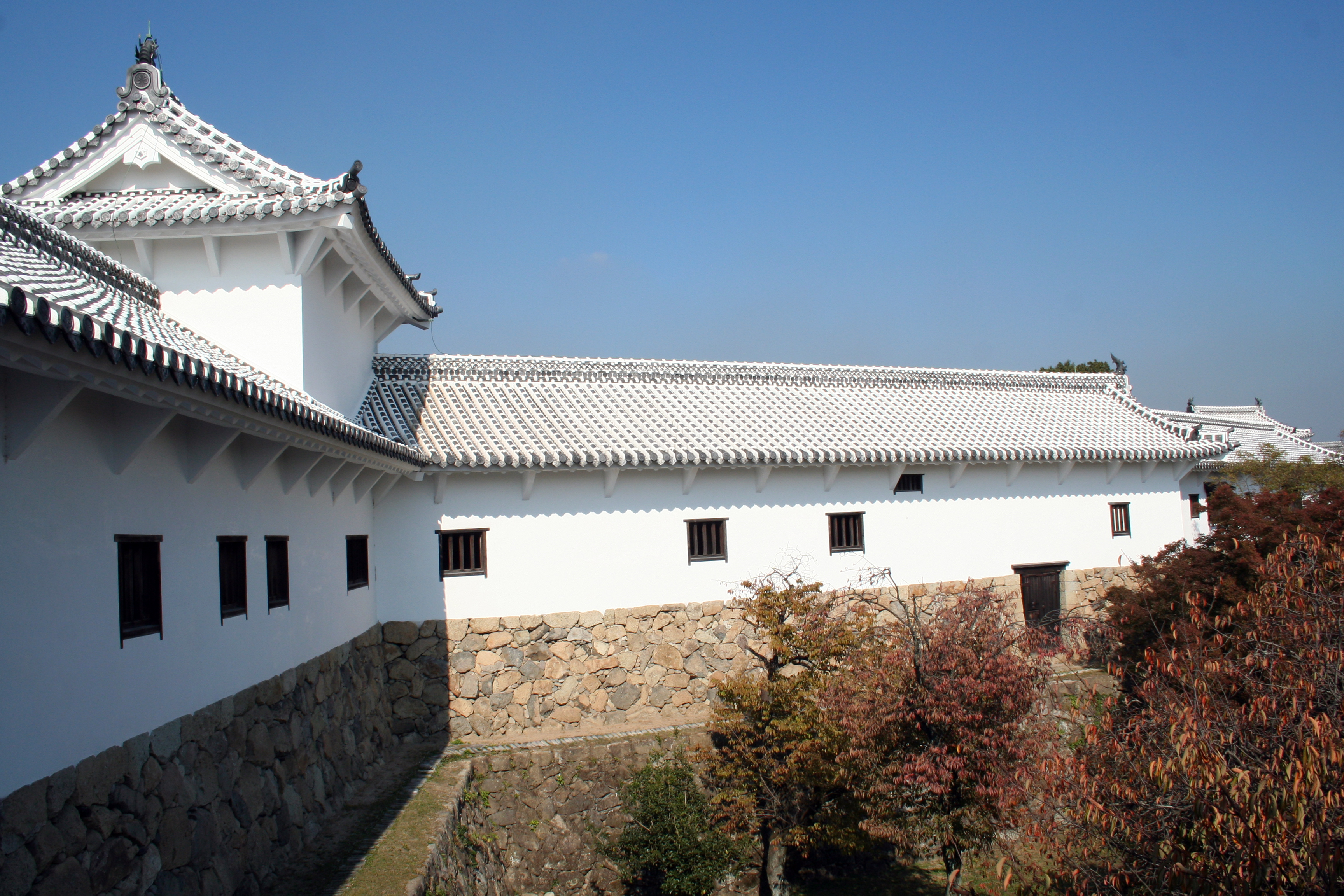
ル之櫓(左)和ヨ之渡櫓(右)
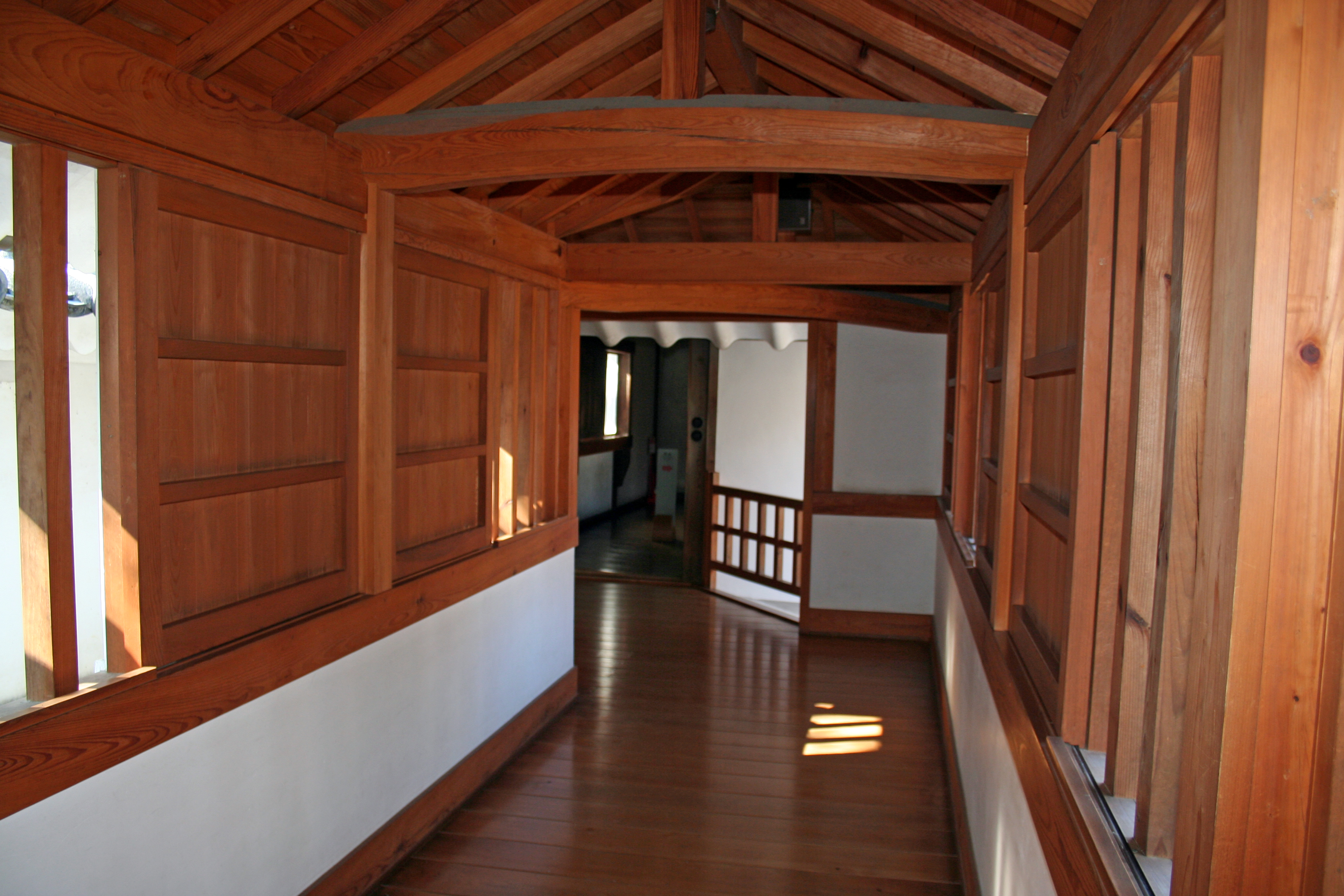
ヲ之櫓和ル之櫓間的通道
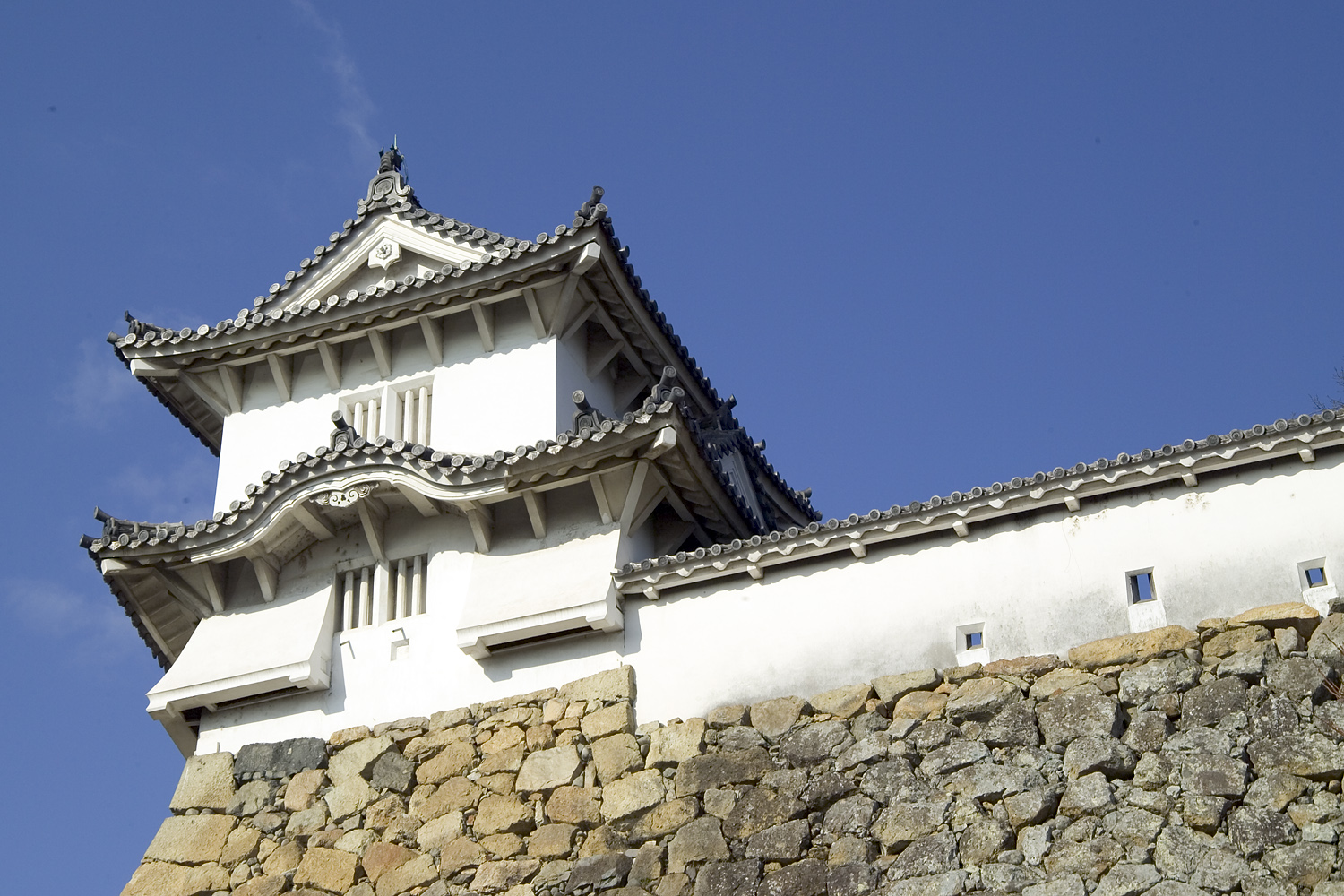
ワ之櫓。西之丸西南角之隅櫓
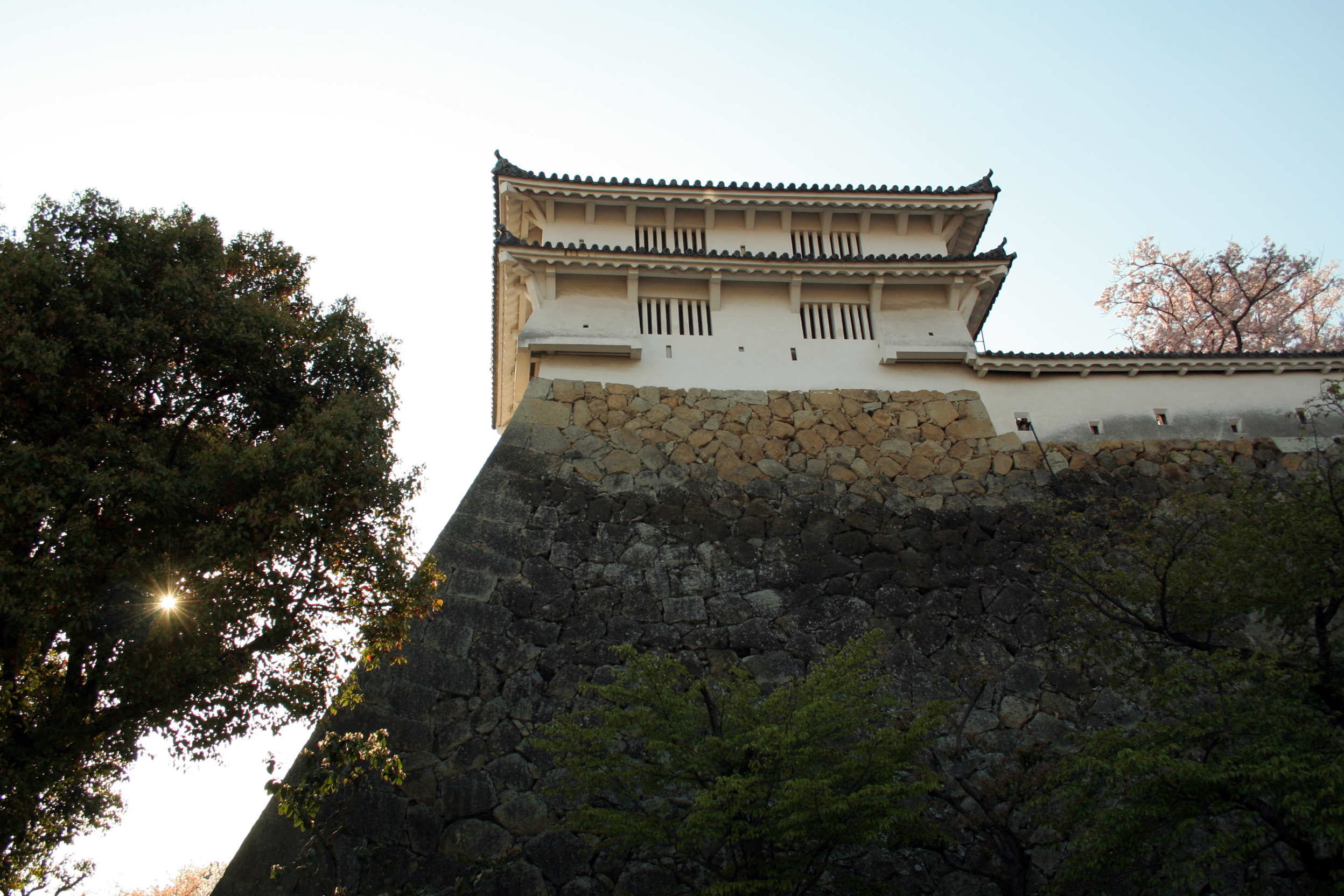
カ之櫓。西之丸東南角之隅櫓
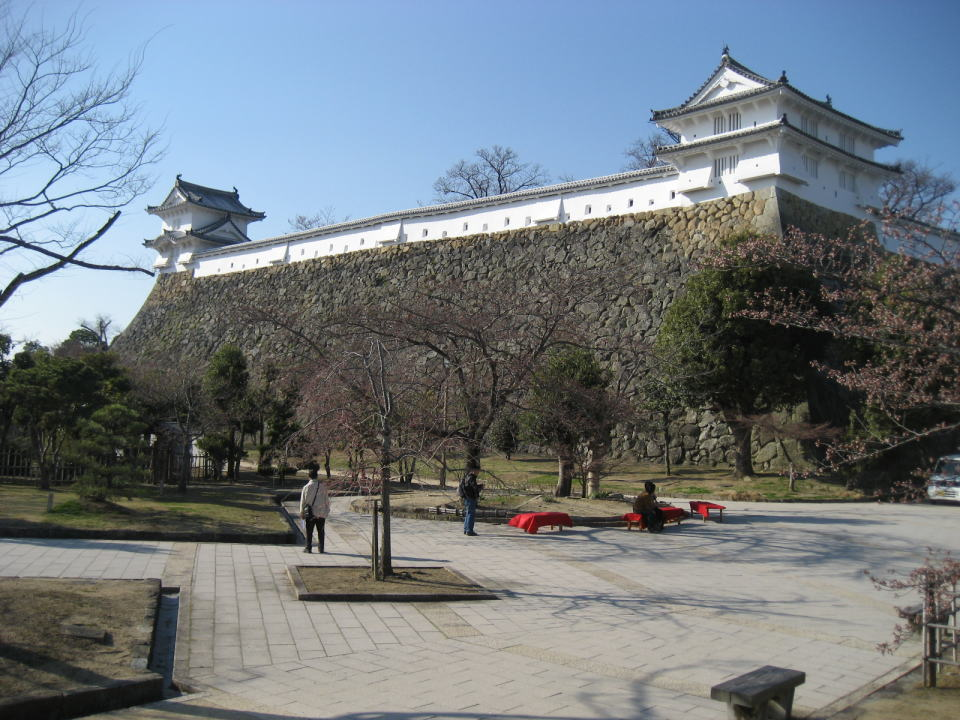
ワ之櫓、カ之櫓和土牆

#### 三之丸
御本城
位於西之丸南方，三之丸的西邊台地。以書院造風格建造，設計表玄關、内玄關、用人詰所、溜之間、使者之間、應對之間、時計之間、蜜柑之間、雁之間、虎之間、鶴之間、黑書院、新小書院、居間、廚房、湯殿等隔間，其中雁之間、虎之間、鶴之間的襖上舖有金箔，並有以綠青描繪的圖畫，鶴之間更是151疊大的大廳，作為式典或儀式使用。
下屋敷（武藏野御殿）
千姬因居住的西之丸位置高於御本城，於是搬至比御本城還低的下屋敷。該屋敷以金箔、銀箔和綠青裝飾，且眾多房間附有芒草的繪畫，使千姬懷念年少時居住的武藏野，因此也稱作「武藏野御殿」。
向屋敷
忠政在三之丸中央設立庭園，建造數寄屋。整備茶室、洗茶器處和大廳，建造一本柱的唐笠之間。庭園擺飾著築山和泉水，種植日向松、宮城野萩、杜若。由於正面對御本城而稱作「向屋敷」。
大手門（櫻門）
現今所看到的大手門，也就是櫻門，是在昭和13年於原「桐二門」位置新建而成。原本大手門是櫻門、桐二們和桐一門以枡形形式構成，但因明治時期設置陸軍兵營的影響而拆除，之後昭和時期姬路市執行以三之丸為主的「姬路城城址復舊計畫」，本來打算復元大手門的櫻門、三之丸西南方的「レ之櫓」和其北邊的「タ之櫓」，但最後因戰事影響只復元櫻門而已。

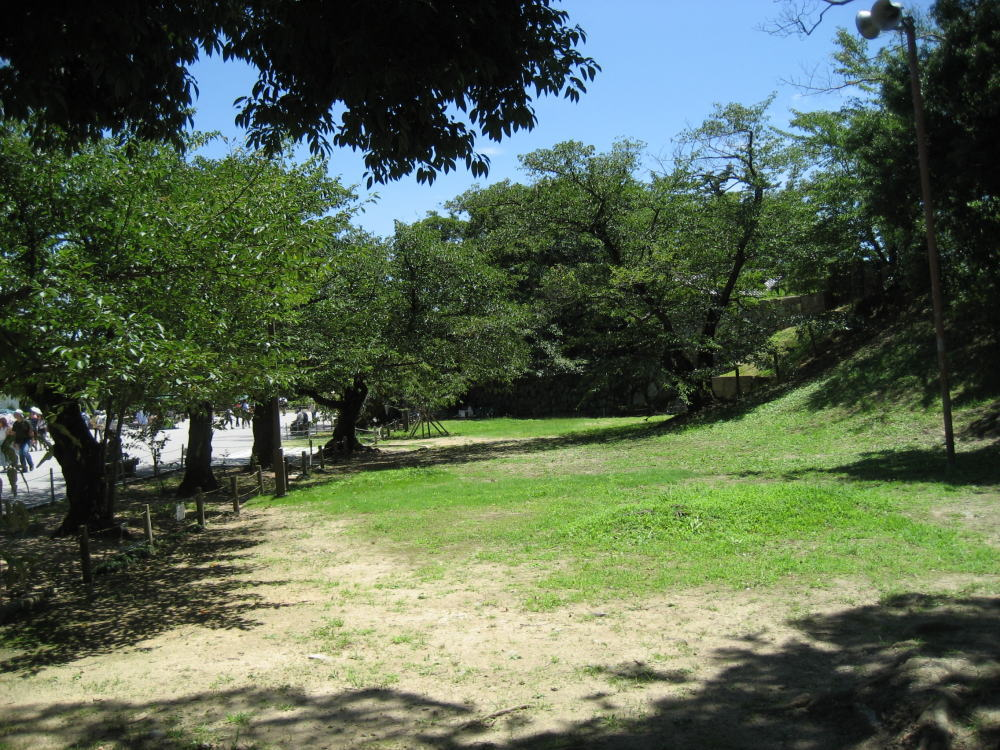
下屋敷（武藏野御殿）跡
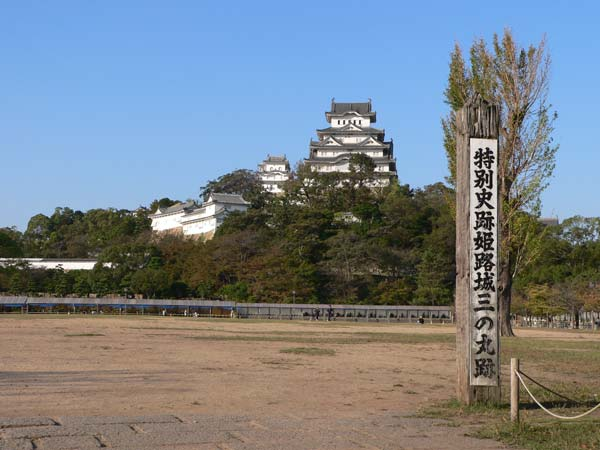
三之丸廣場
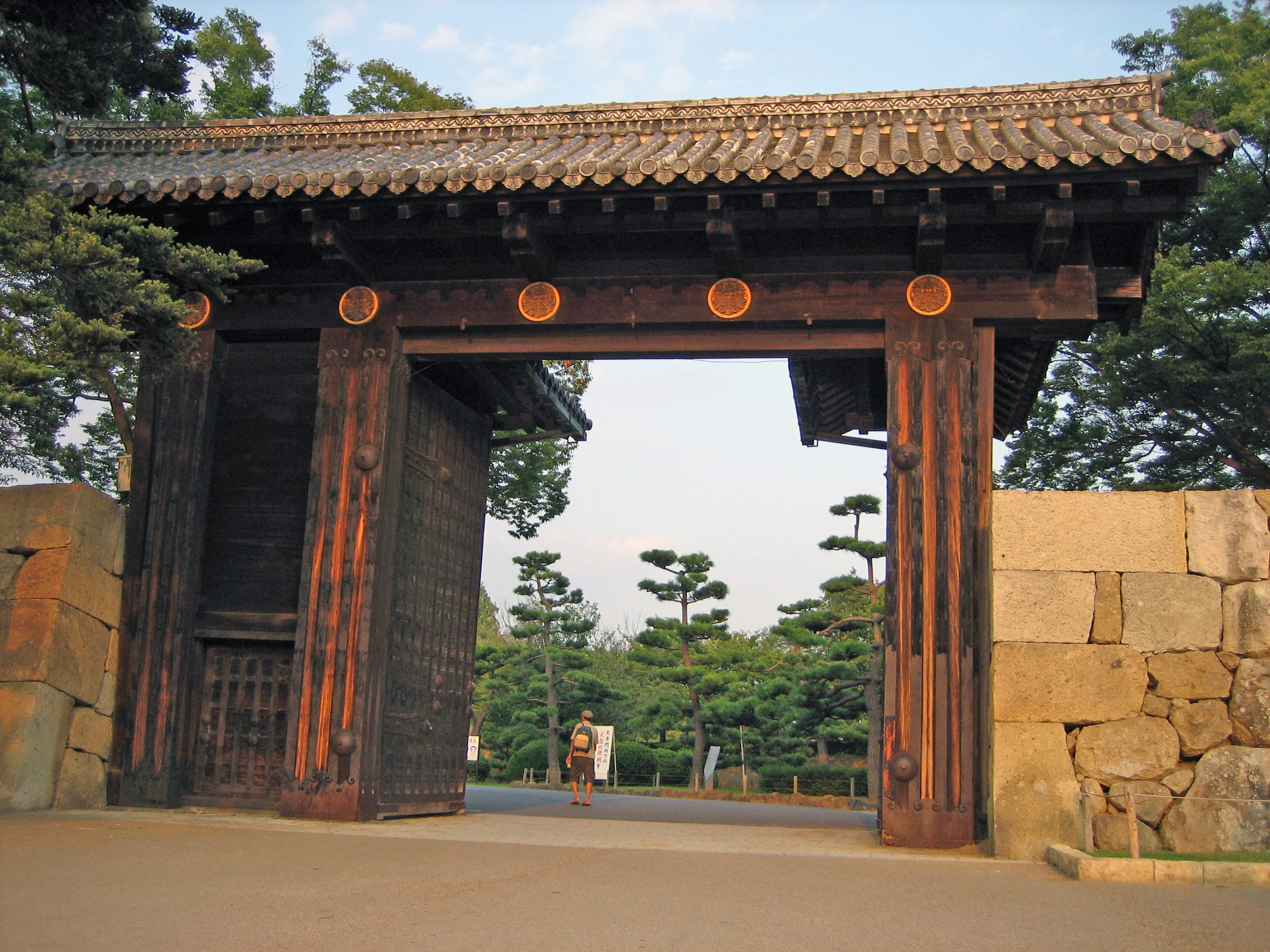
大手門（櫻門）

#### 勢隠曲輪
八頭門
位在姬路神社的西方，附近有個由船場川引水匯集成的水塘，該水塘為內堀的水源地。
北勢隱門、南勢隱門
北勢隱門在勢隠曲輪的西北側，由該門出去的話可看見中曲輪的清水門跡。南勢隱門在勢隠曲輪的西南側，基於防禦觀點該門虎口設計為鍵型形式。
喜齋門
在城的東面最外側為「喜齋門」，作為搦手門。在「昭和大修理」之時的調查，秀吉時代的天守與現今的天守位置大致相同，但大手門的位置則是推論在喜齋門的東方或者東南方的位置。

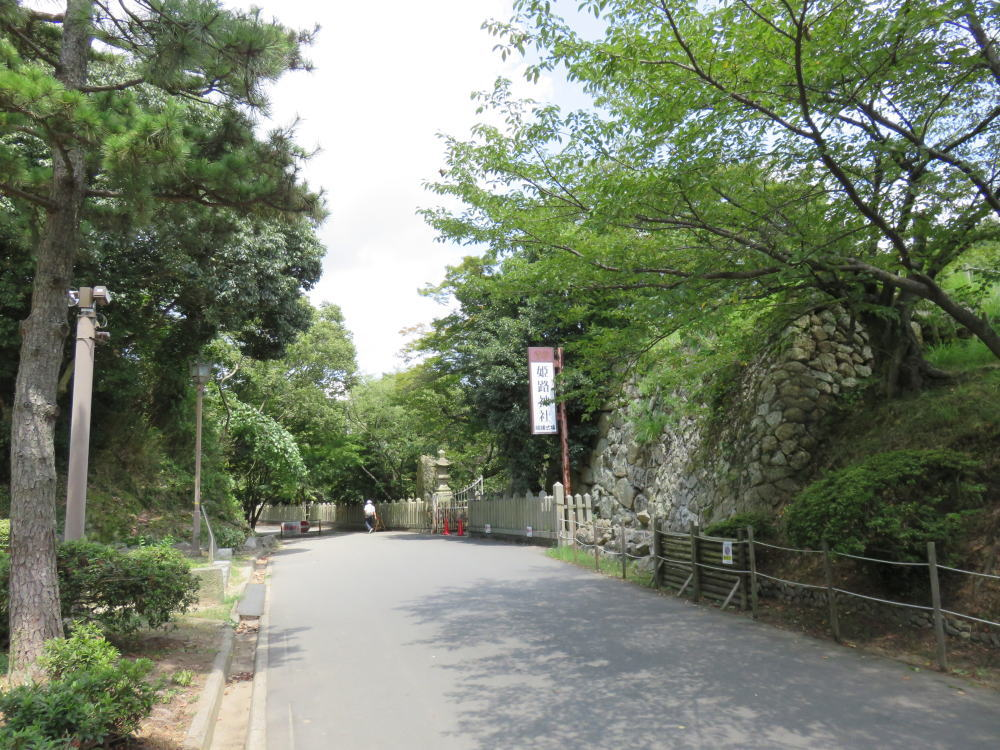
八頭門的石垣
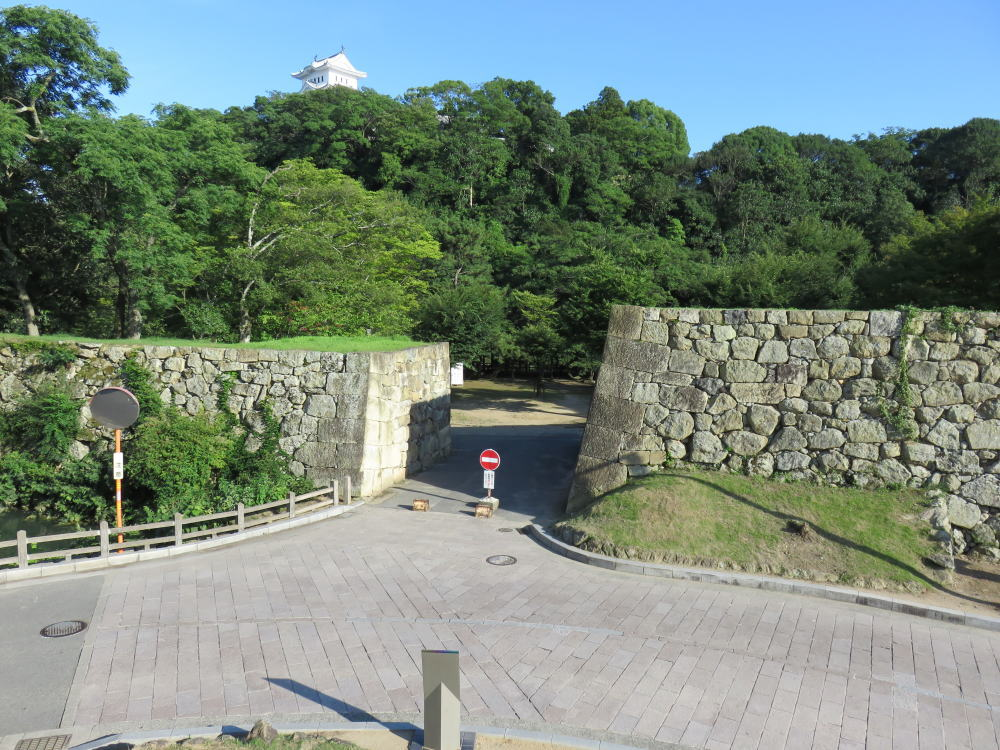
北勢隱門的石垣
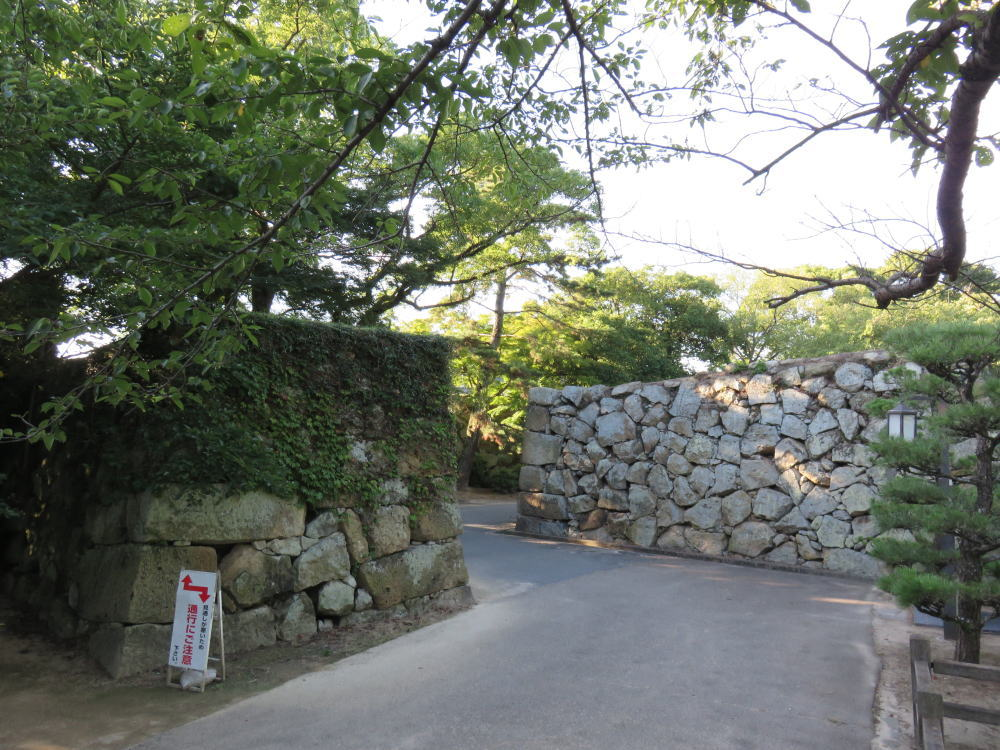
南勢隱門的石垣
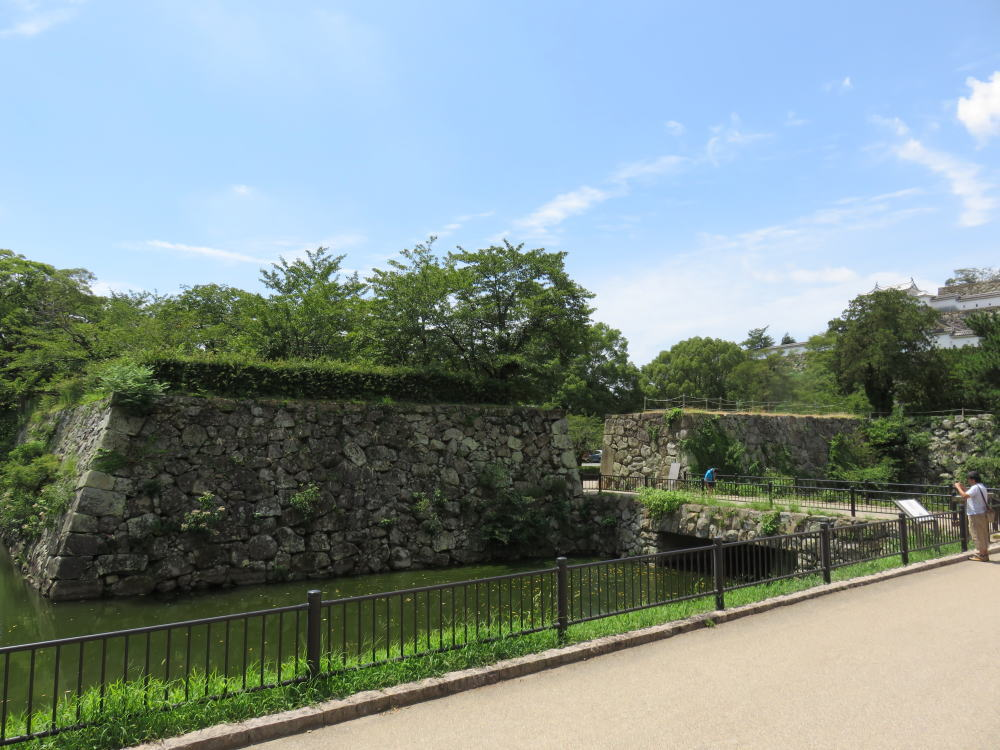
喜齋門的石垣
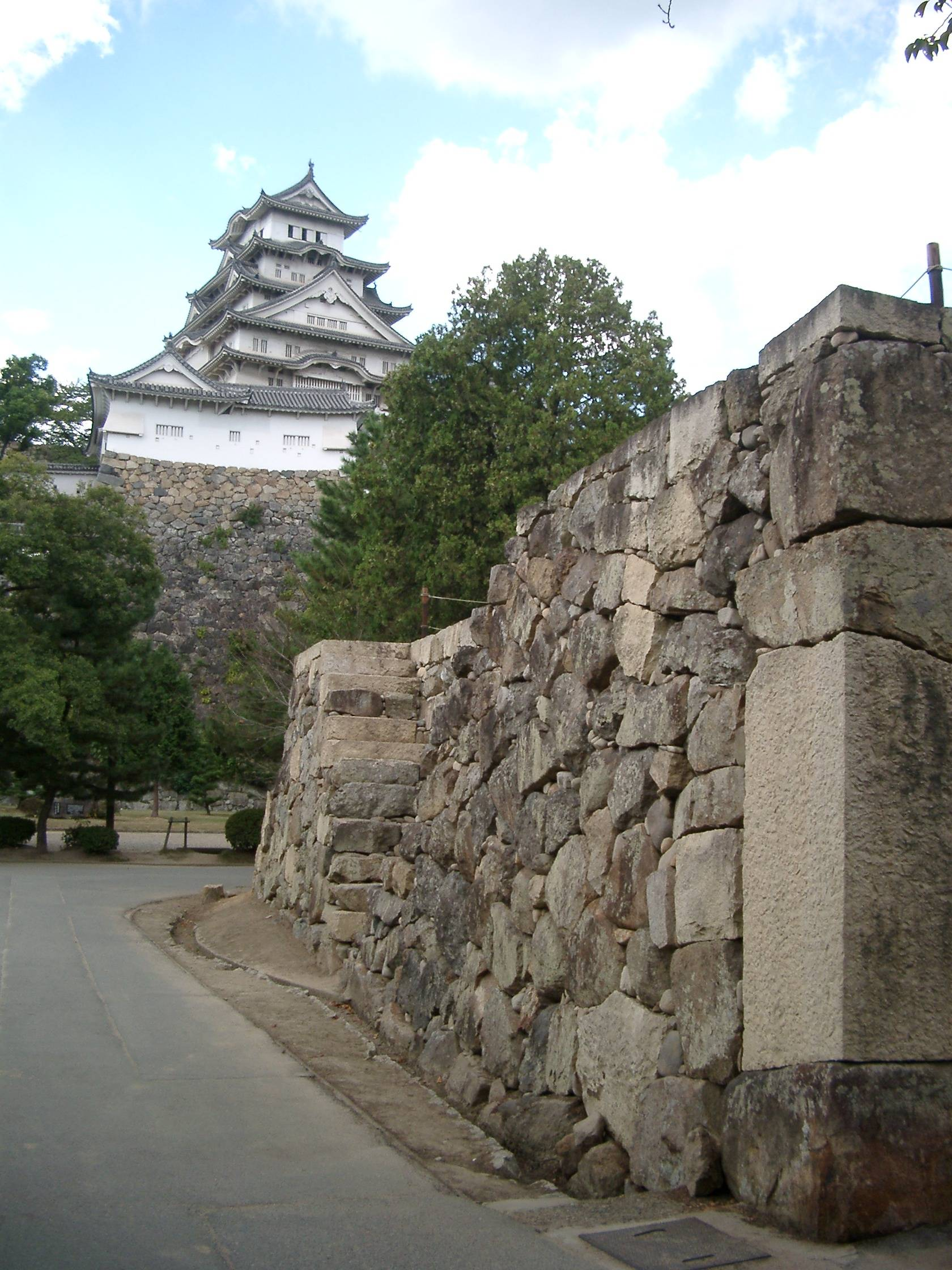
喜齋門的內側石垣

#### 搦手
從喜齋門向城內走近的話，會先到達「內船場藏」和「下三方藏」，接著會分別經過「と之四門」、「と之三門」、「と之二門」和「と之一門」，最後到達本丸。「內船場藏」位在井戶曲輪石垣的正下方，作為收納年貢的米藏，「下三方藏」則是儲藏發放藩士的扶持米。「と之三門」現今已移至市內飾東町的八王子神社。「と之一門」據說是在秀吉築城時，由赤松氏的居城置塩城遷移過來，該門與「と之二門」構成枡形虎口，現今城內唯一具有枡形虎口外門和內門的場所。

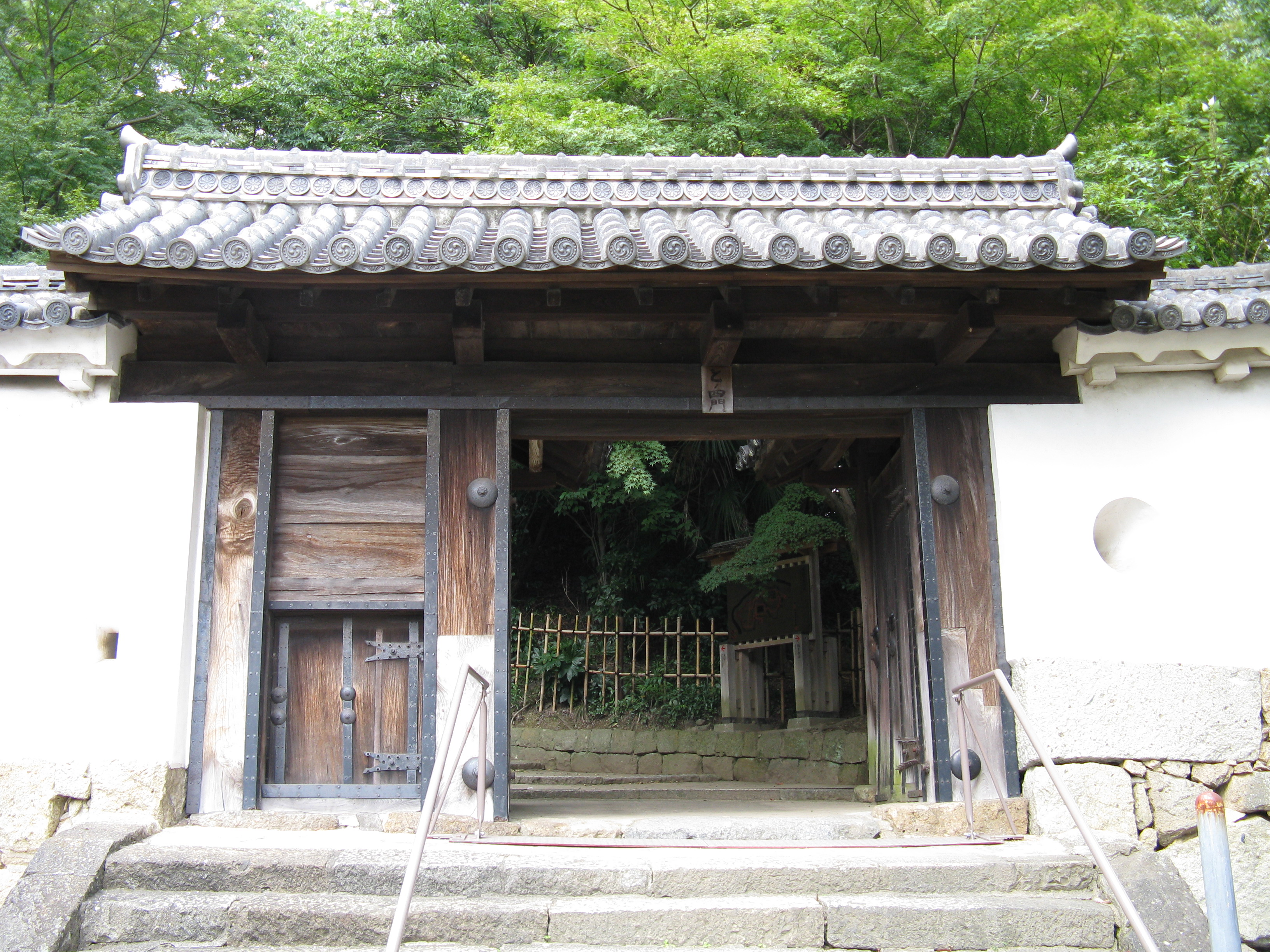
と之四門
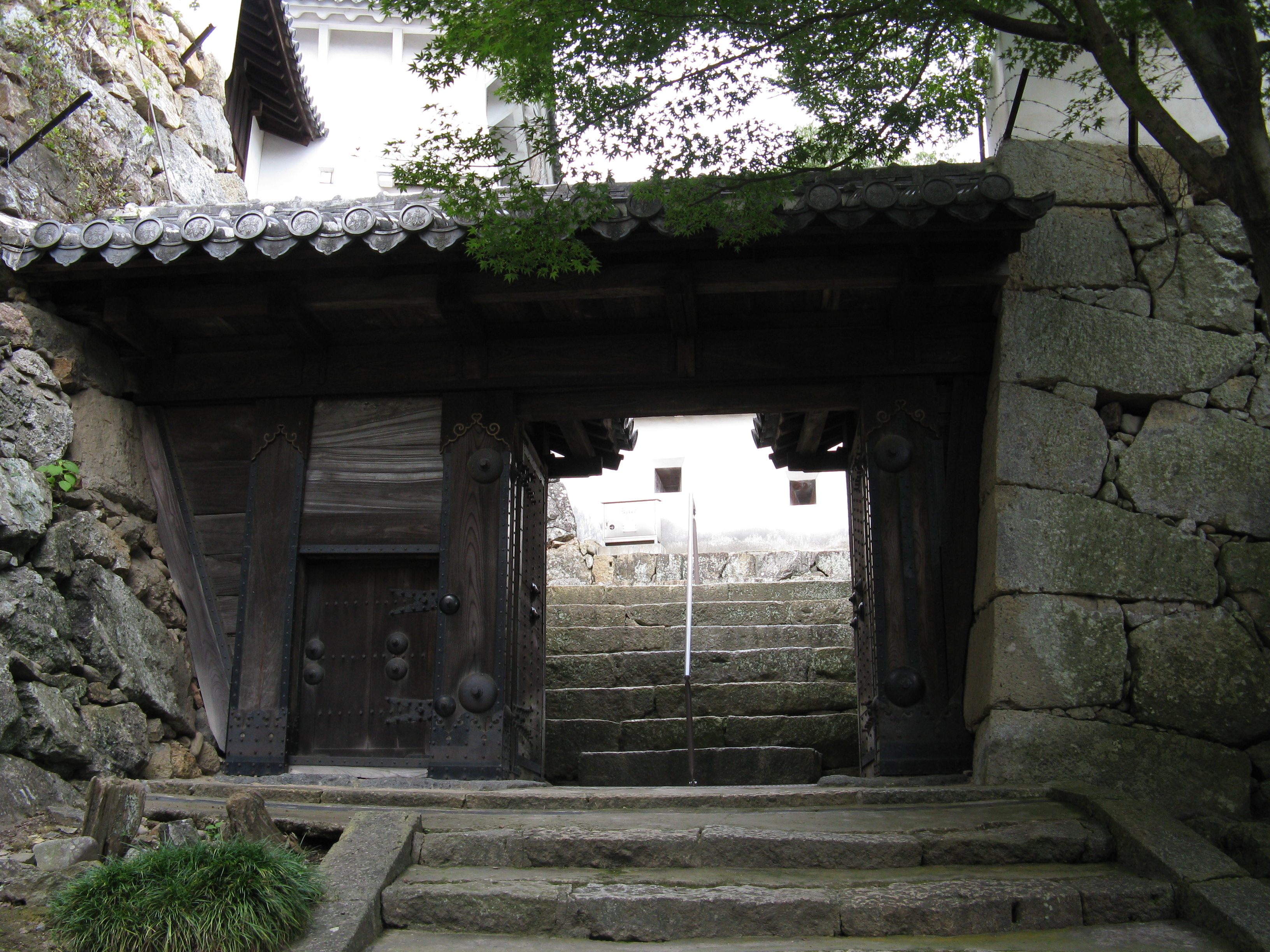
と之二門
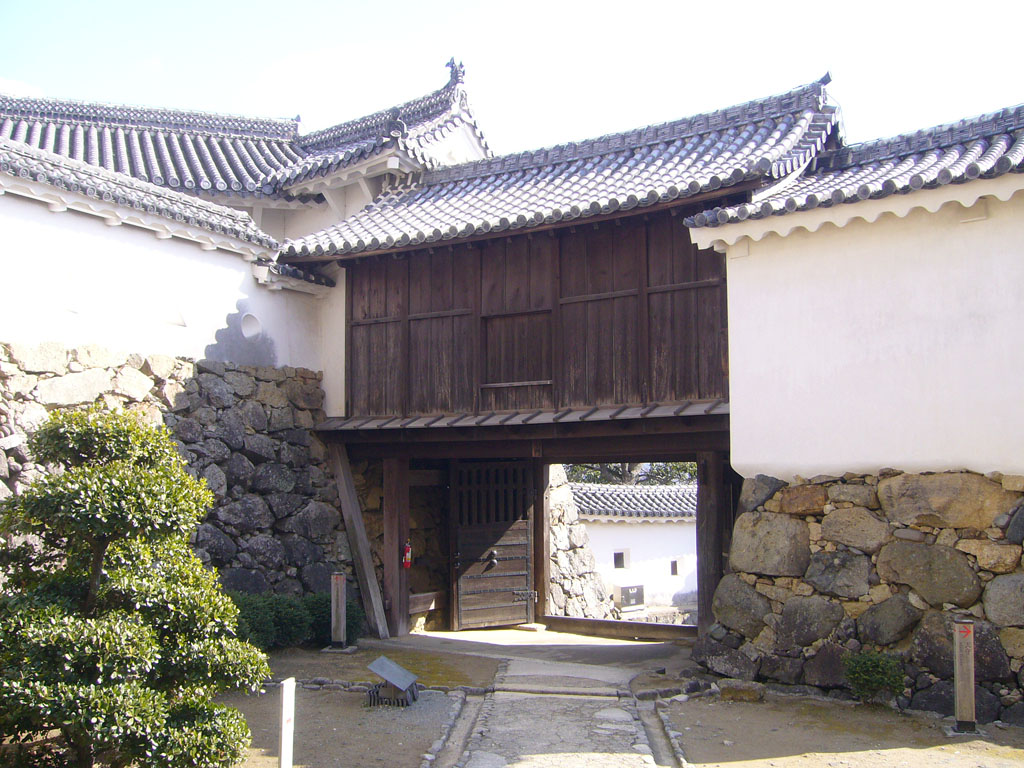
と之一門

#### 出丸
位於現今姬路市立動物園處，原本被內堀圍繞，在東側以「繪圖之門」與城外相連，西側以「菊門」與三之丸相連。之後東側堀被掩蓋，也因此不知「繪圖之門」的具體位置，而菊門則是相反，現今仍殘留著出丸和三之丸之間的土橋遺跡。

### 中曲輪
中曲輪並未有明確的町名和町域。根據元祿11年（1698年）的《本多家家中侍屋敷圖》，主要可分為埋門和總社門之間、宮之內、宮之後、大名町、市之橋、櫻町、袋町、久長門之內、內京口和久長門之間、上岐阜町、下岐阜町、上案內社、下案內社、裏下馬、下三方、下三方北之町、野里門內西方、西中之町、東中之町、東上之町、西上之町、清水門和野里門之間等區域。設置市之橋門、車門、埋門、鵰門、中門、總社門、鳥居先門、內京口門、久長門、野里門、清水門等11門。
根據遺址調查，位在大名町的街道，其側溝採用凝灰岩的割石，相應以家老為首的屋敷地；中級武家屋敷地的上岐阜町、下岐阜町道路，其側溝則是使用河原石，可見不同區域會有不同的街道樣貌。

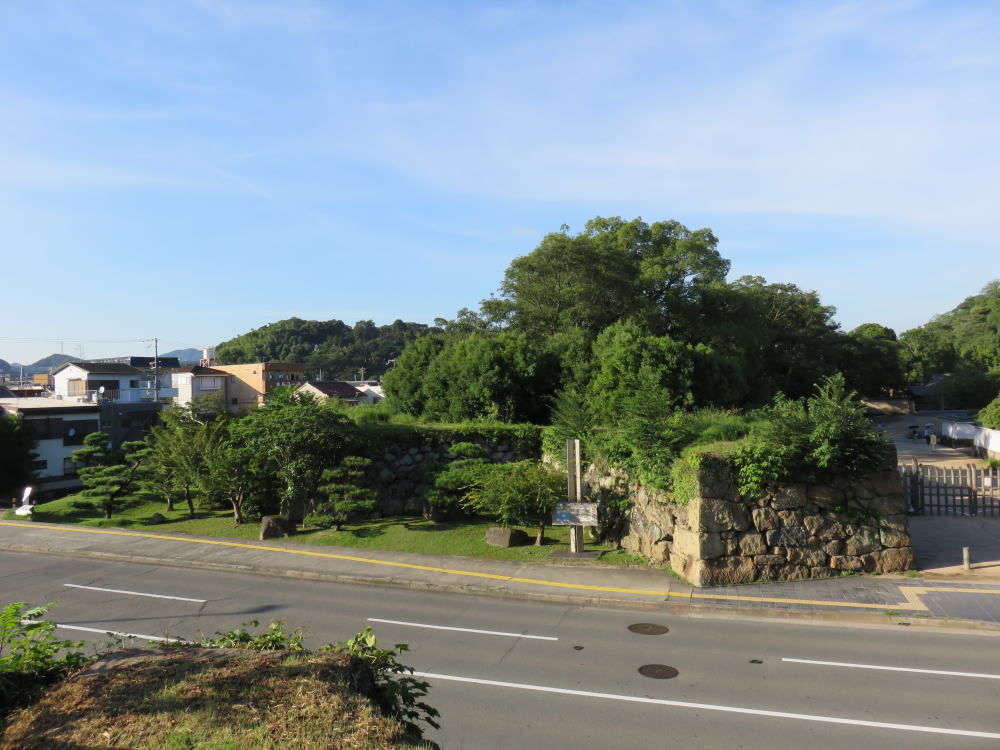
市之橋門跡
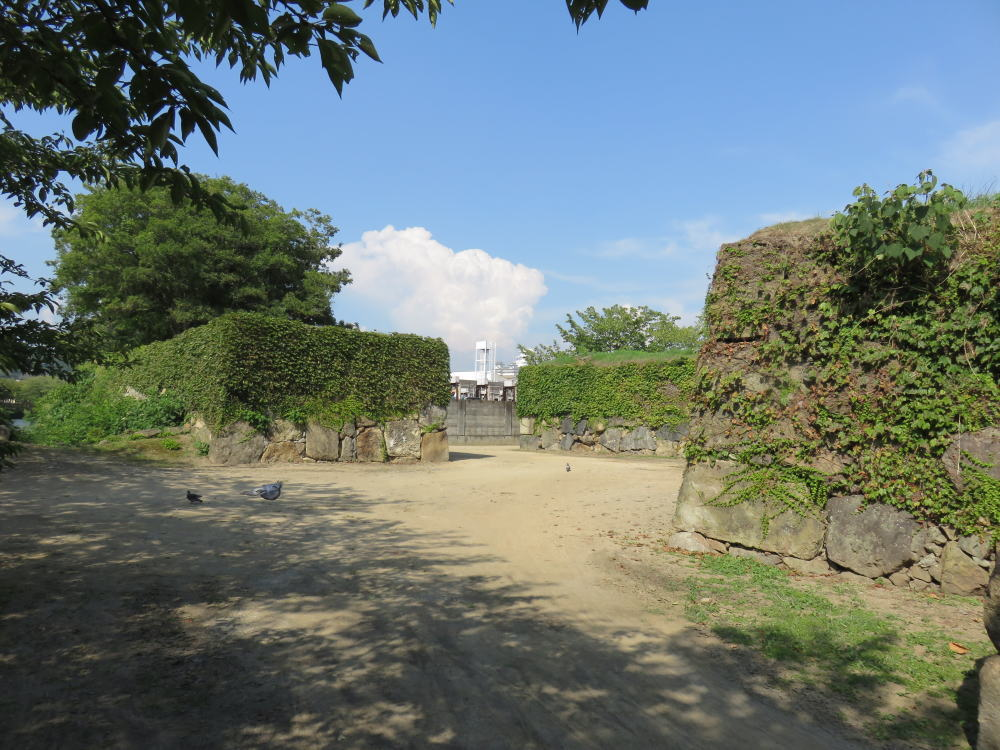
車門跡
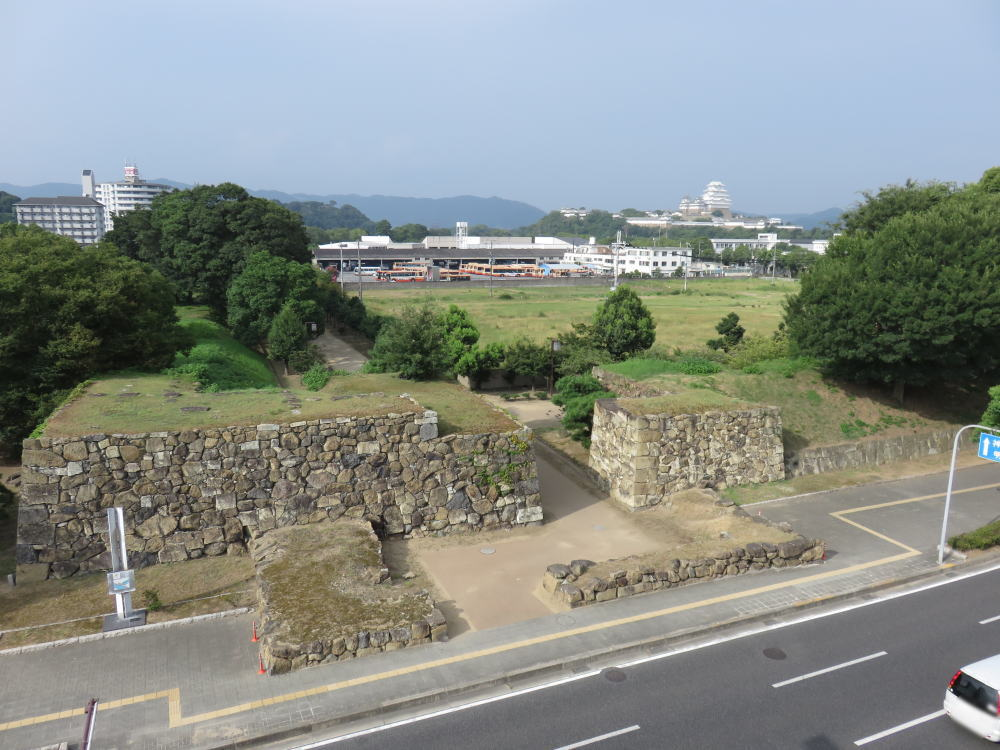
埋門跡
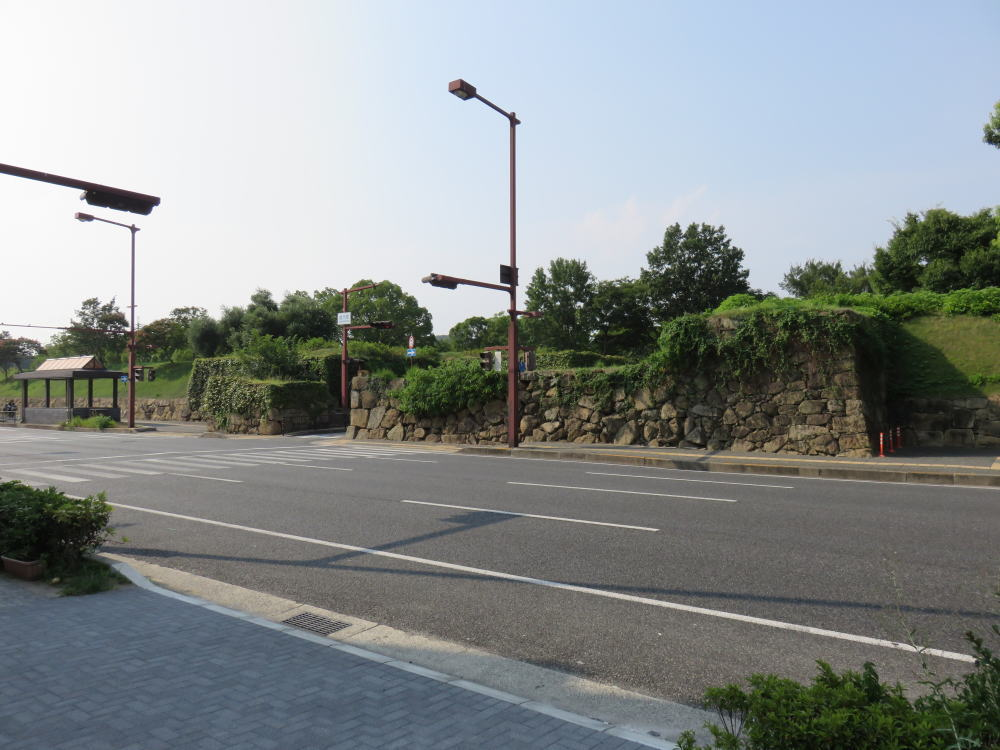
鵰門跡
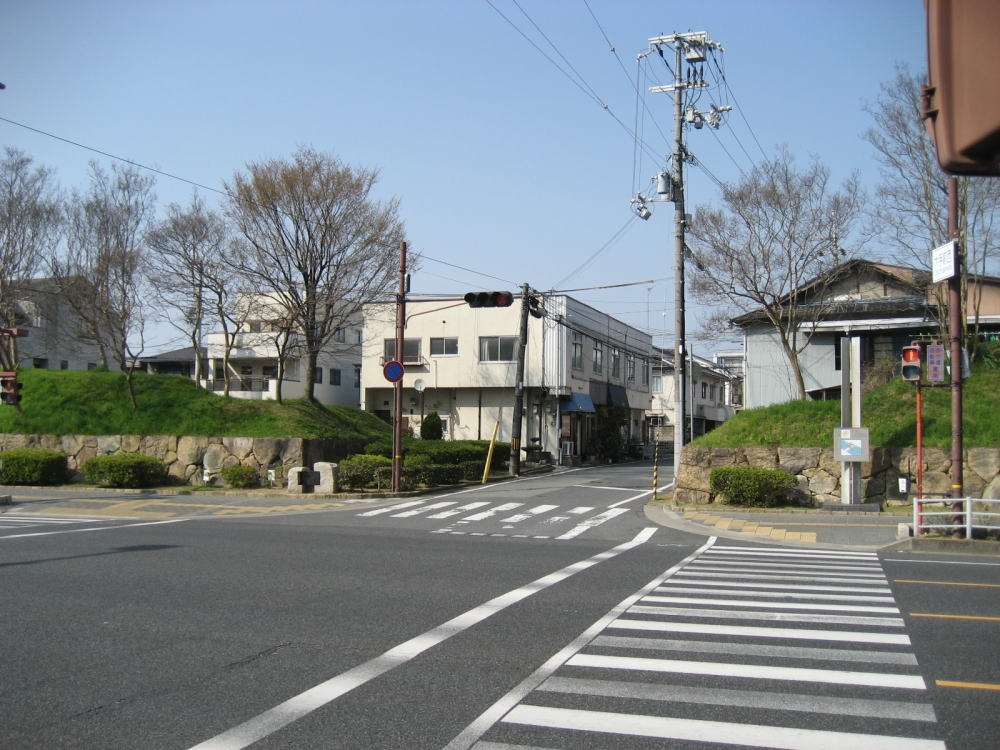
中門跡
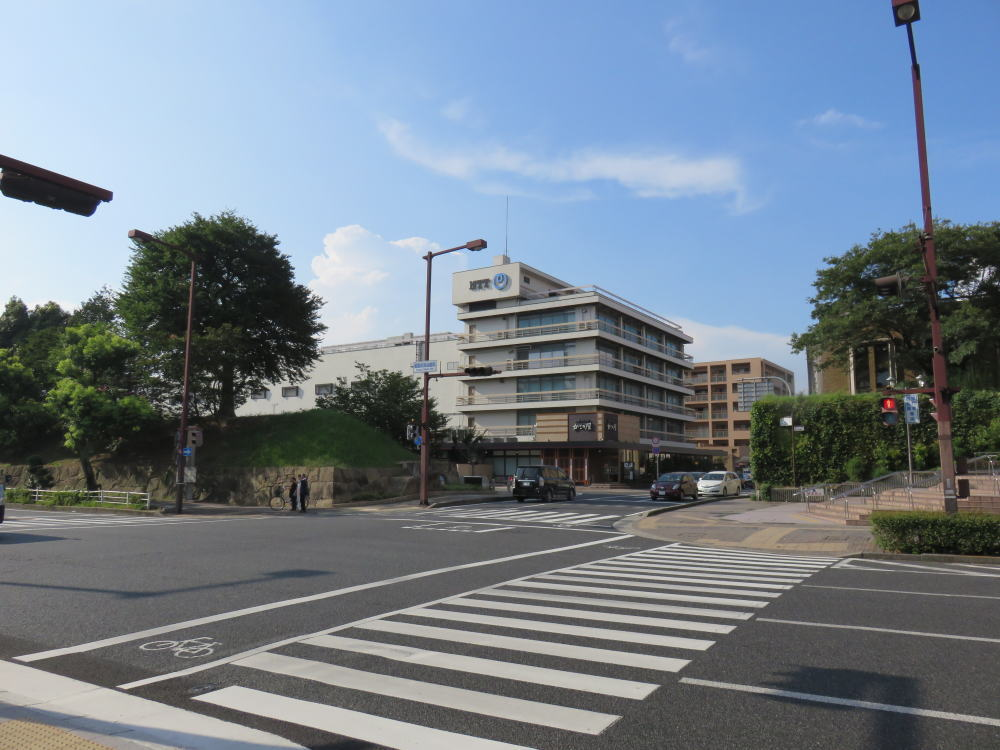
總社門跡
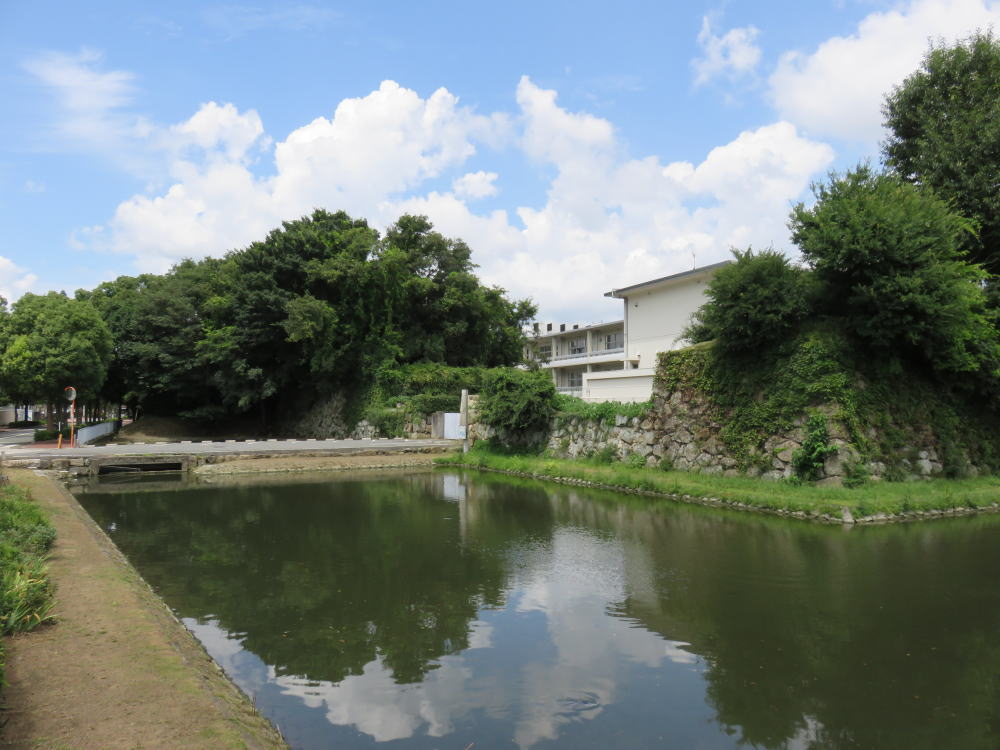
內京口門跡
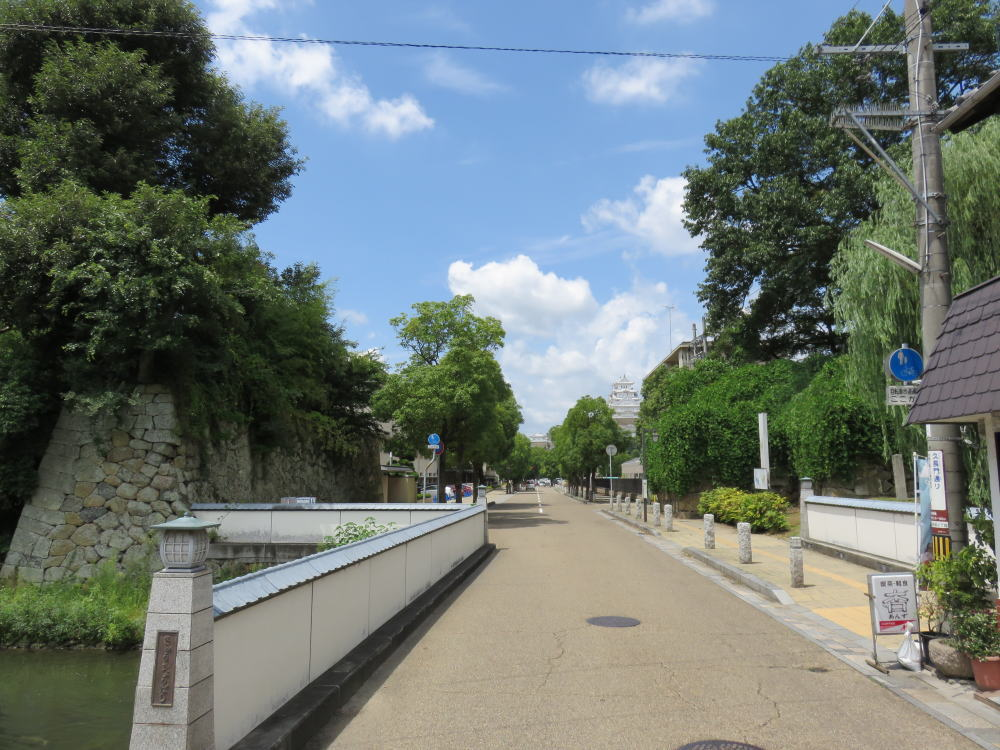
久長門跡
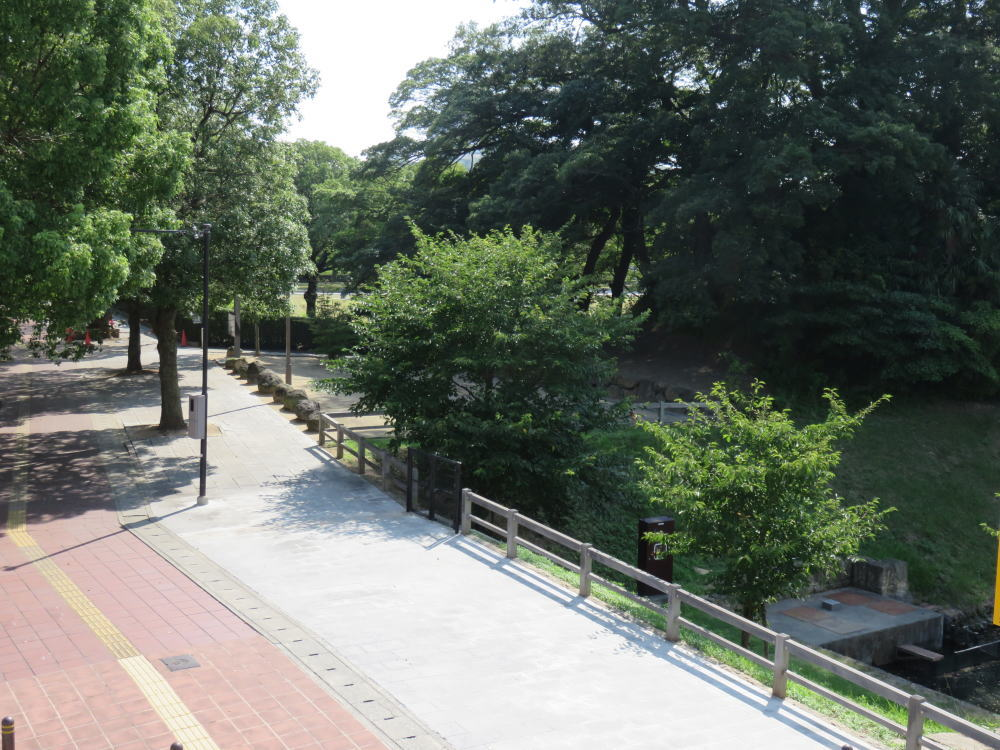
野里門跡
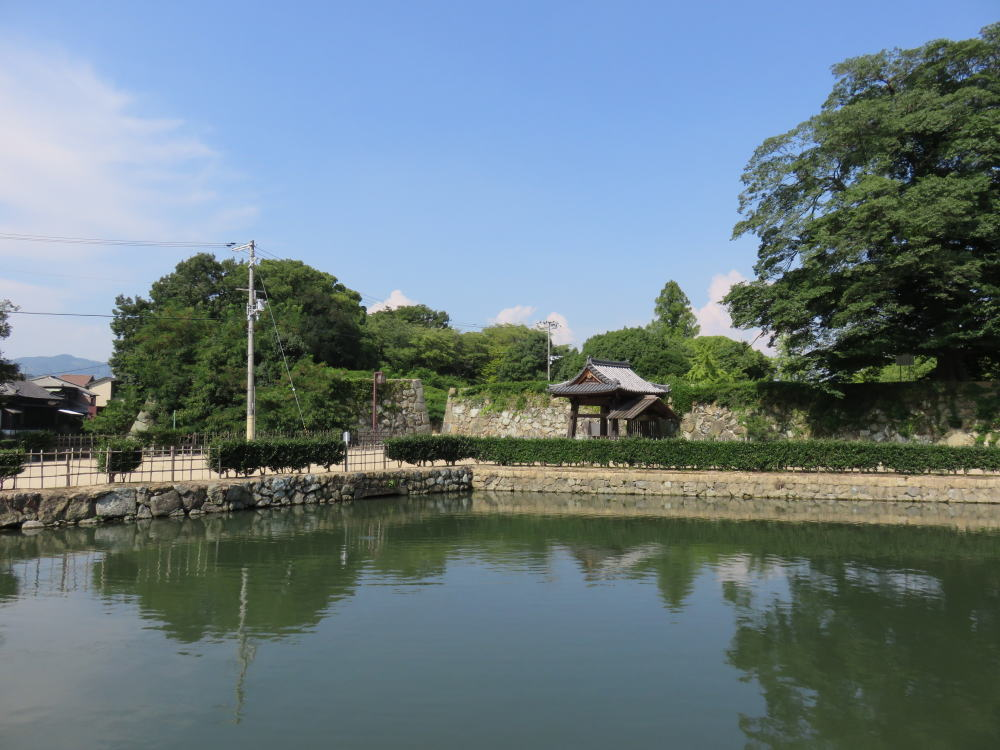
清水門跡

### 外曲輪
依據《池田家履歷略記》記載，區域由東邊的城見町、神和町至西邊的龍野町，南從南町到北邊的威德寺町。由《本多家家中侍屋敷圖》可分為五軒屋敷（上寺町、二筋目、引迴橫町、三筋目）、外京口門內、外京口門和竹之門之間、下寺町、北條口、光源寺前筋、飾萬門至十二所之間、北條門和飾萬門之間、新身町等區域。其中「寺町」是池田輝政建設城下町時，在城的東邊設置一寺社地，將內曲輪和中曲輪的寺社移至該地而形成的，目的是當外敵侵入時可將寺廟作為城寨使用。設置備前門、飾萬門、北條門、外京口門、竹之門等5門。

### 石垣

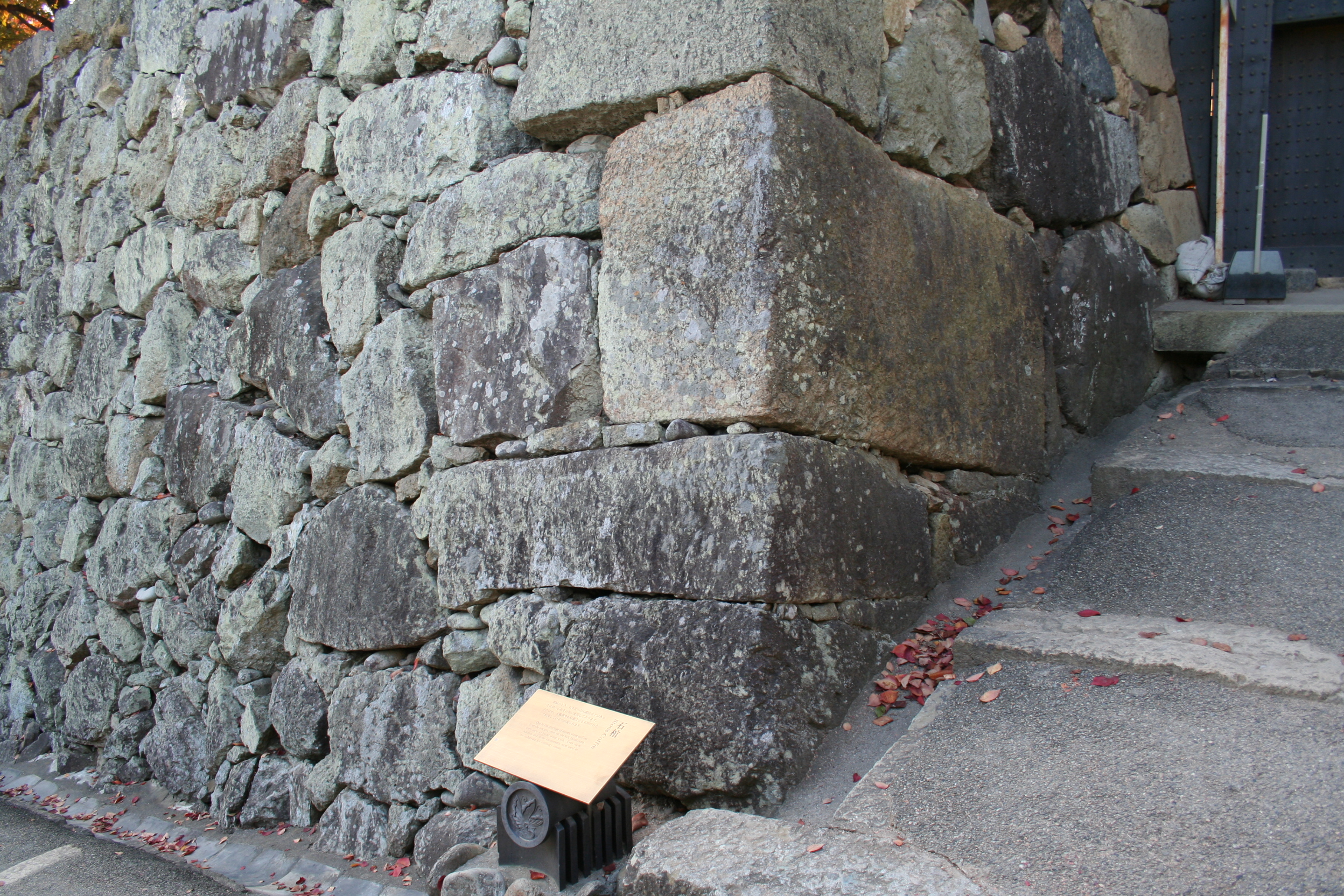
使用石棺的石垣（備前丸的備前門）

根據石材加工程度和堆積方法，以及築城和改修的歷史經緯來看的話，可將石垣分為五個時期。秀吉築城為第一時期，採用未加工的凝灰岩、燧石、流紋岩以"野面積み"方式堆疊。在上山里曲輪、「は之門」和「に之門」、本丸北側的姬山樹林等地。大多最高高度到5公尺，石材大小與後面的時期相比略小，但在菱之門東邊土牆下的巨石積石垣亦為該時期所建。天守台石垣和「ぬ之門」外側的備前丸西側石垣為第二時期，推測是輝政時期所建。主要使用分割過的凝灰岩堆疊。有高約20公尺以上的高石垣。第三時期為忠政時期建造的西之丸石垣，特徵與第二時期石垣大致相同，但由堆積方法看的話，第二時期主要使用"乱積み"和"落し積み"，而第三時期則是使用"布積み"。之後雖沒有大規模的改修但仍有持續修築，江戶時代和明治時期之後分別列為第四時期和第五時期。
另外姬路城內發現到90多個轉用石，在北腰曲輪、「は之門」至「に之門」之間和備前丸的石垣皆可看到。主要有寶篋印式塔、五輪塔、層塔、燈籠等佛教相關石塔，另外也有古墳時代的石棺和手水鉢。

## 修理歷史

### 江戶時期的大天守修理
寬永3年（1626年），在腕木下方補加方杖，推測因屋頂的重量而使得屋簷漸漸下沉。正保2年（1645年），修理屋頂上的磚瓦。明曆2年（1656年），由於在地下1階的東西心柱，該根元部分開始腐壞，於是將該部分挖空，以帶狀的鐵製物將其圍繞，補強柱子強度。延寶（1678年），增添地下1階和1階梁下的支柱，在6年後於1、2、4、5階增添共29根支柱，接著在3年後在同樣的階層增加17根支柱。寶永5年（1708年）經過幕府許可，修復內、中、外曲輪的石垣和浚渫水堀。
根據在「昭和大修理」時發現的墨書，江戶時代僅在軸部補強就執行19次，屋頂和屋簷修理也執行17次。

### 明治大修理
該修理主要是因為大天守往東南方向大幅度的傾斜，而在東南側的1階和2階新添柱子，另外在各階的牆面上多加斜柱進行補強，和重新塗刷天守外牆。

### 昭和大修理
起因是6月的連日大雨造成西之丸的建築物和石垣嚴重地損壞，翌年2月開始西之丸的修復工作，雖在同年8月再次遭逢大雨，造成石垣再度崩壞的事故，最後在昭和13年（1938年）3月完成西之丸的修理作業。之後修理本丸北腰曲輪的「イ」至「ヘ」之渡櫓，以及因大雨關係崩落的「ろ之門」南方土牆和石垣，該作業在同15年（1940年）完成。接著該年對「は之門」、「ロ之櫓」和周邊土牆石垣；同16年對「い之門」、「ろ之門」、「に之門」和周邊土牆石垣；同17年對西之丸剩餘的櫓，分別進行著手，後在同19年完成作業。戰後由菱之門開始作業，隔年完成因戰事擱置的「カ之櫓」土牆修理，直到同30年（1955年），天守閣以外的修理完成。
天守曲輪群經過調查發現，大天守的東大柱和西大柱皆向東南方傾斜約30多公分，地板亦下沉約9公分；小天守群最為嚴重的是乾小天守，柱子傾斜約16.4公分，地板下沉達至11.5公分，最後判斷全部建築物都需要解體修理，大天守更是將地基換作為混凝土。大天守部分由昭和31年（1956年）開始，軸部工程在同35年5月完成，同37年7月開始拆除鷹架，同時進行屋頂塗漆作業，同39年3月結束作業。其中將江戶和明治時期補強的支柱、斜柱撤除，僅留2支位於3階東西大千鳥破風的支柱。小天守部分從同35年2月開始架設鷹架，經過半年結束解體工程。翌年9月結束「イ」、「ハ」之渡櫓和「東」、「乾」、「西」小天守的工程。「ニ之渡櫓」和「廚房」的工程在同38年7月完成，翌年3月結束所有工程。

### 平成大修理
該工程從平成21年（2009年）10月開始現場測量作業，補強喜齋門跡的土橋和搭建材料搬入的構台在翌年3月完成。同23年3月搭建好鷹架屋，到11月之間進行大天守的破損調查，12月開始從頂層到下層依序地進行修葺屋頂的作業，直至翌年11月完成。同25年11月完成漆喰重新上漆工程，接著拆除鷹架屋。全部作業在同27年3月完成。

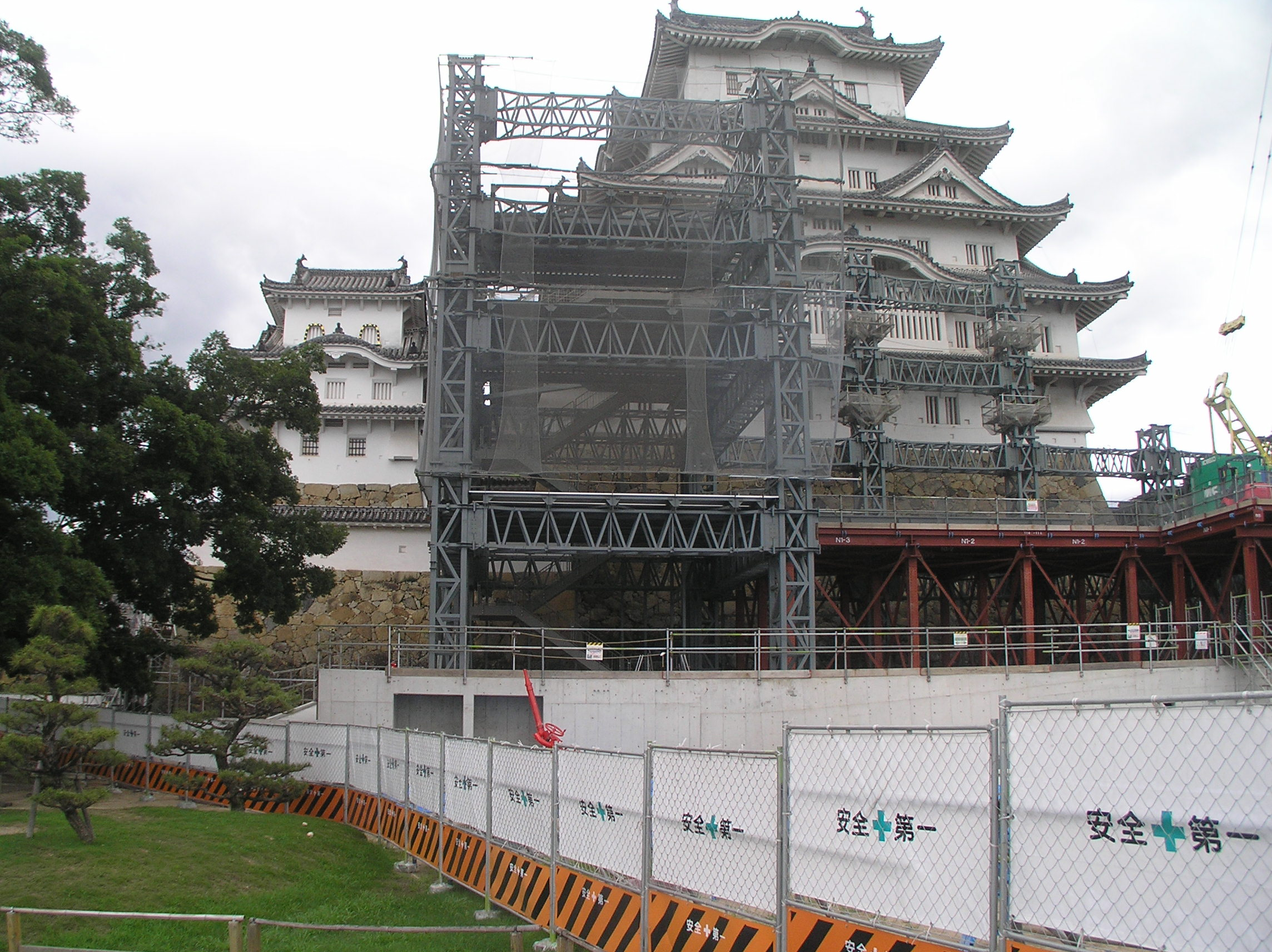
鷹架屋搭建作業
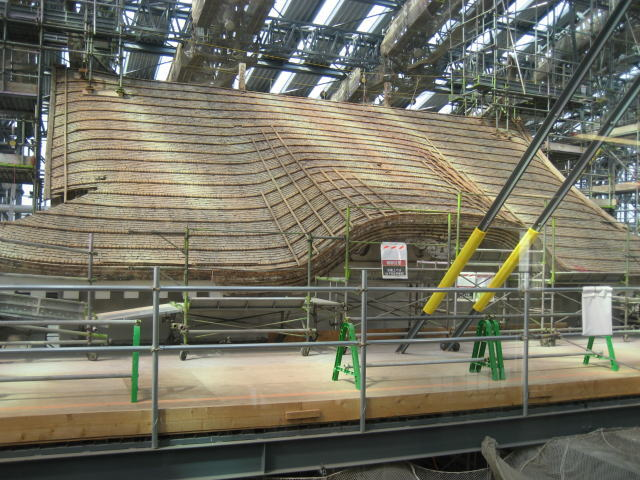
拆卸瓦片後的屋頂樣貌
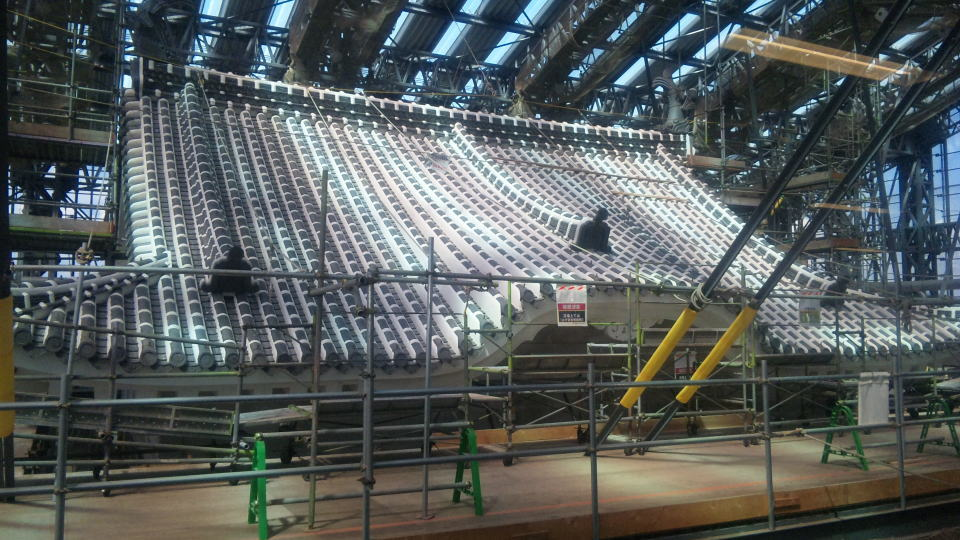
組裝瓦片和重新上漆的屋頂樣貌
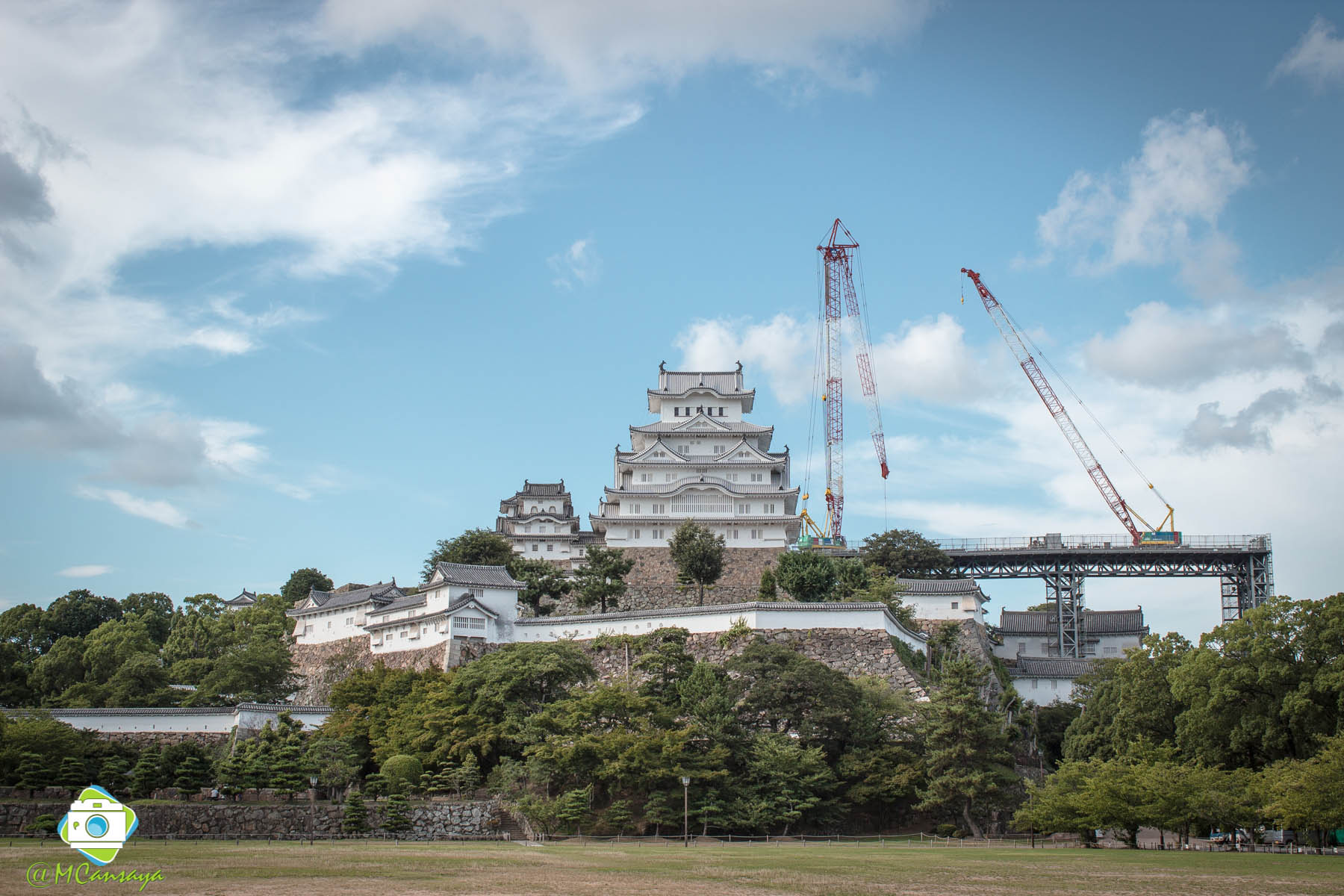
鷹架屋拆除作業

## 傳說
刑部明神（おさかべみょうじん）（又稱長壁明神）
姬路城的守護神。原本是刑部氏的氏神。在大天守最上階設有神社祭祀。
長壁姬（おさかべひめ）（又稱刑部姬）
傳說居住在姬路城中的女性妖怪。
播州皿屋敷
日本知名幽靈怪談皿屋敷（又稱「數盤子的阿菊」）據說發生在從前姬路城尚未蓋起時的同個位置。現今在姬路城的上山里曲輪留有一口「阿菊井」。

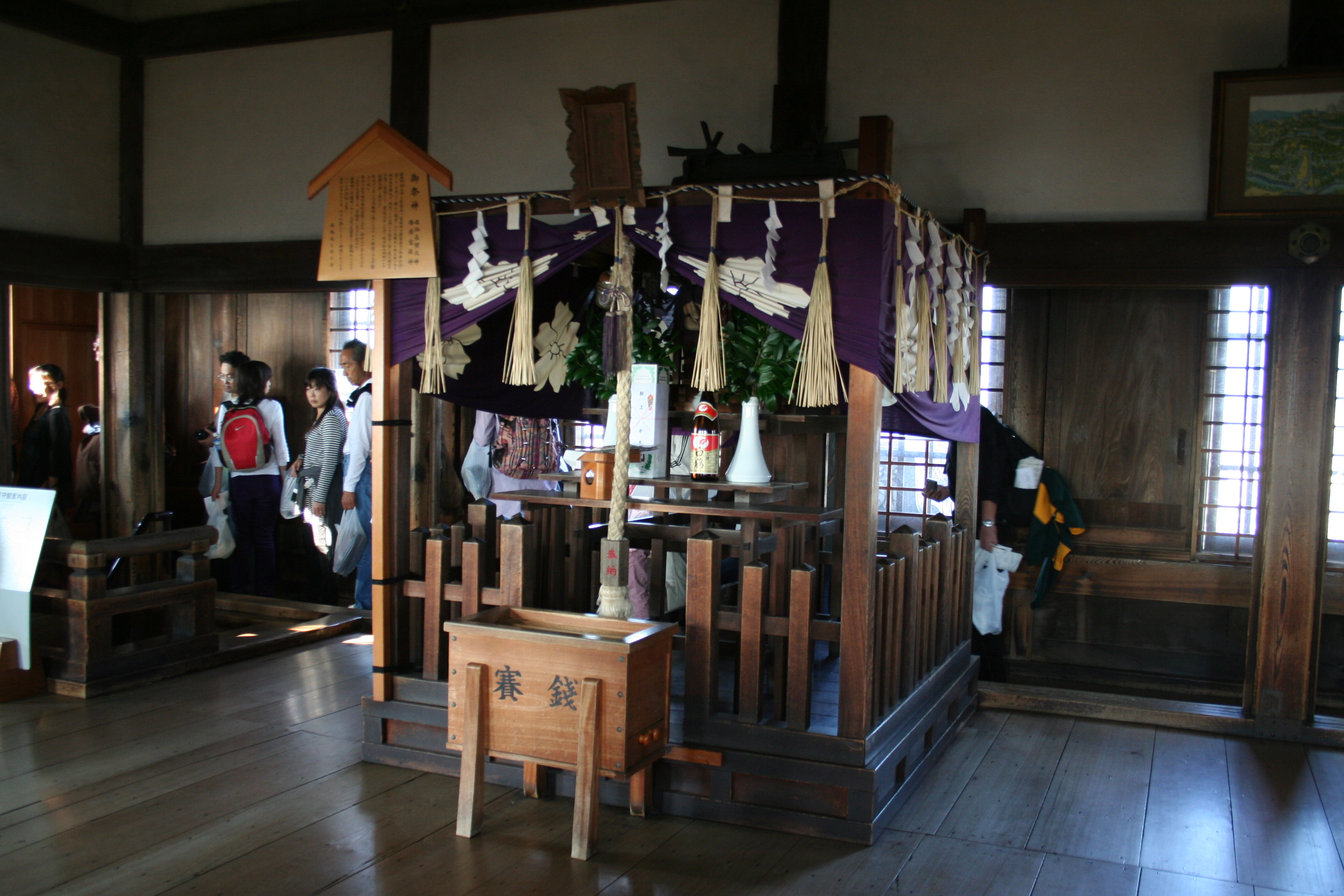
大天守最上階的刑部神社
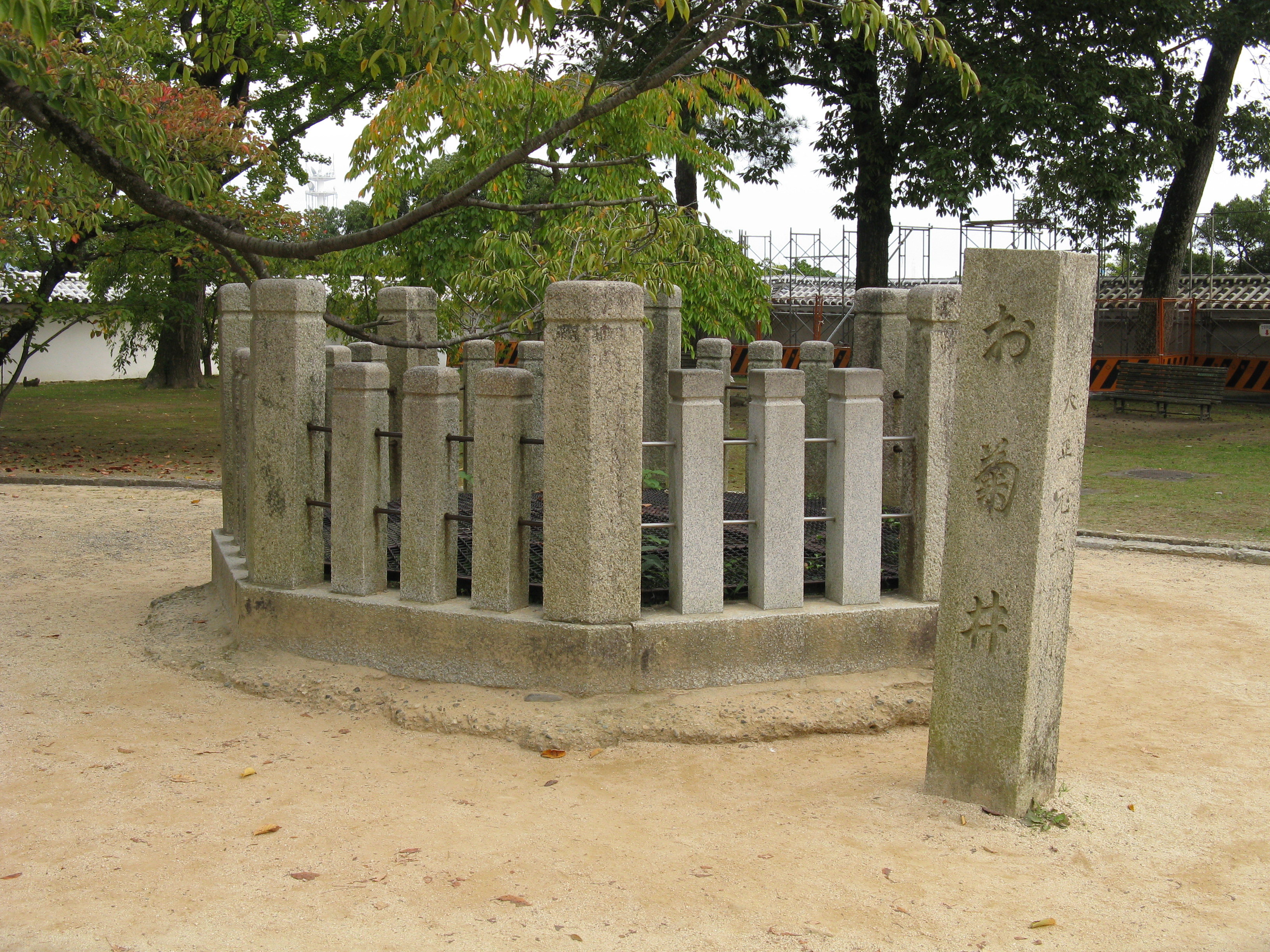
阿菊井

## 歷代城主
| 就任期間   | 氏族   | 城主     |            | 就任期間 | 氏族     | 城主 |
| ---------- | ------ | -------- | ---------- | -------- | -------- | ---- |
| 1346～1349 | 赤松氏 | 赤松貞範 | 1519～1531 | 小寺氏   | 小寺則職 |      |
| 1349～1352 | 小寺氏 | 小寺頼季 | 1531～1545 | 八代氏   | 八代道慶 |      |
| 1352～1357 | 小寺氏 | 小寺景治 | 1545～1564 | 黑田氏   | 黑田重隆 |      |
| 1357～1403 | 小寺氏 | 小寺景重 | 1564～1567 | 黑田氏   | 黑田職隆 |      |
| 1403～1441 | 小寺氏 | 小寺職治 | 1567～1580 | 黑田氏   | 黑田孝高 |      |
| 1441～1467 | 山名氏 | 山名持豐 | 1580～1583 | 羽柴氏   | 羽柴秀吉 |      |
| 1467～1469 | 赤松氏 | 赤松政則 | 1583～1585 | 羽柴氏   | 羽柴秀長 |      |
| 1469～1491 | 小寺氏 | 小寺豐職 | 1585～1600 | 木下氏   | 木下家定 |      |
| 1491～1519 | 小寺氏 | 小寺政隆 | 1600～1613 | 池田氏   | 池田輝政 |      |

江戶幕府成立後，姬路城成為姬路藩的藩廳，藩主亦成為姬路城的城主，藩主列表可參照「姬路藩#藩主」。

## 註解
1. ↑  該窗口需要爬行而過，大多在大型門側邊都附有該窗口，像是防火閘門。
2. ↑  未與外部連接的堀。
3. ↑  在天守、櫓或土牆的牆壁上開鑿一個洞，以讓弓箭或鐵炮射擊。
4. ↑  意為上下樓層同樣大小。
5. ↑  本為別的用途的石造物變為石垣的一部分。
6. ↑  使用墨在建築物或木材紀錄木匠的工作事務。

## 外部連結
- 姬路城大圖鑑 （页面存档备份，存于）
- 姬路觀光協會／姬路城的專家
- WELCOME TO HIMEJI CASTLE （页面存档备份，存于）
- 姬路城西御屋敷跡庭園｢好古園」（財團法人姬路市綠化協會）